# Biserica de lemn din Remeți

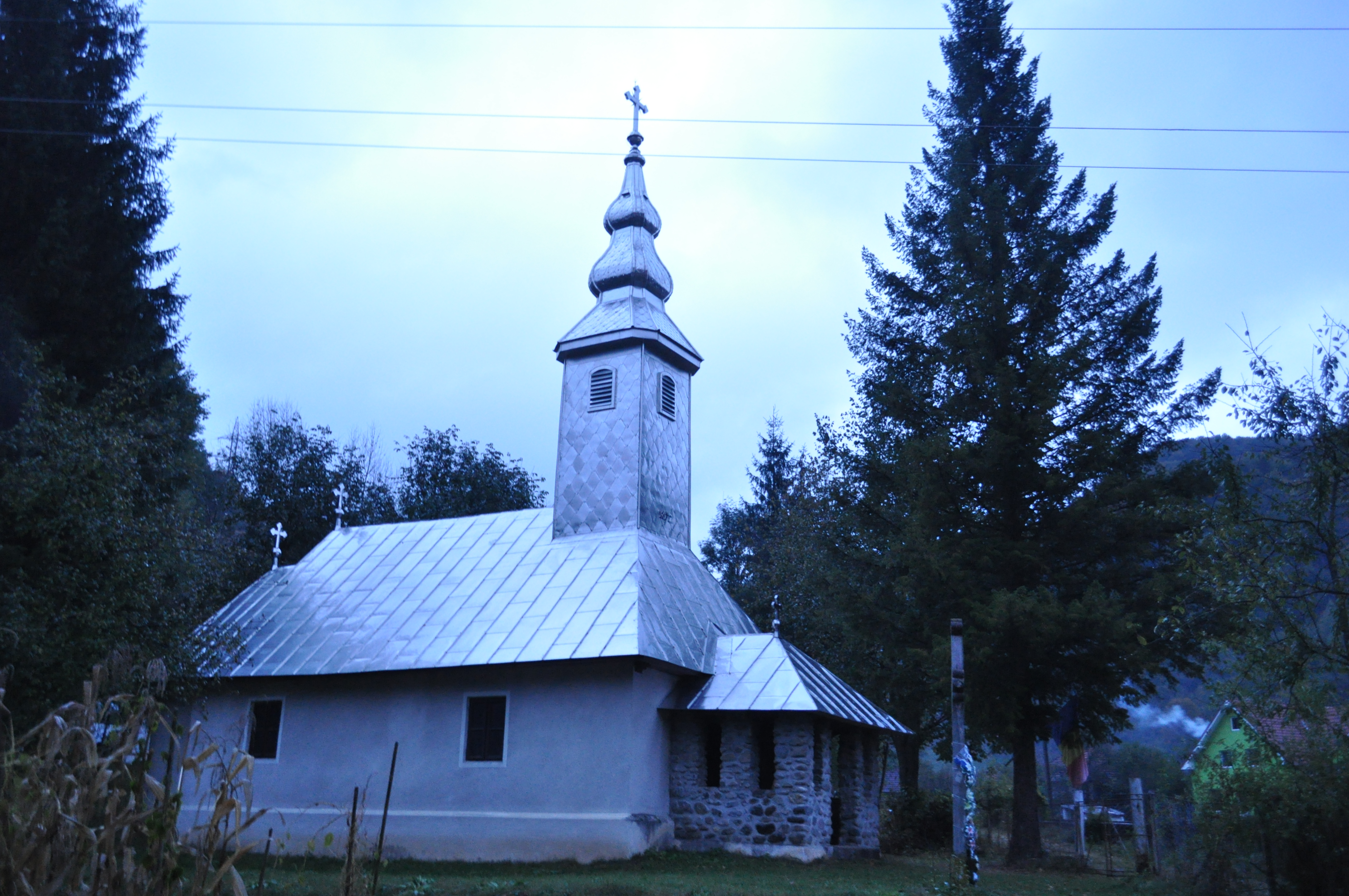
Biserica de lemn „Sfinții Arhangheli Mihail și Gavriil” din Remeți, comuna Bulz, județul Bihor, foto: octombrie 2011.

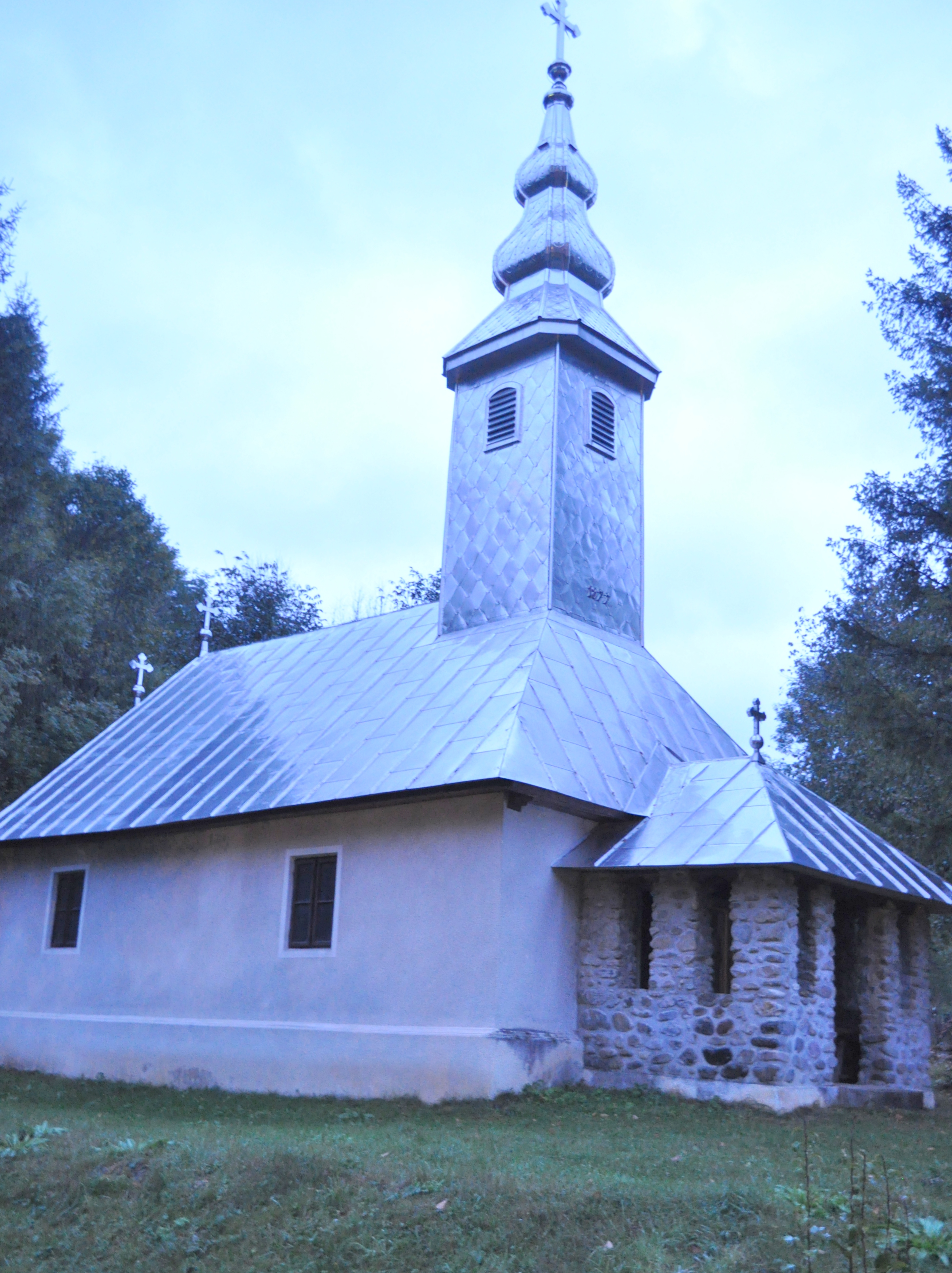
Biserica de lemn „Sfinții Arhangheli Mihail și Gavriil” din Remeți, comuna Bulz, județul Bihor, foto: octombrie 2011.

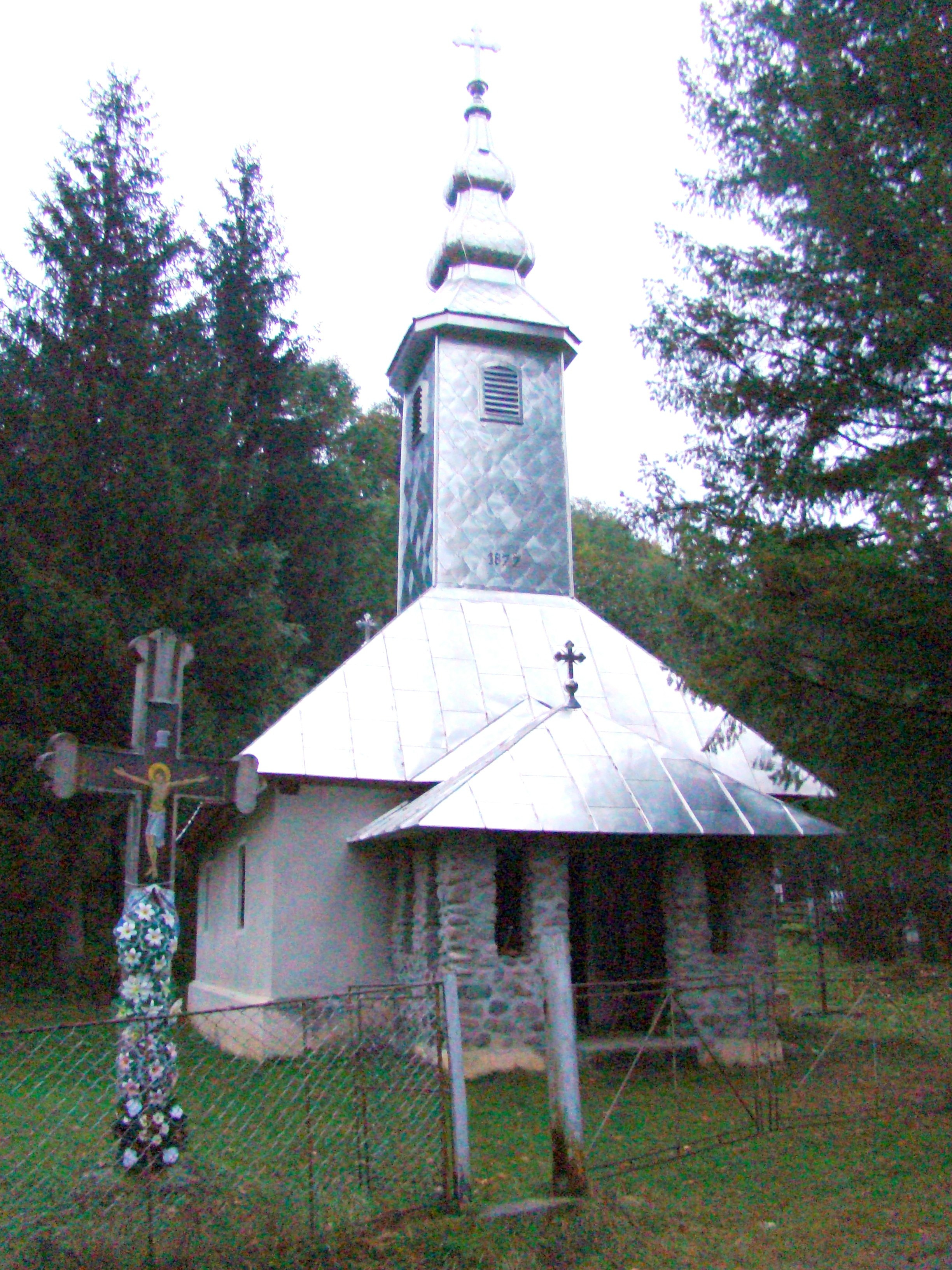
Biserica (vest)

Biserica de lemn din Remeti, judeţul Bihor - chivotul

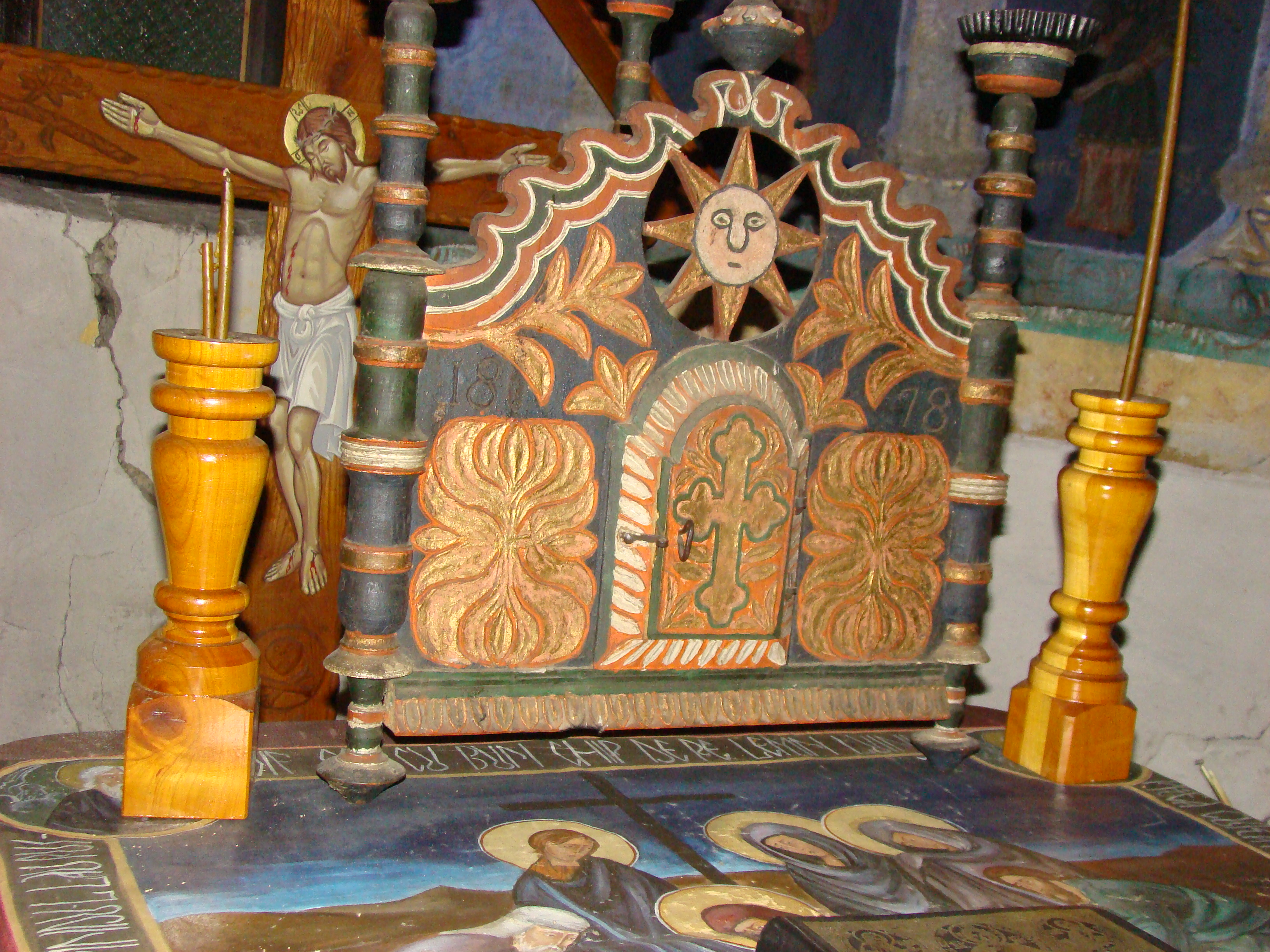
Biserica de lemn din Remeti, judeţul Bihor - chivotul

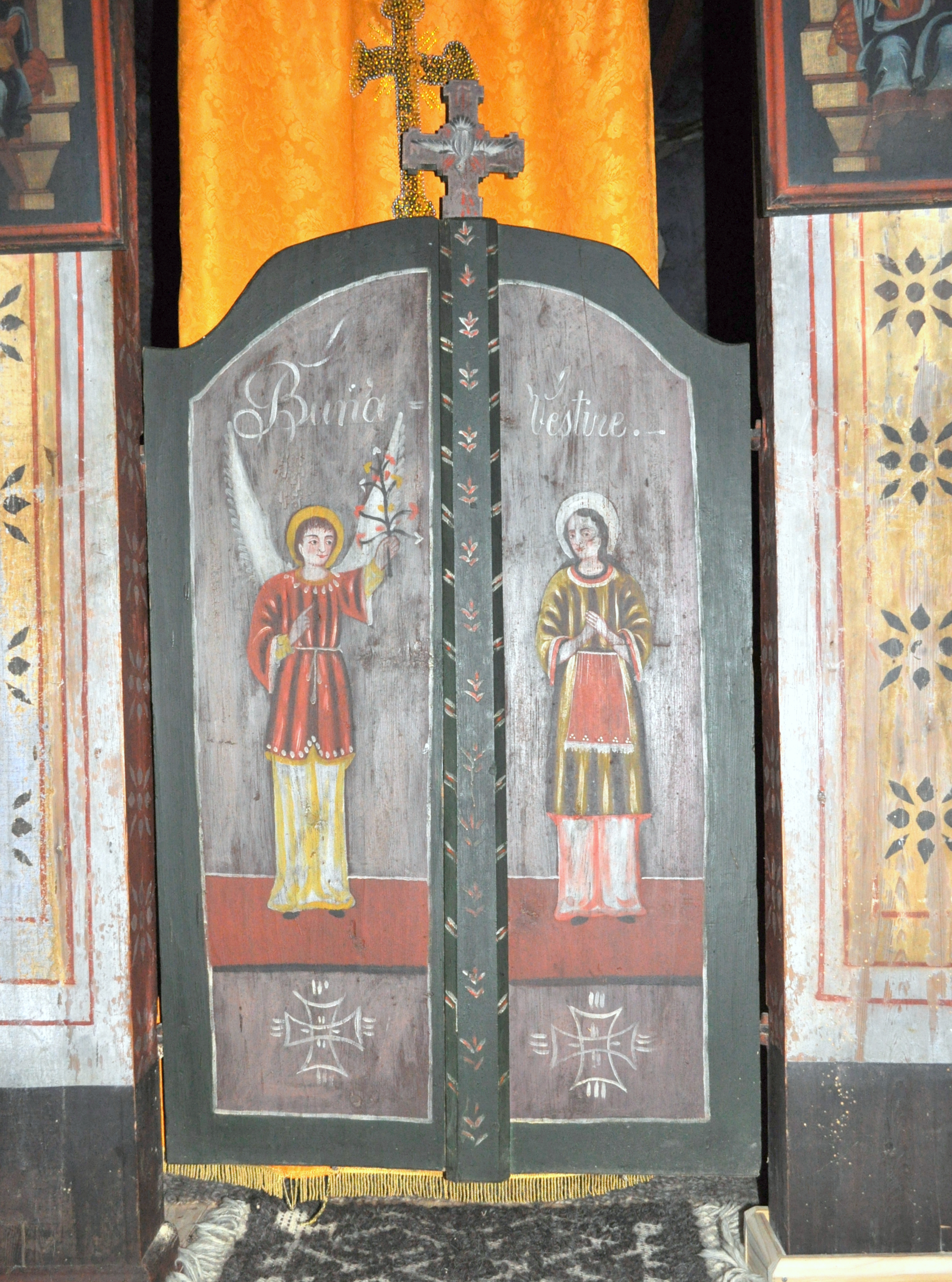
Ușile împărătești (Buna Vestire)

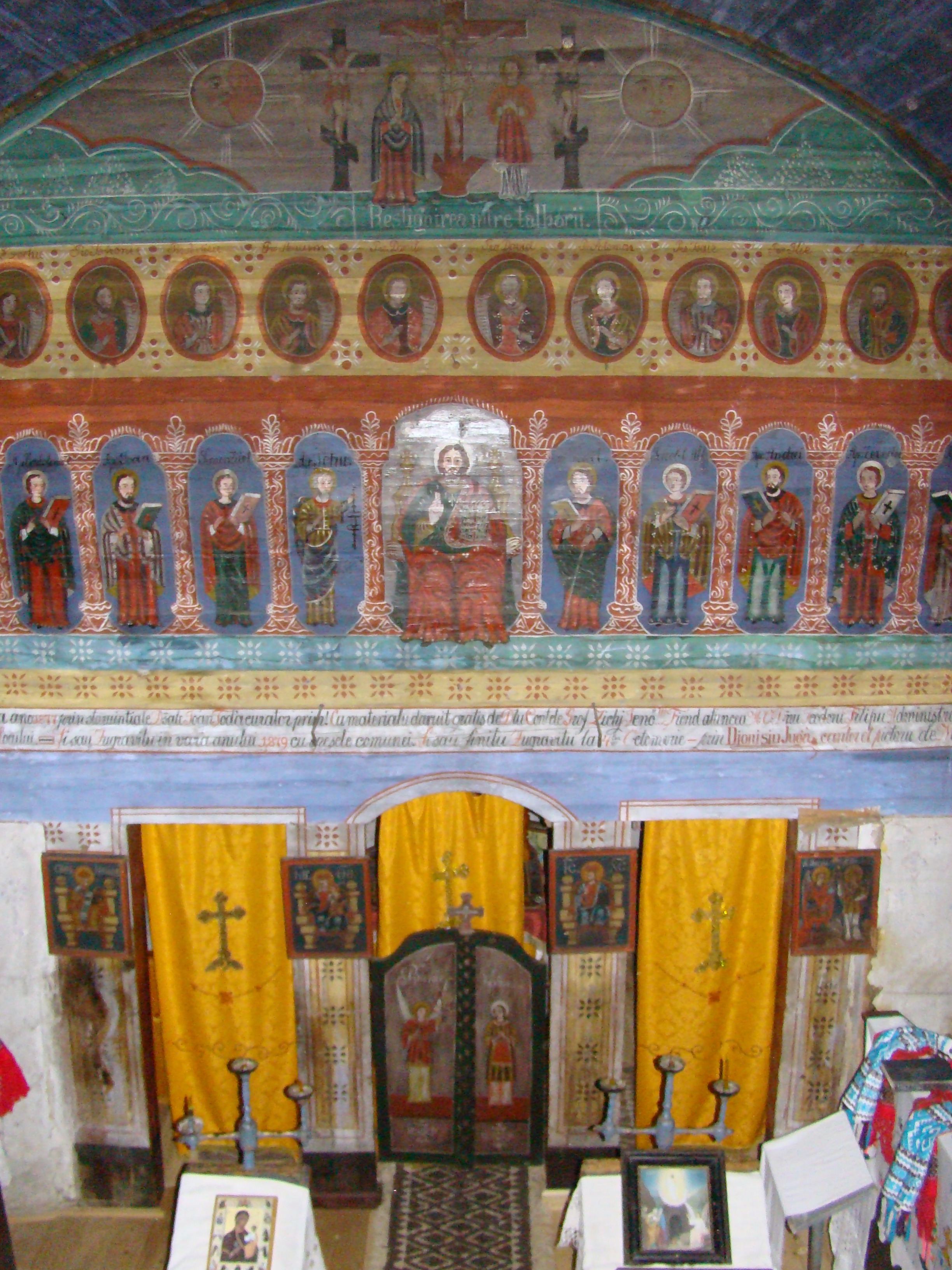
Iconostasul

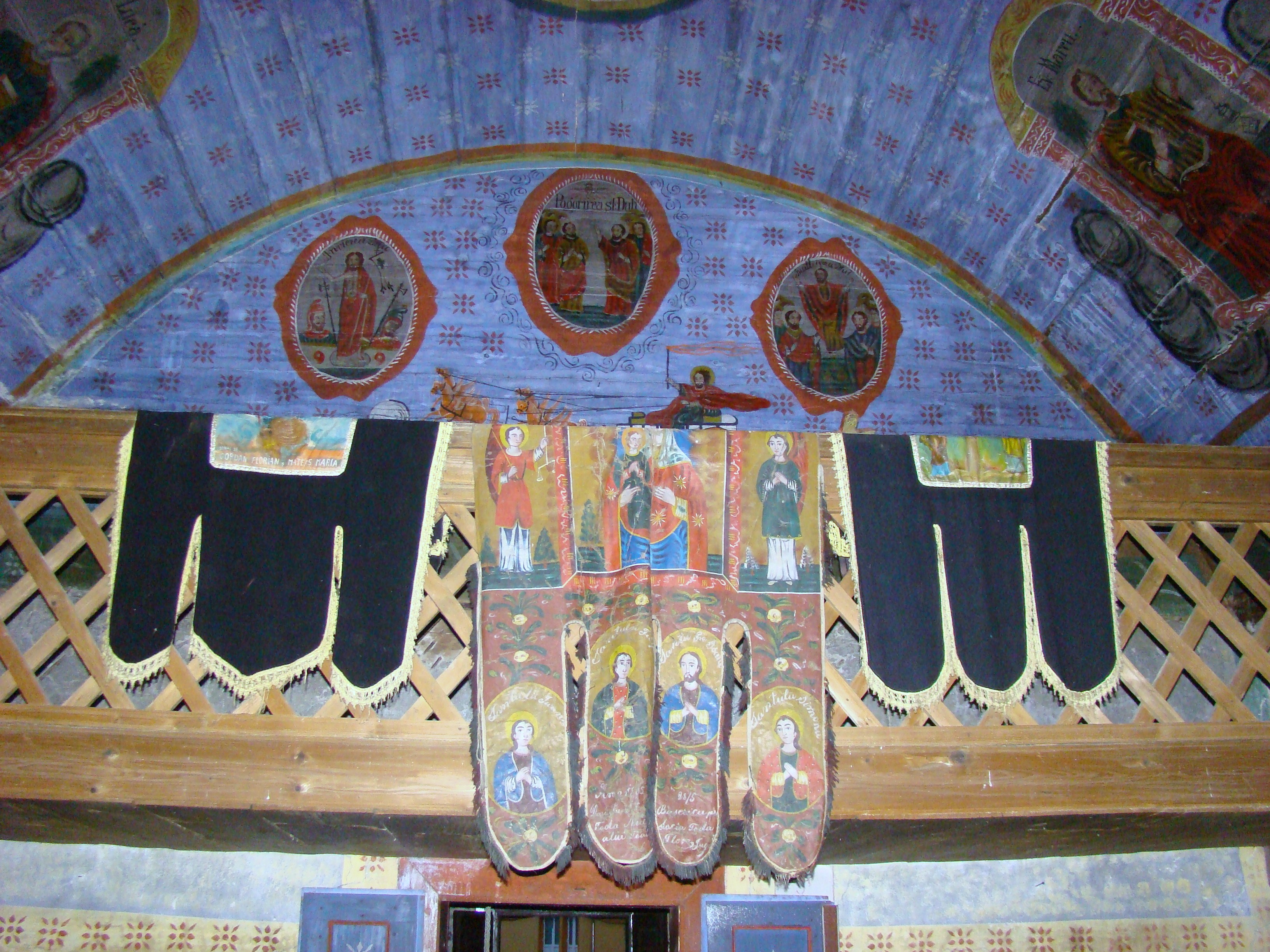
O parte din pictura timpanului de vest al naosului și un prapur vechi confecționat tot de Dionisie Iuga

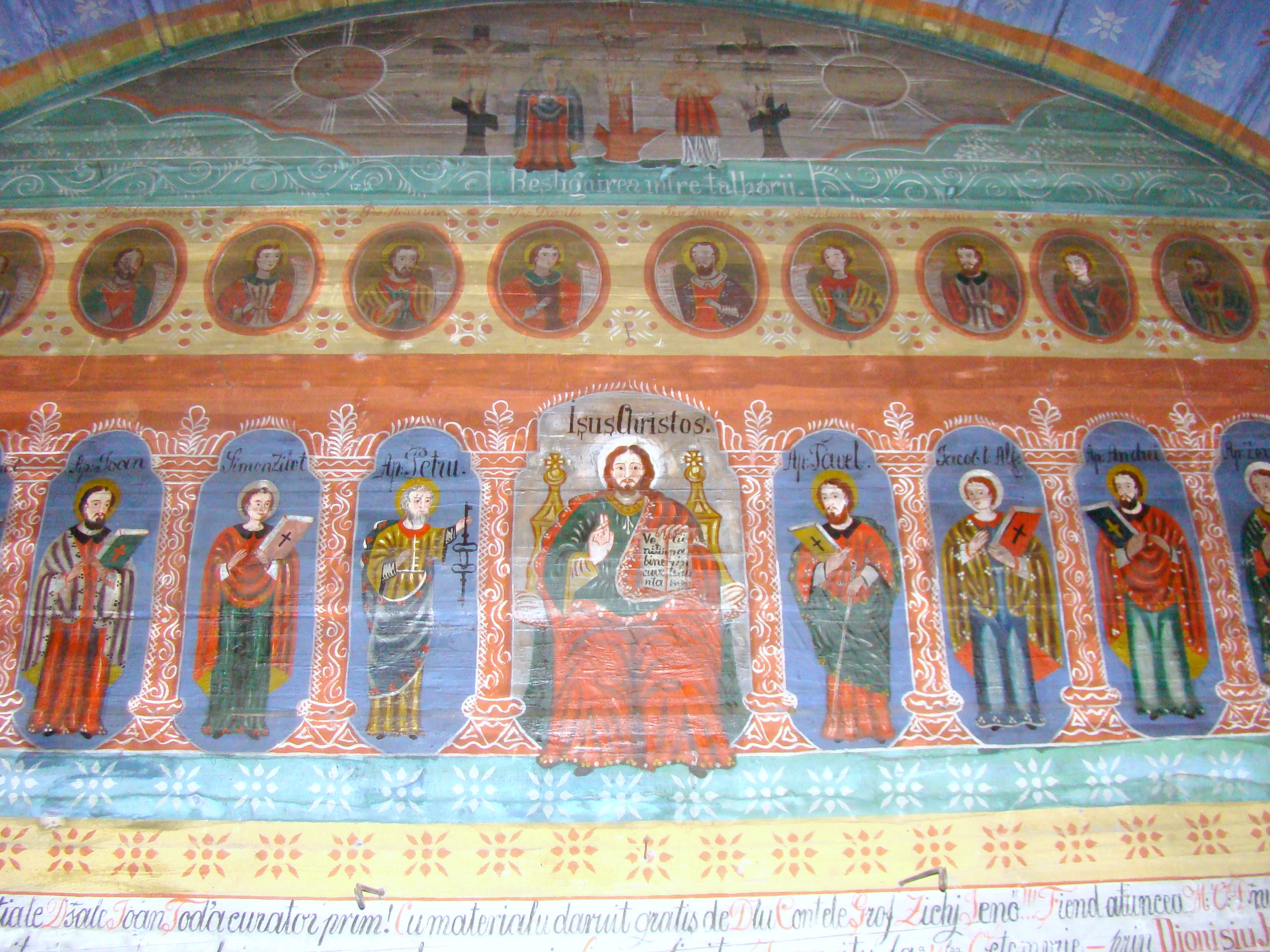
O parte din pictura timpanului de est al naosului

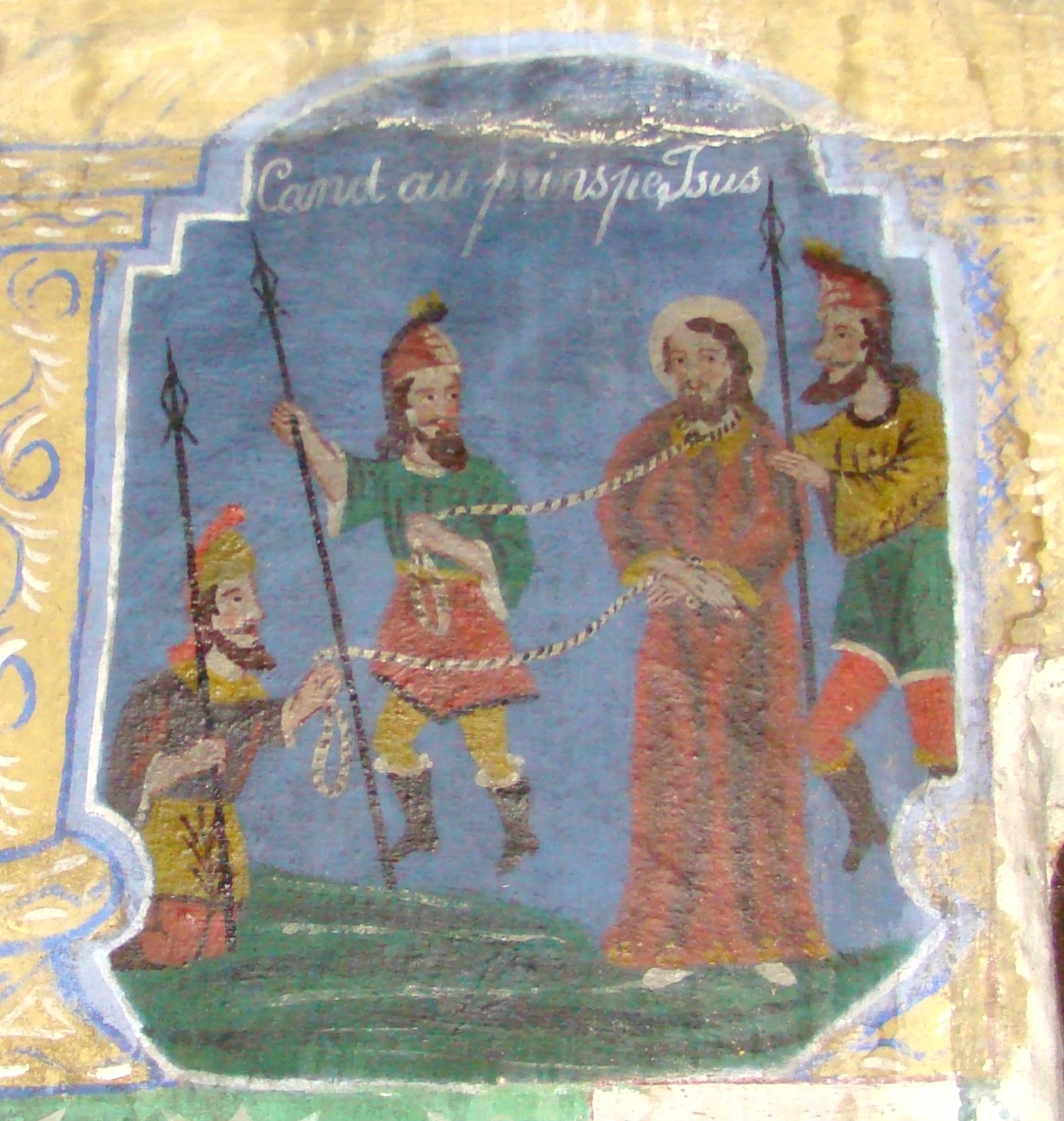
„Când au prins pe Isus”

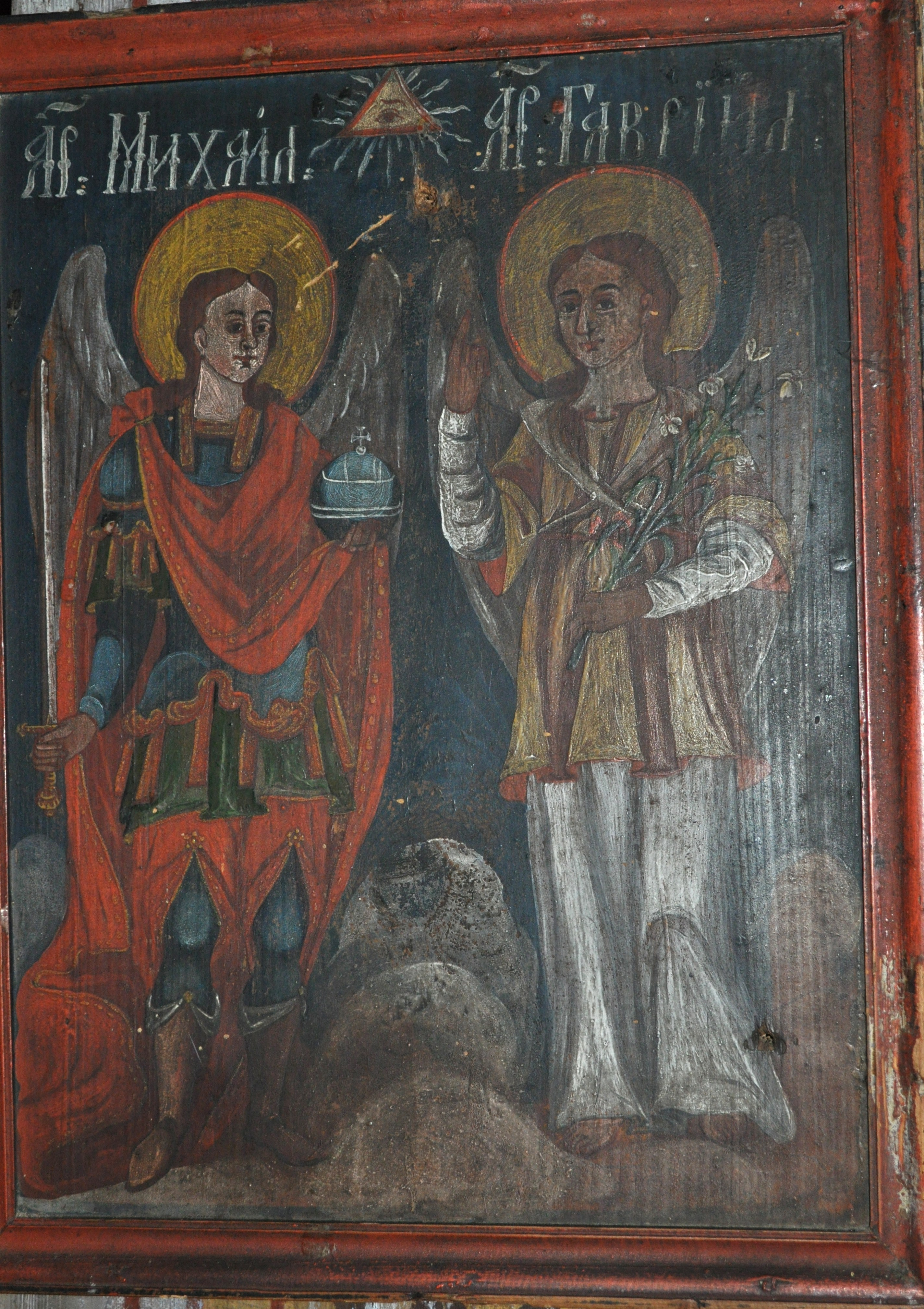
Icoana de hram

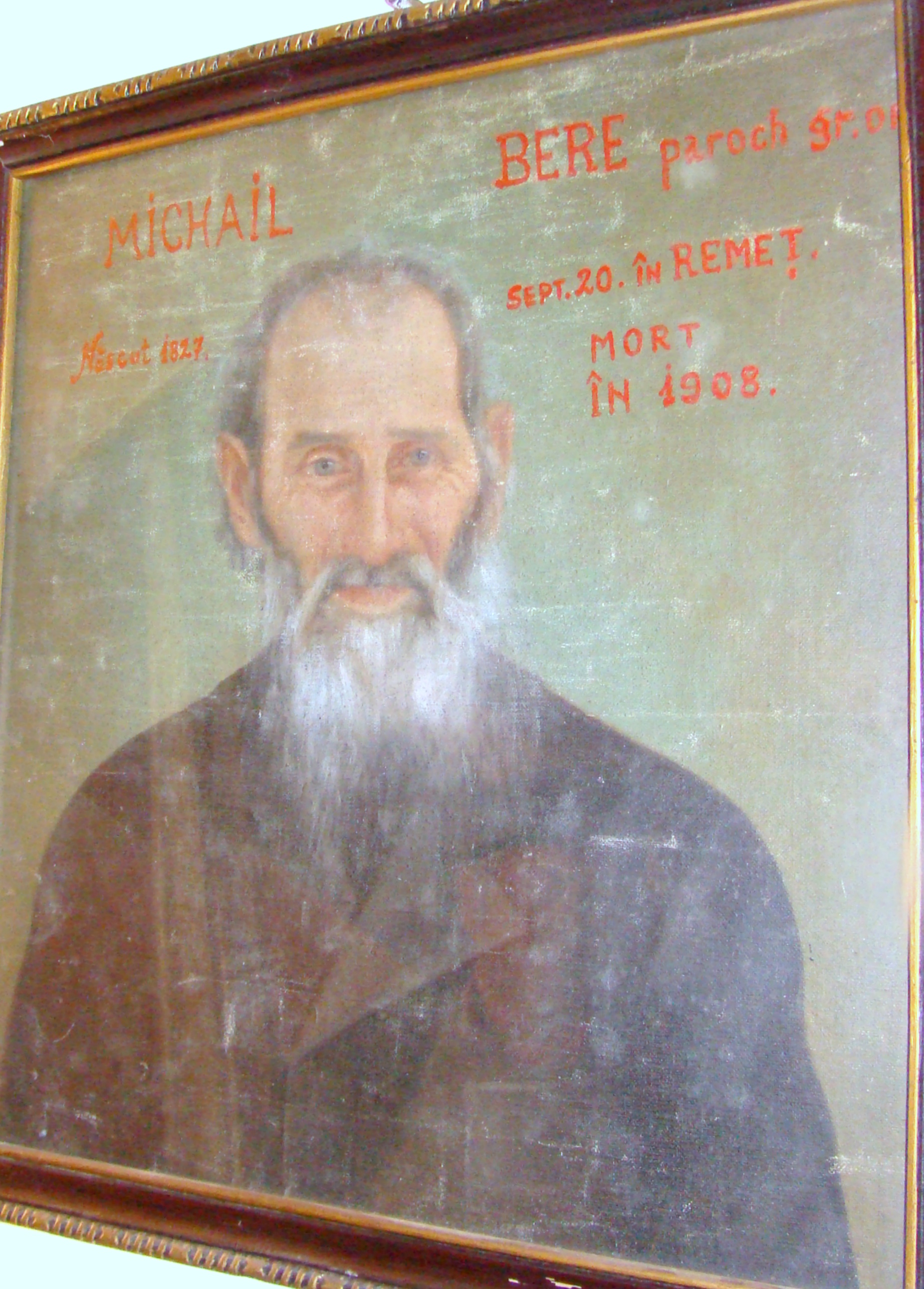
Preotul Mihail Berea

Biserica de lemn din Remeți, comuna Bulz, județul Bihor datează din secolul XIX . Lăcașul are hramul „Sfinții Arhangheli Mihail și Gavriil” (8 noiembrie) și nu figurează pe lista monumentelor istorice.

## Istoric
Conform inscripției de pe iconostas „această sfântă biserică s-a edificat în anul 1877 la stăruințele prim-coratorului Ioan Toda, din materialul dăruit de groful Jenő Zichy, preot fiind Mihail Berea.” Pictura, de factură naivă, populară, a fost realizată în vara anului 1879, „cu spesele comunei, prin Dionisiu Iuga, cantor et pictoru de Nicola”. 
Dionisie Iuga din Nicula a fost un zugrav itinerant de biserici și iconar, care a lucrat în mai multe județe din Transilvania și care a realizat, între altele, pictura bisericilor de lemn din: Valea Crișului (1876) și Hotar, Bihor (1881-1883), Lozna, Sălaj,  Bucea (1880) și Nadășu, Cluj (1890), Sulighete, Hunedoara (1890), Valea Chioarului și  Botiza, Maramureș (1899), Poarta (Mureș) (1900).

## Imagini din exterior (ploaie torențială)

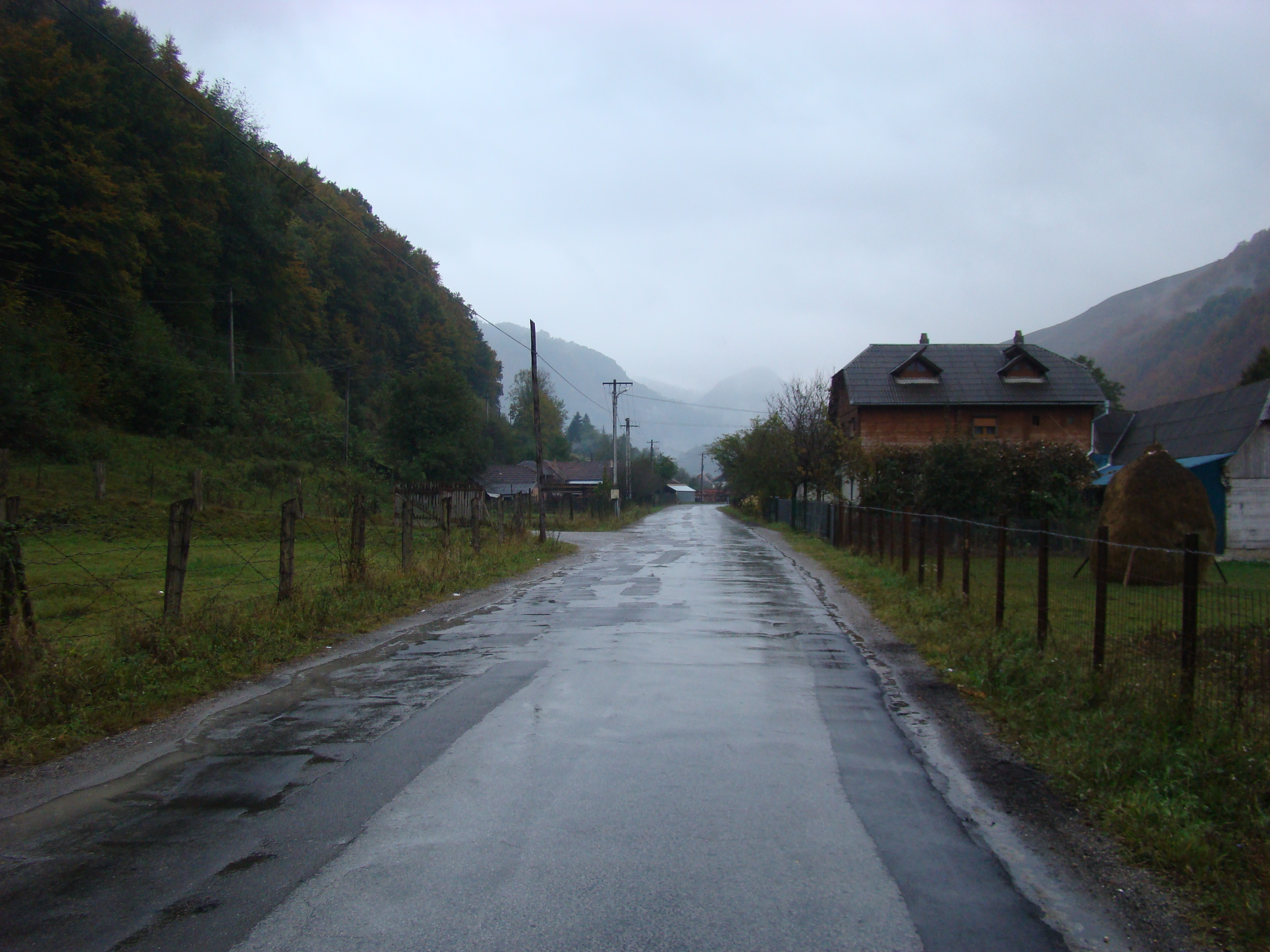
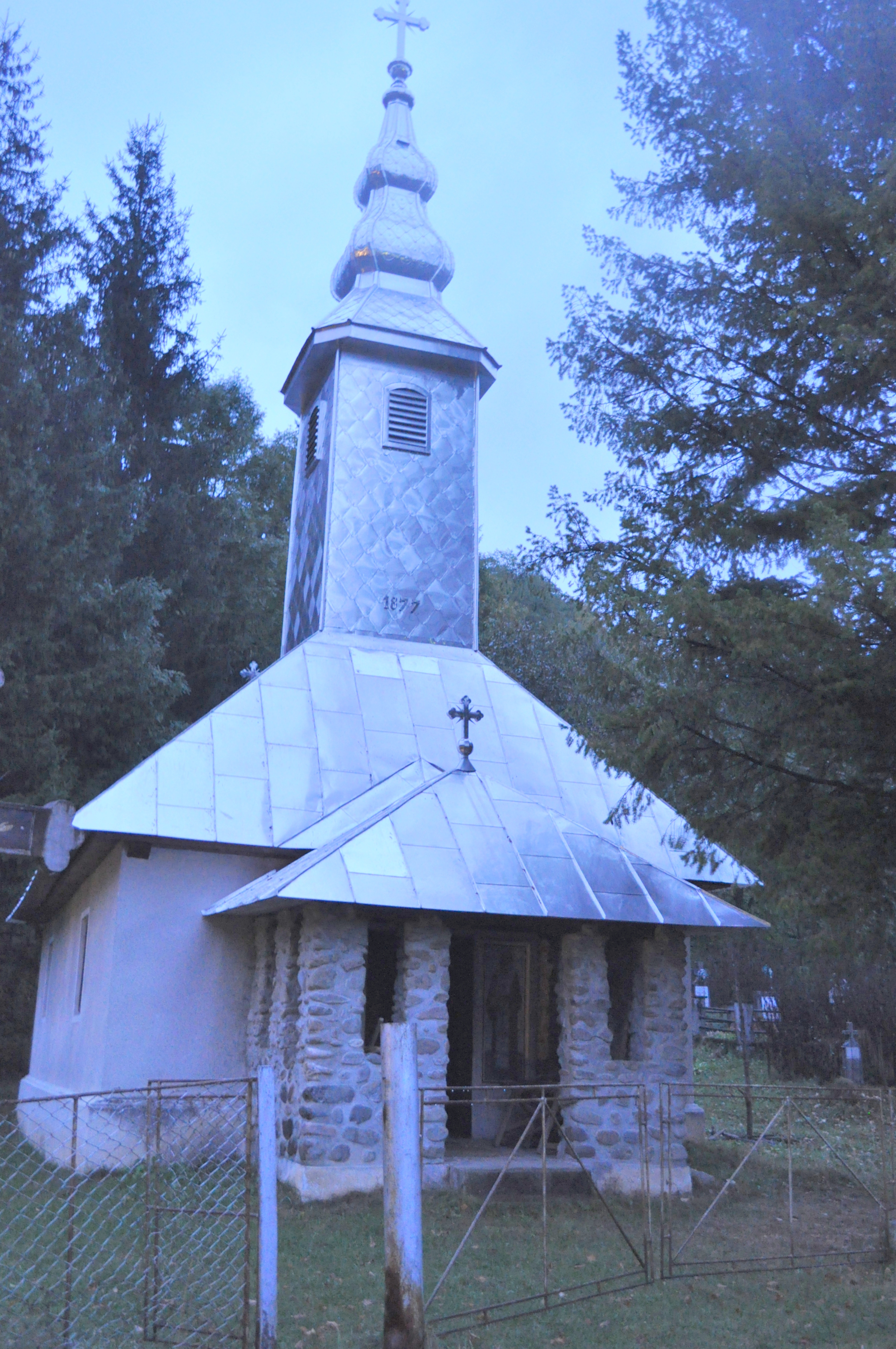
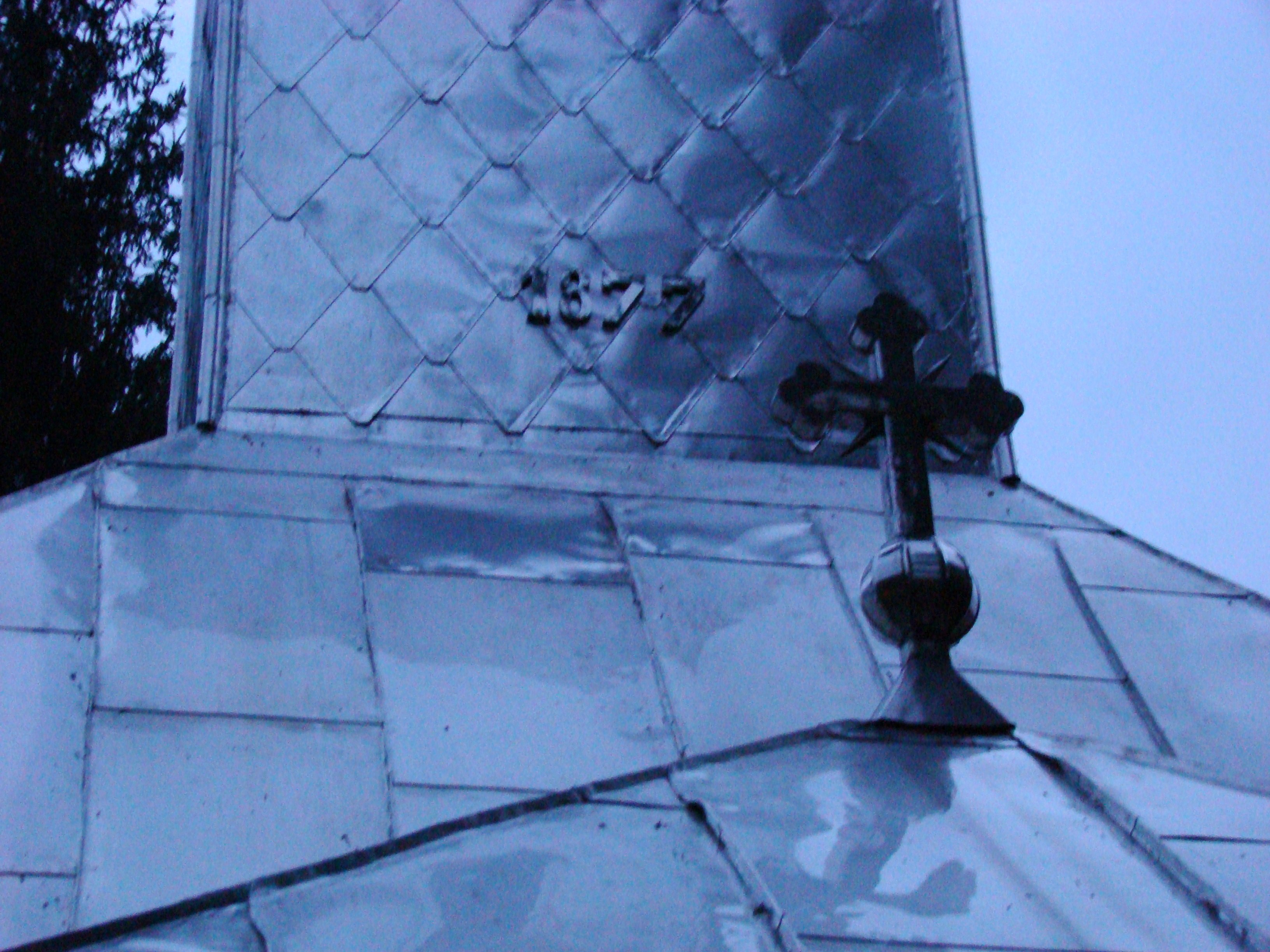
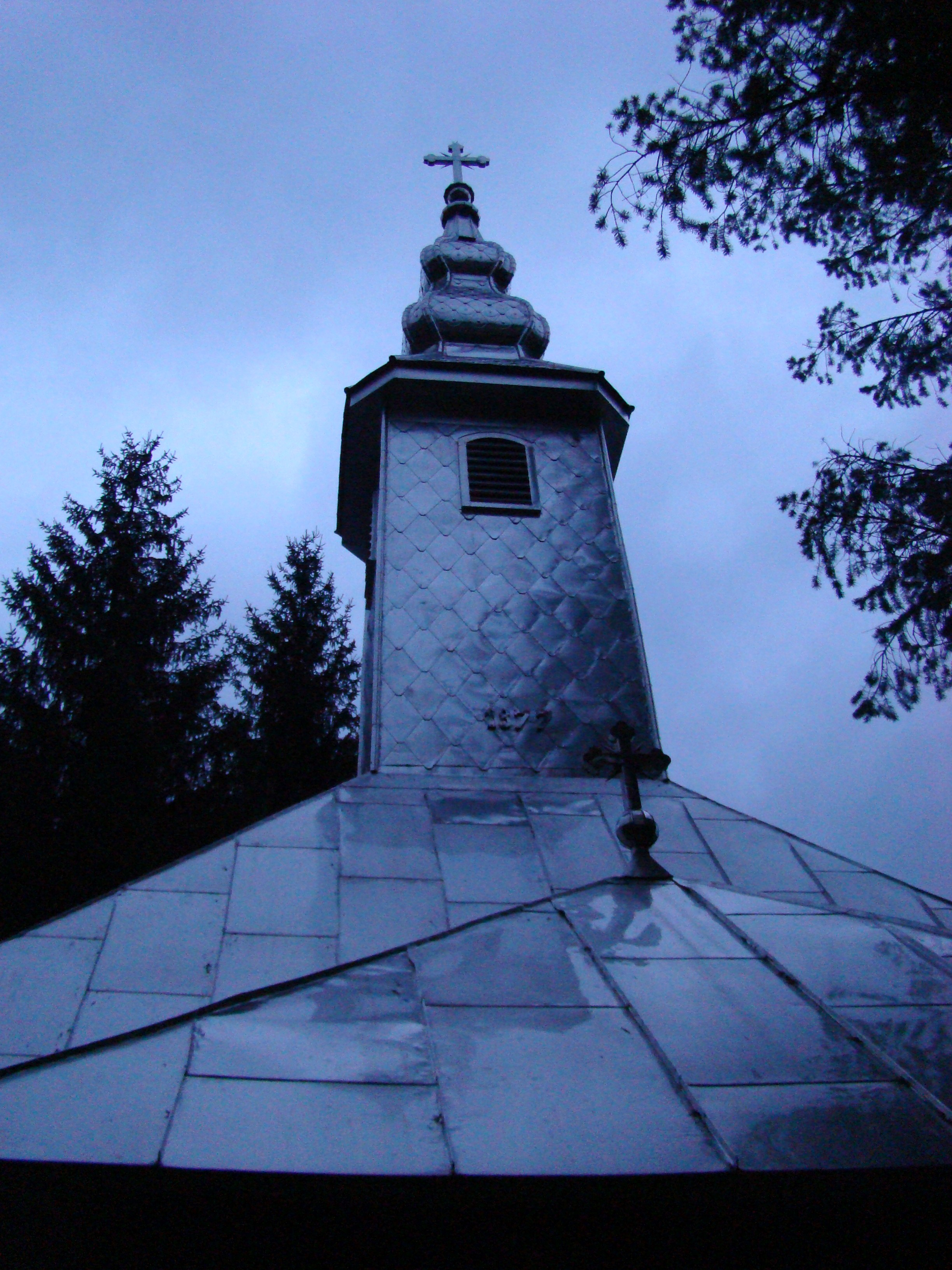
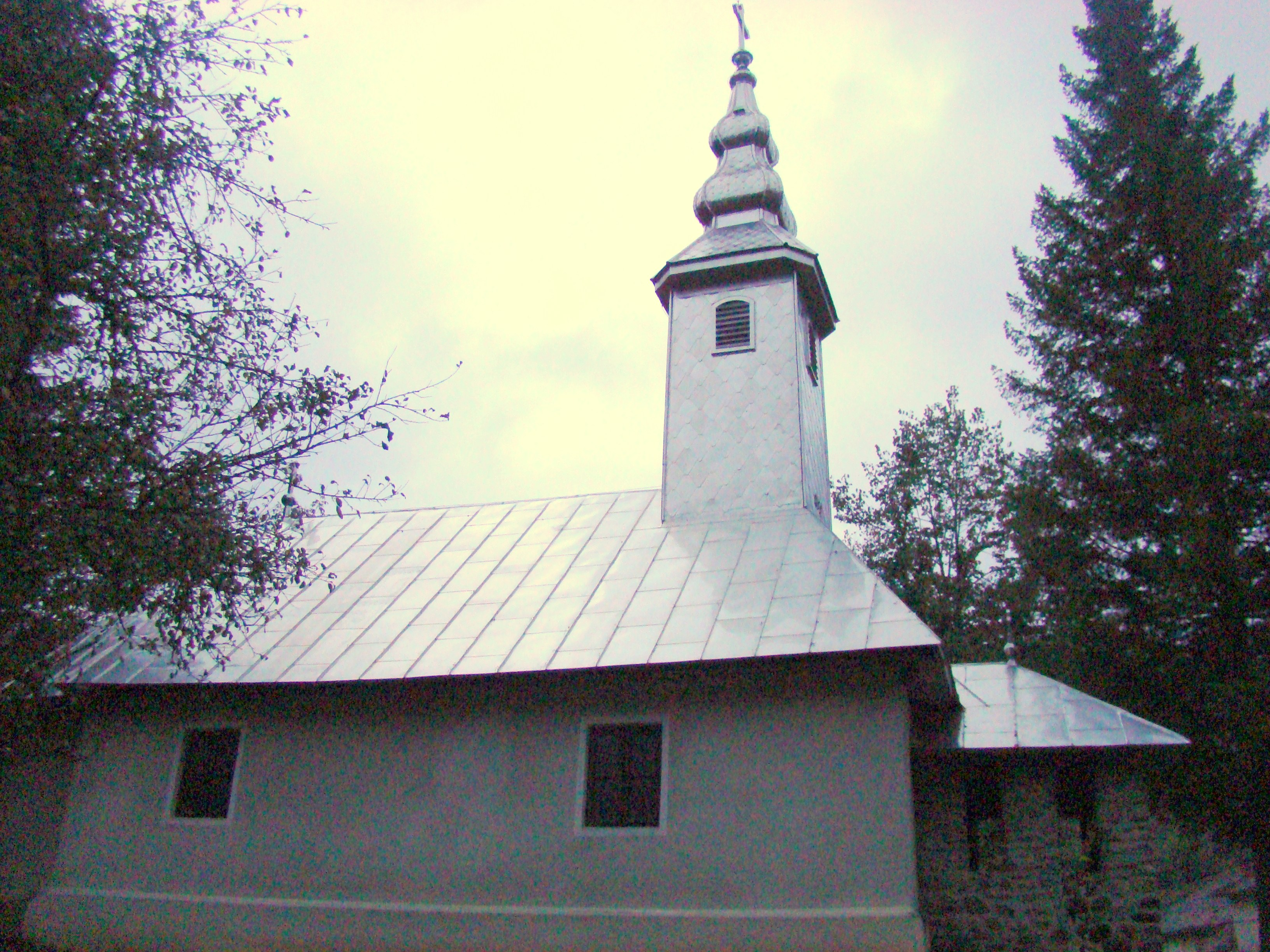
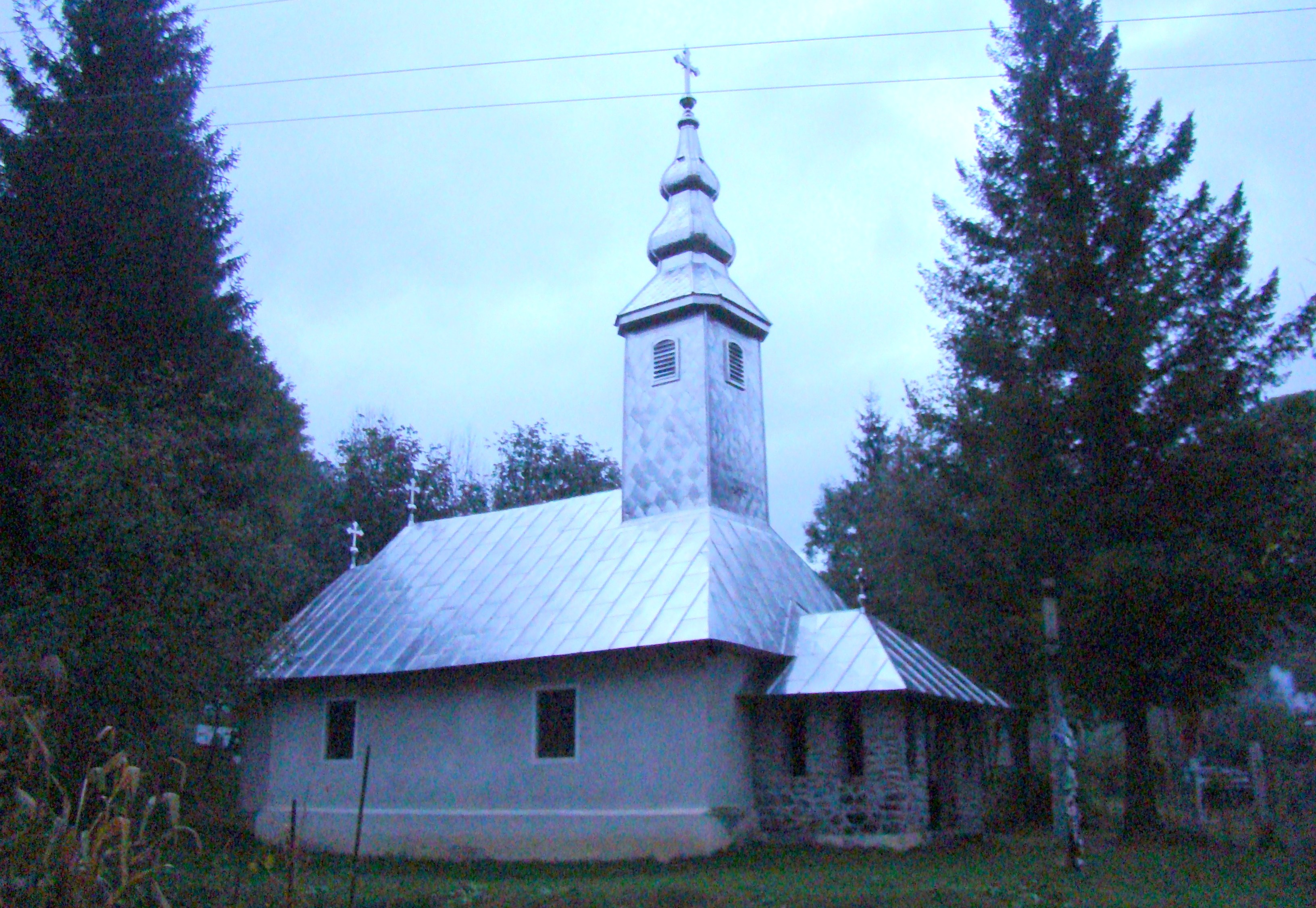
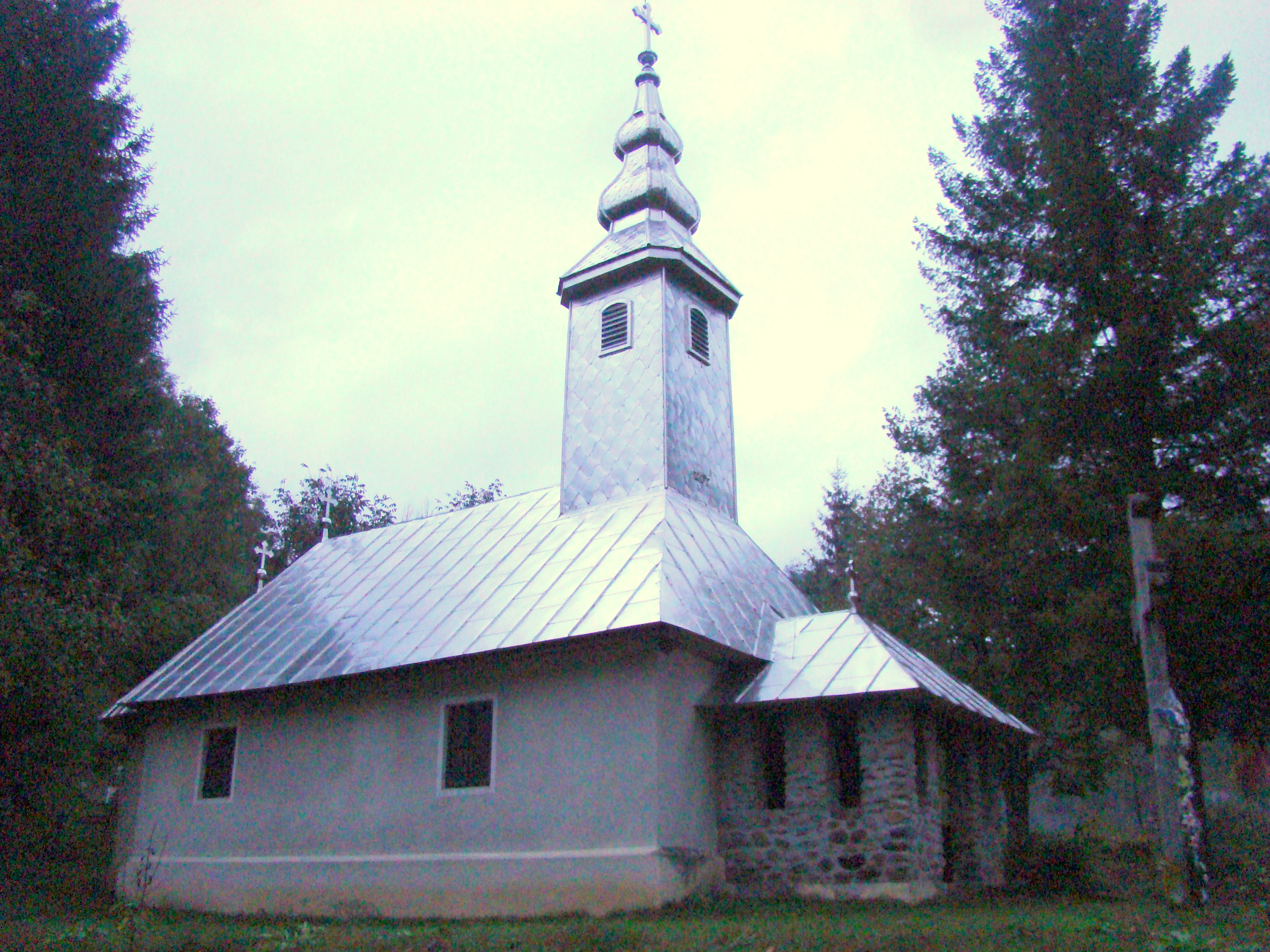
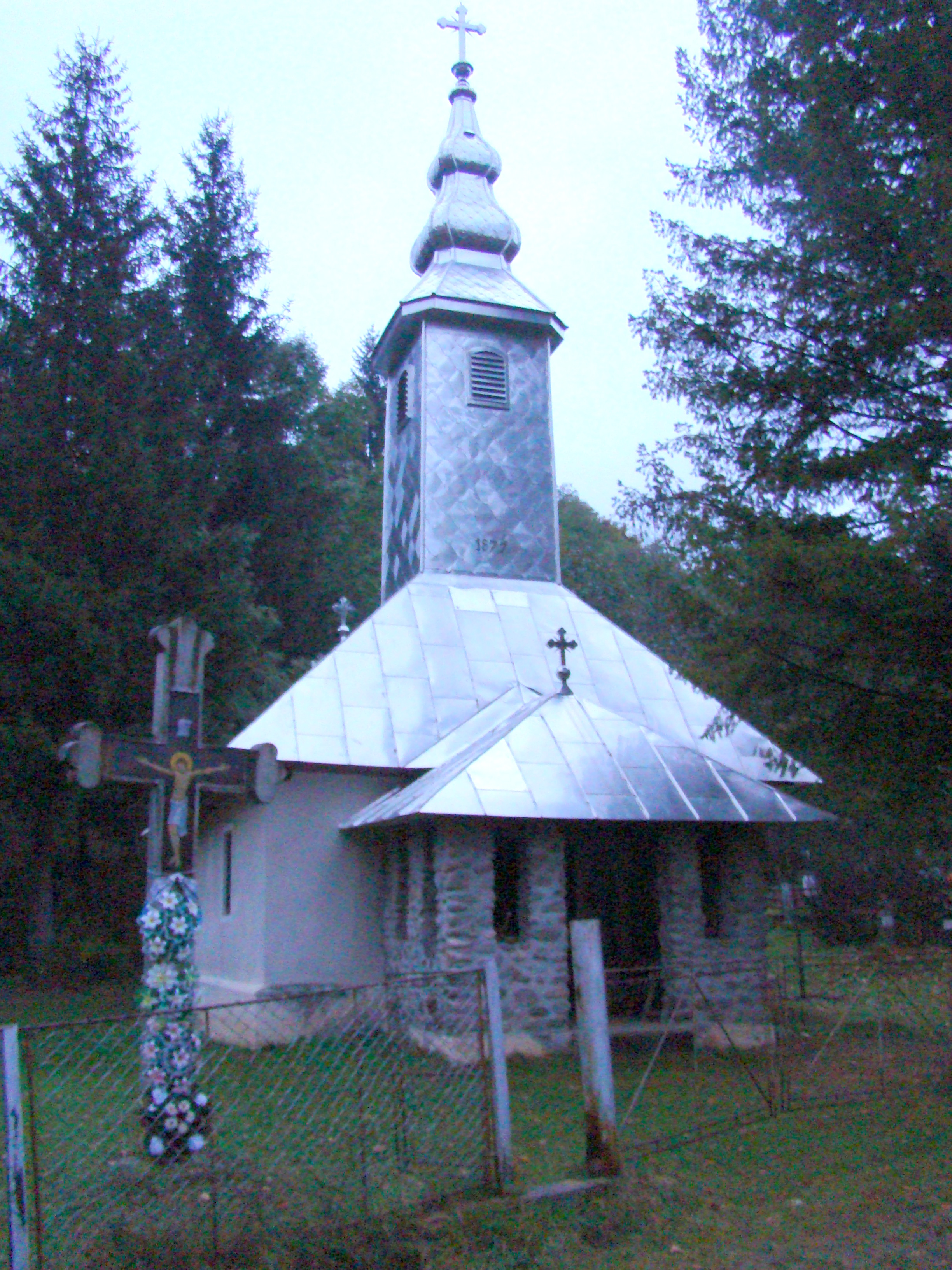
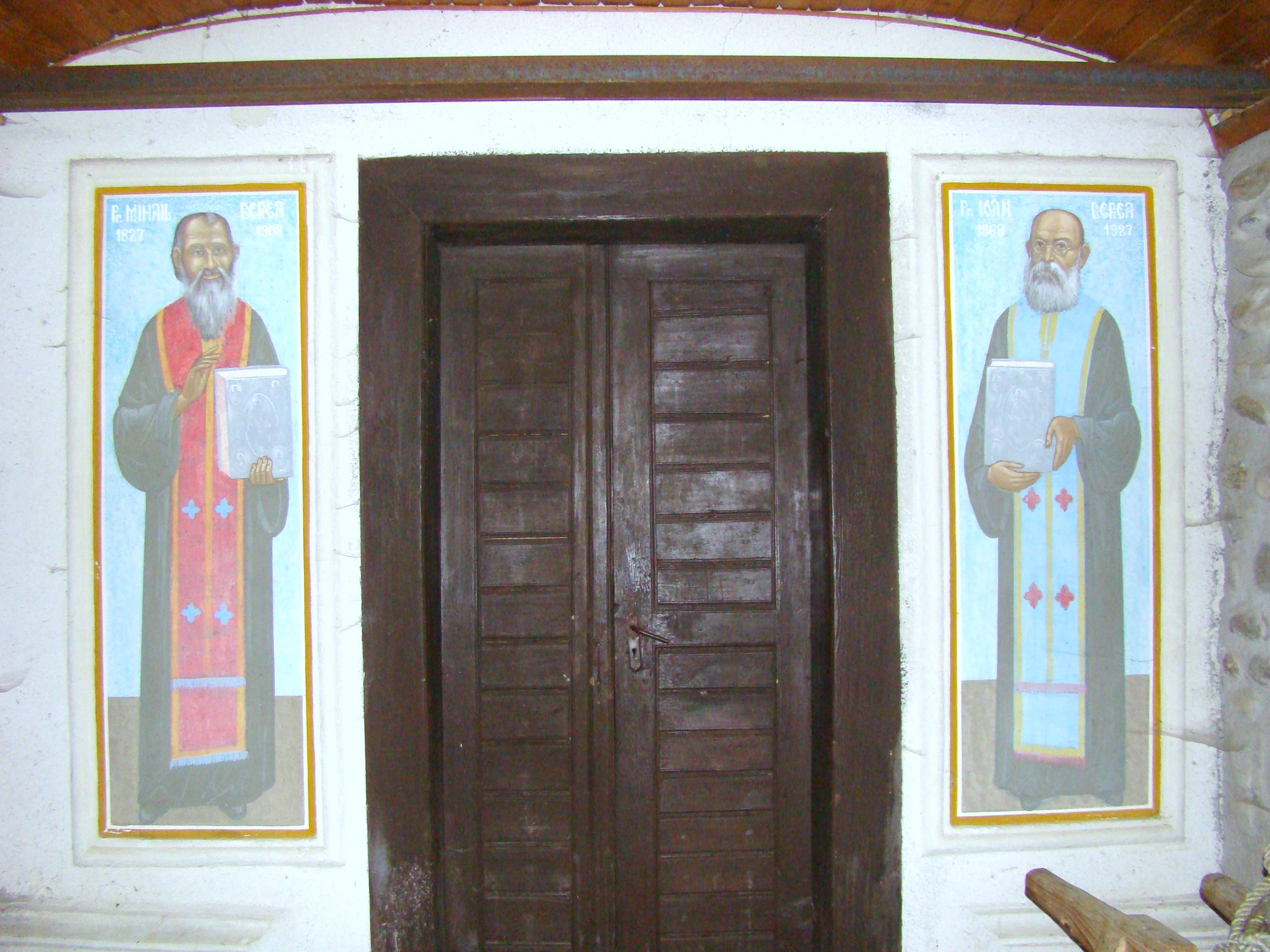

## Imagini din interior

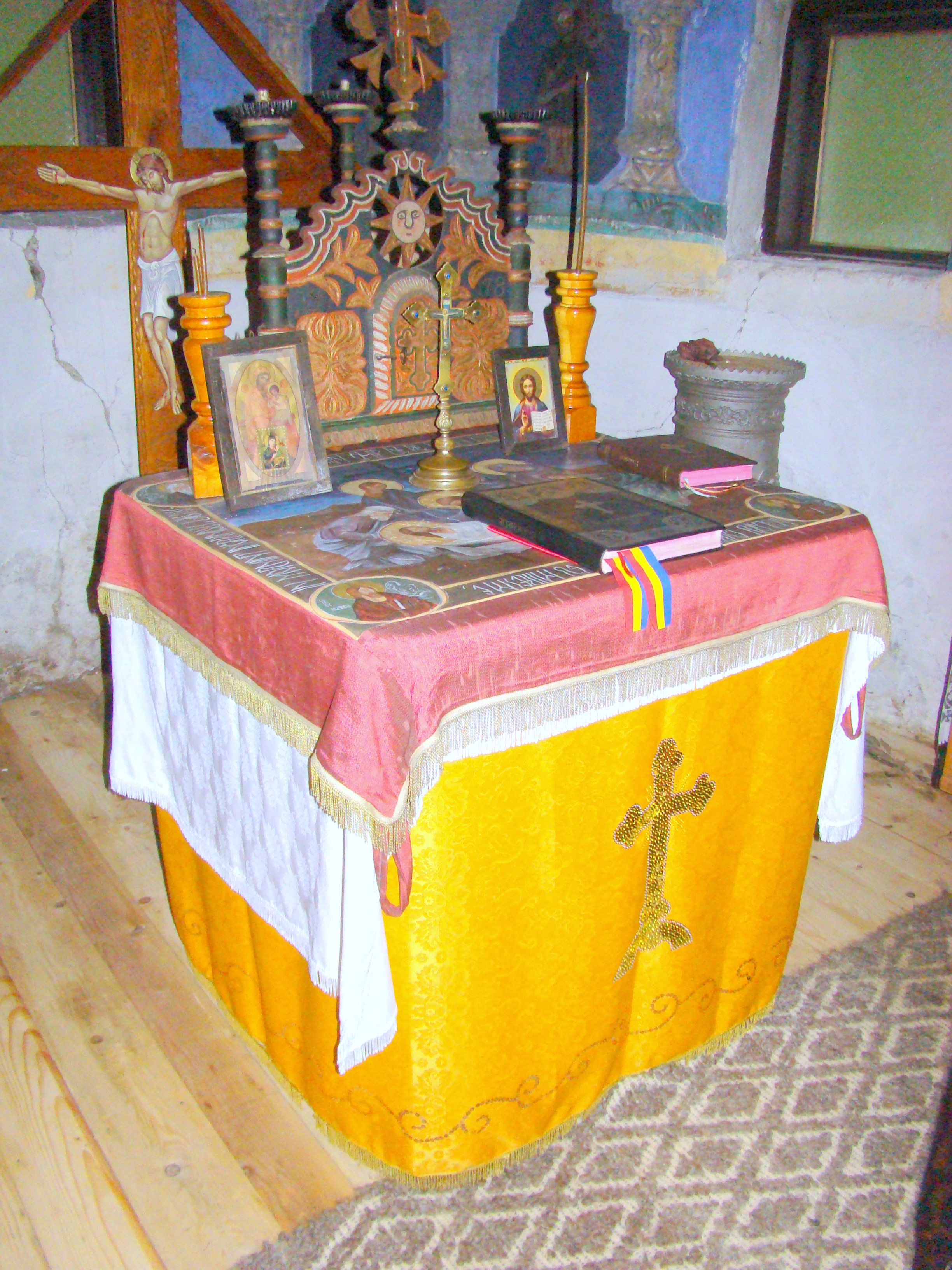
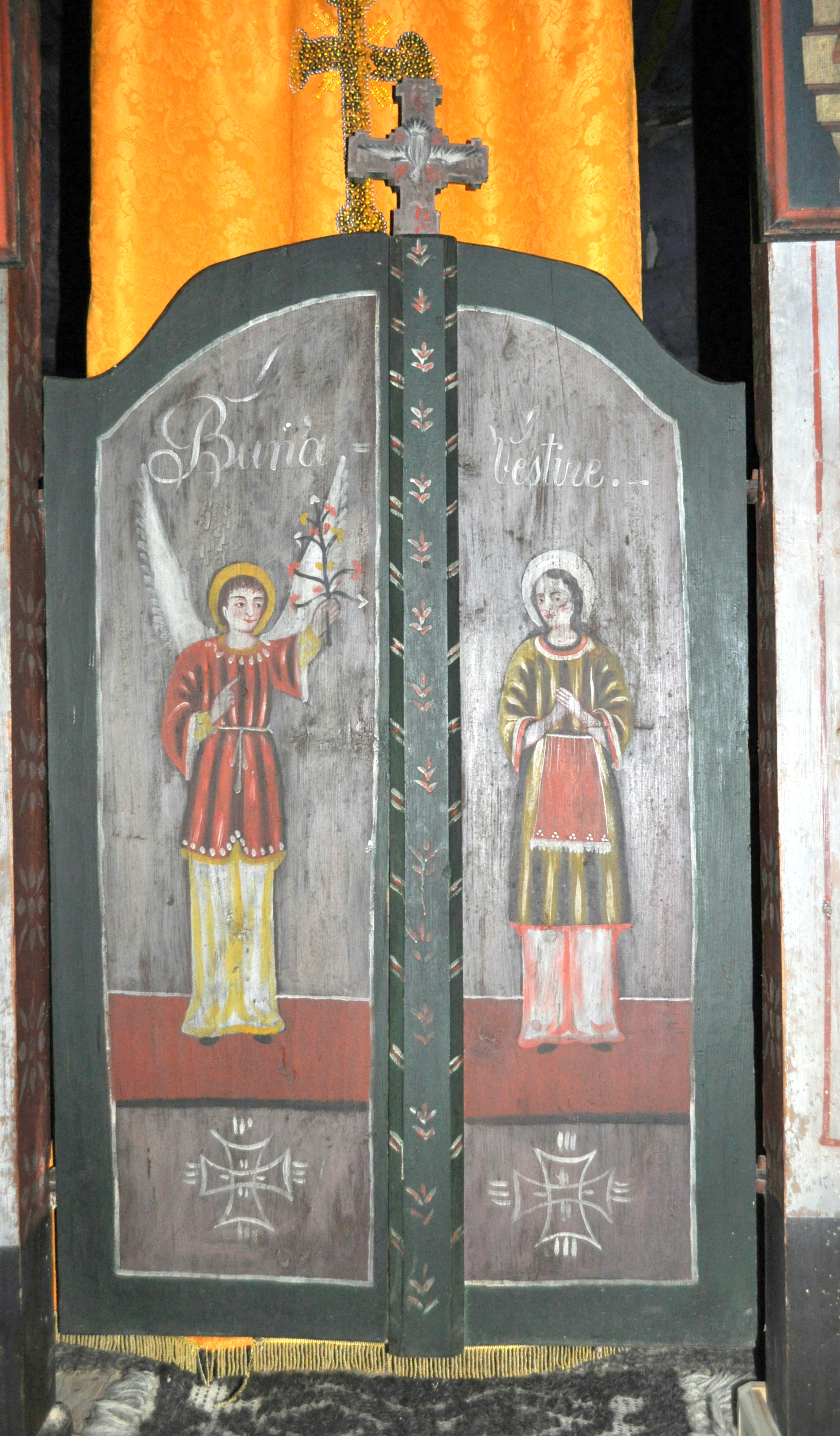
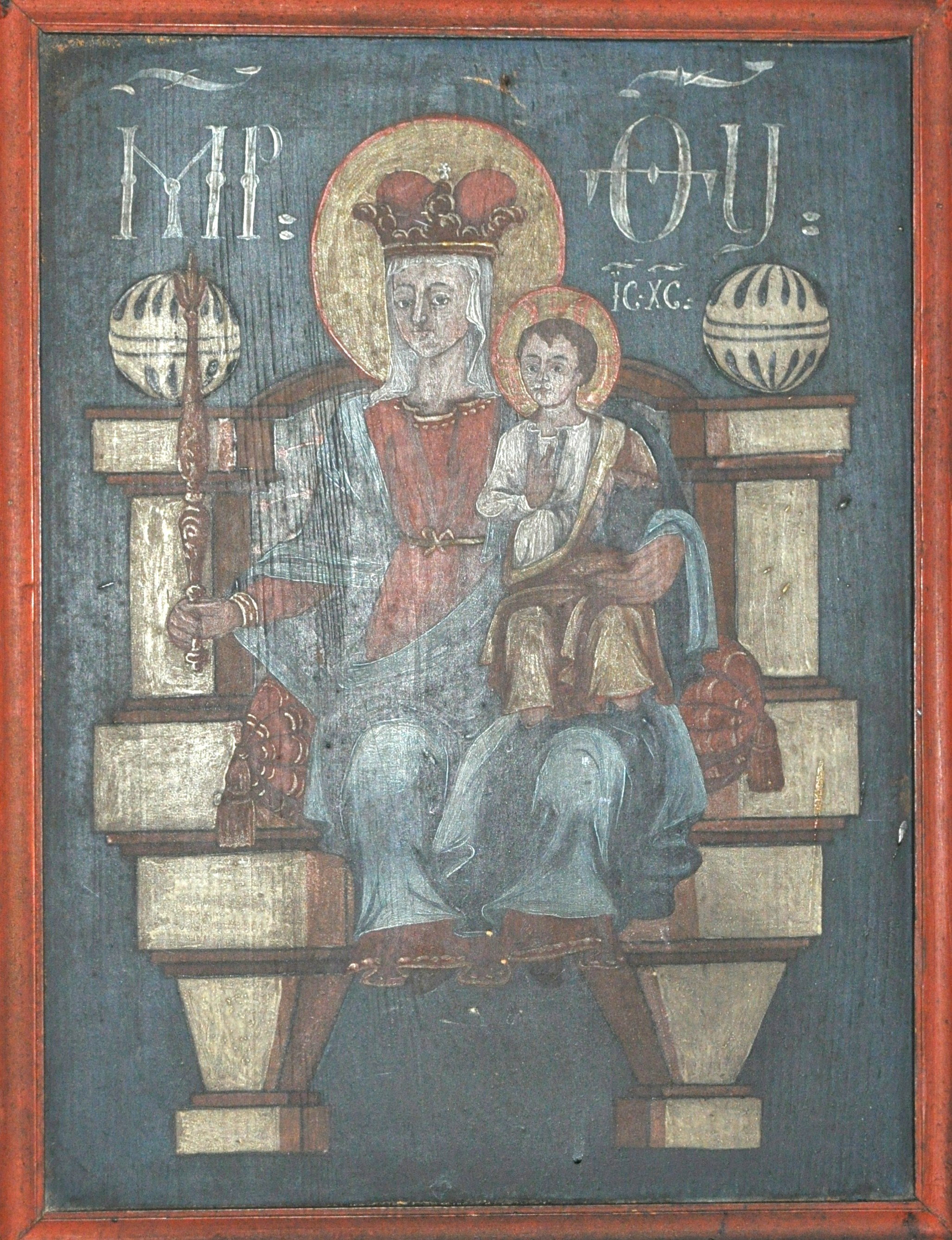
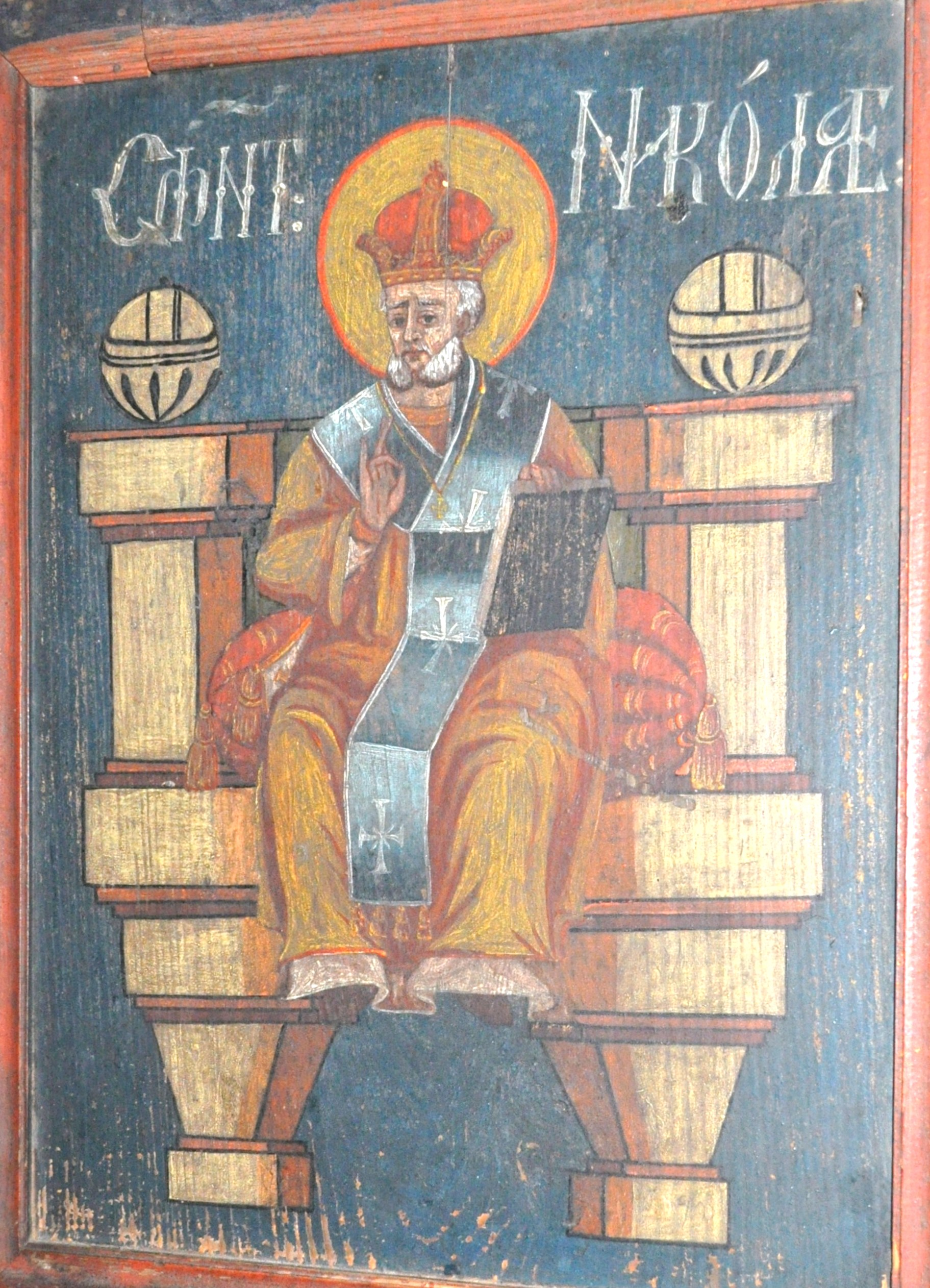
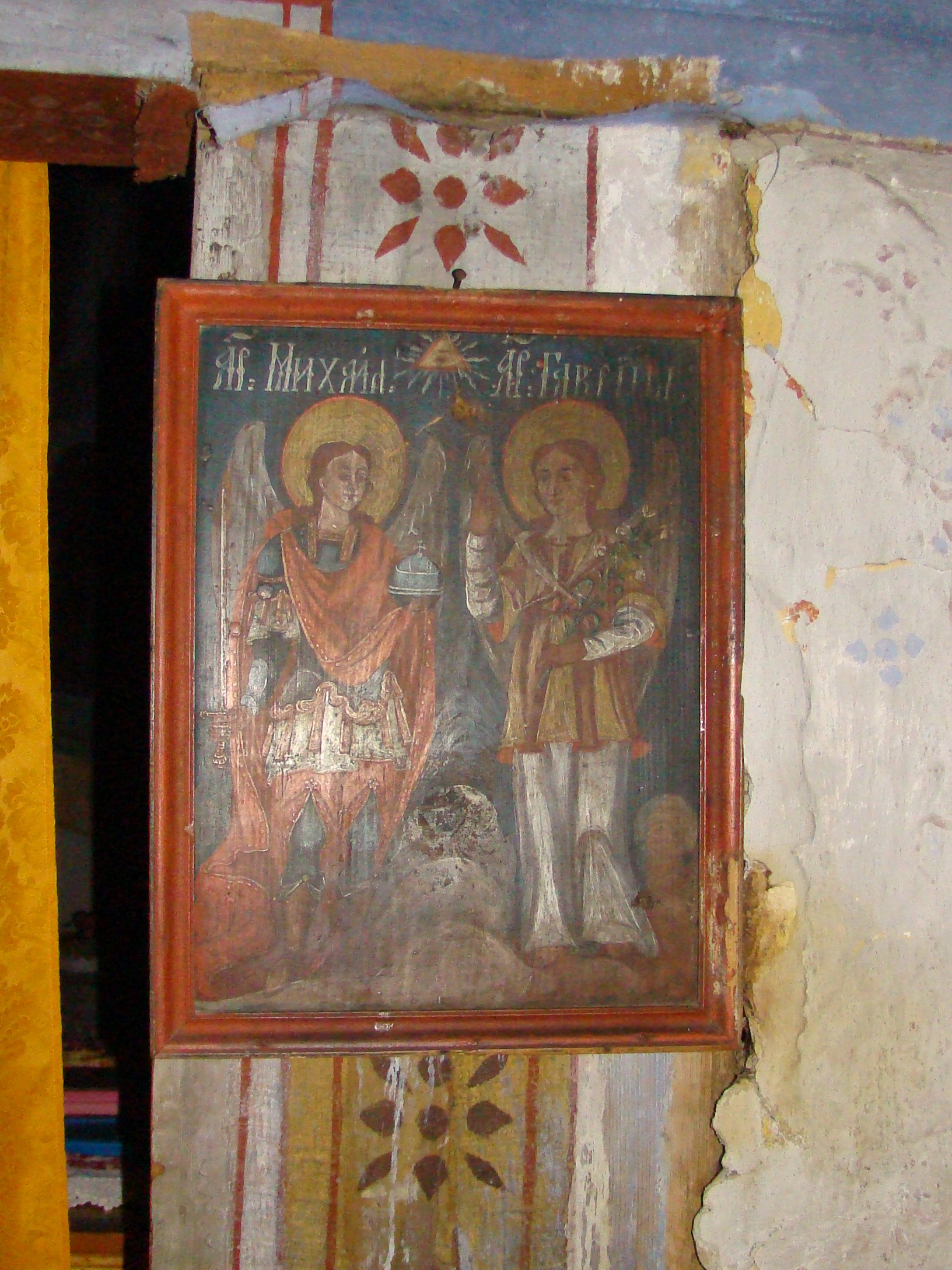
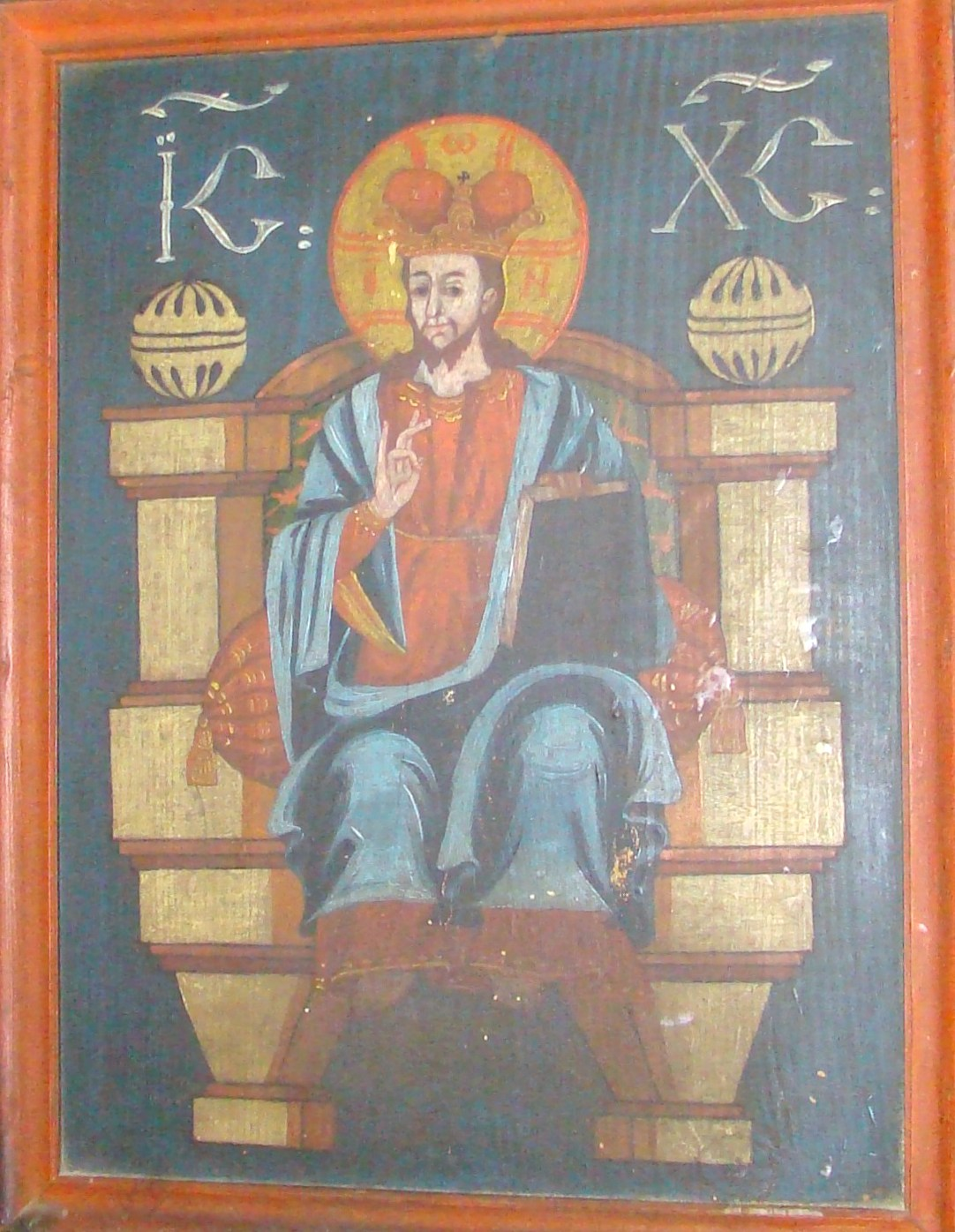
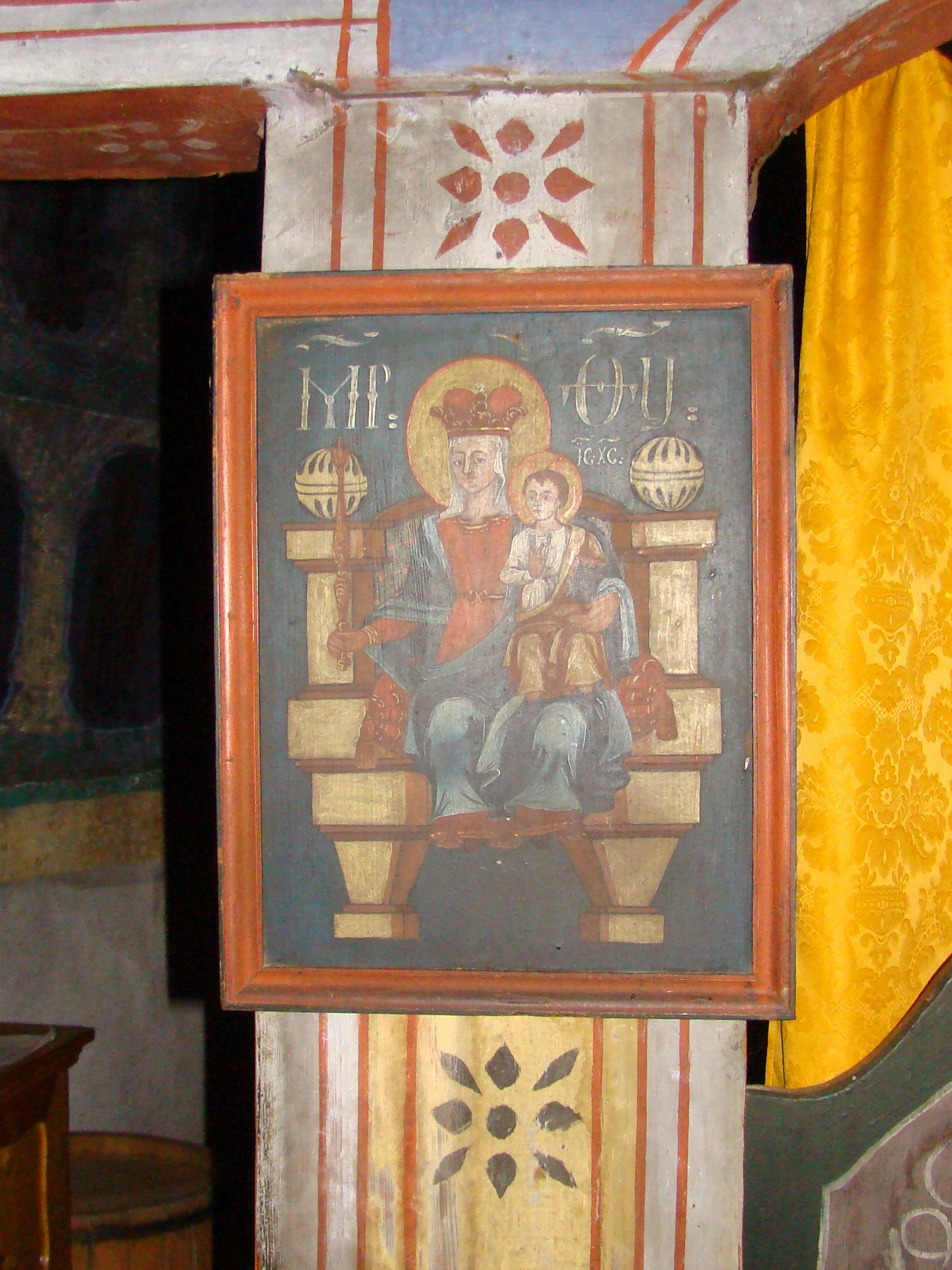
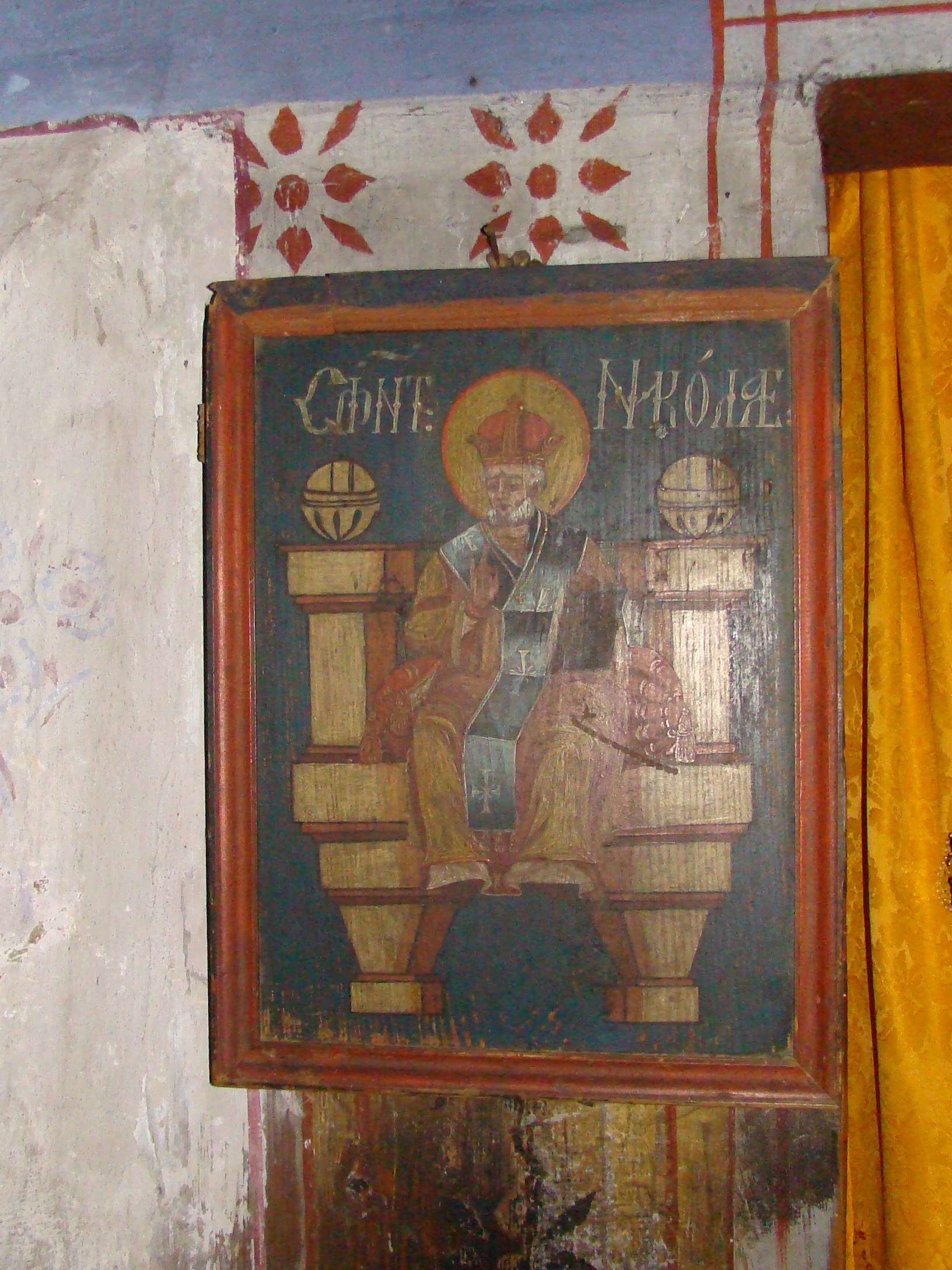
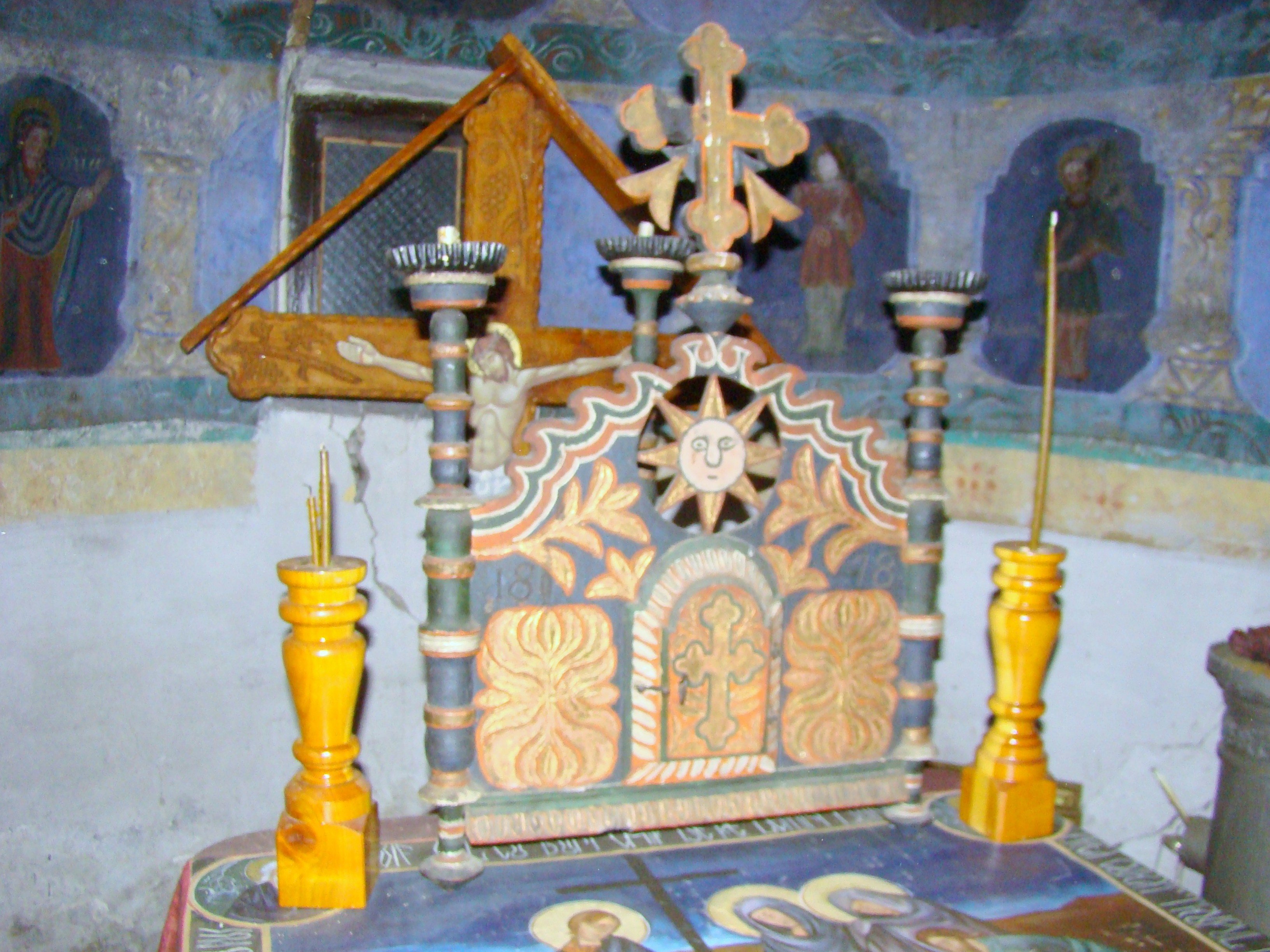
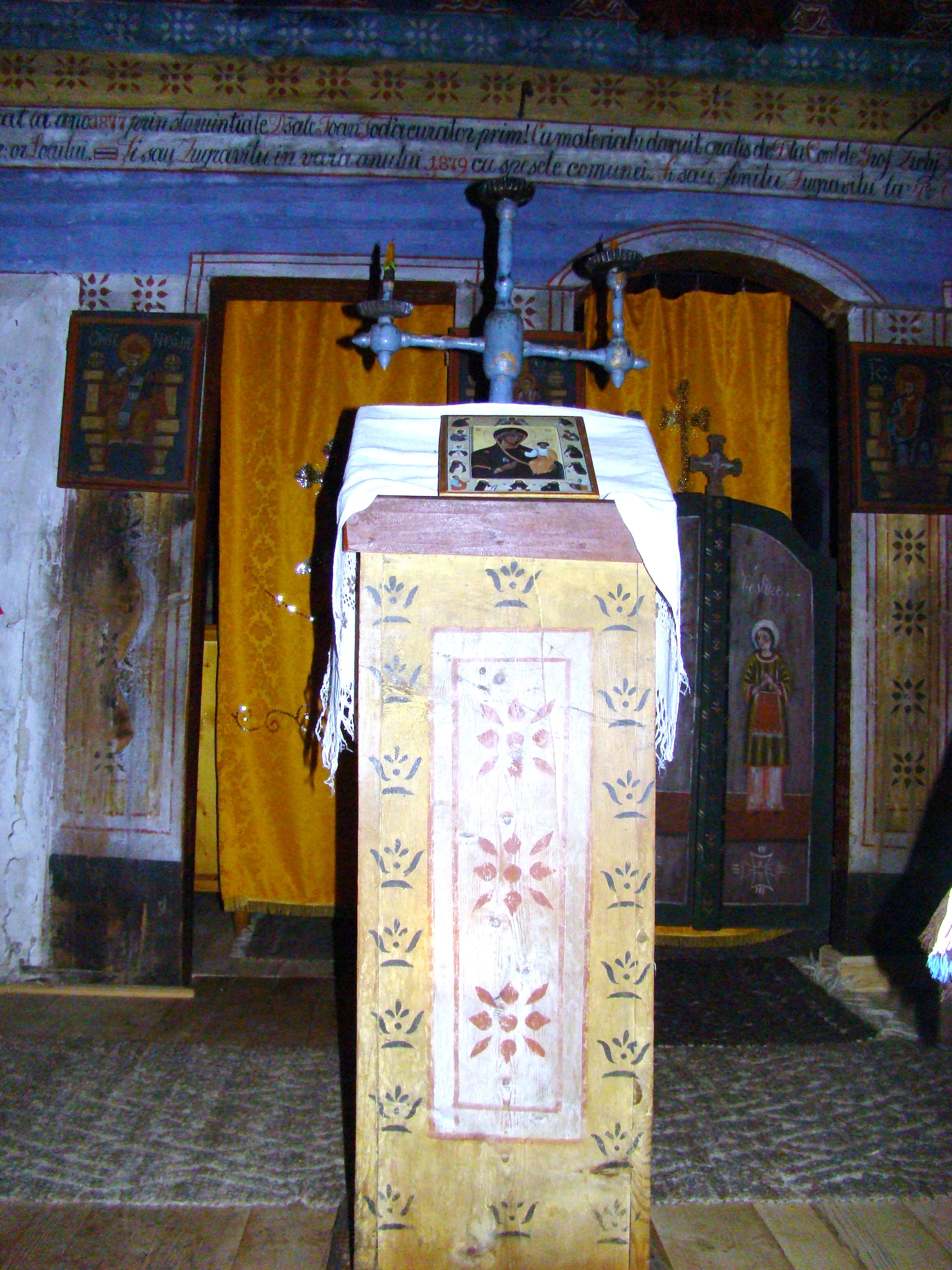
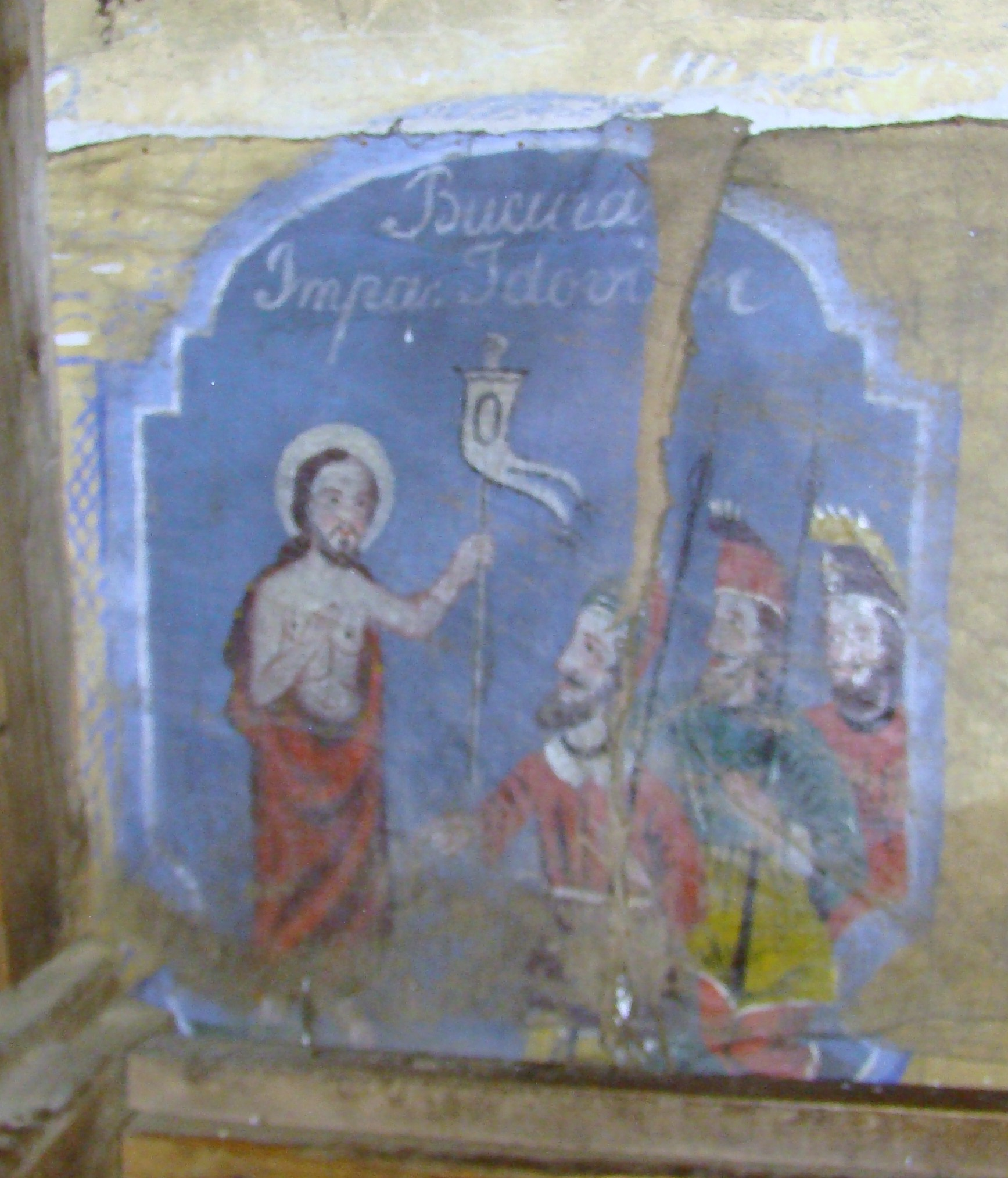
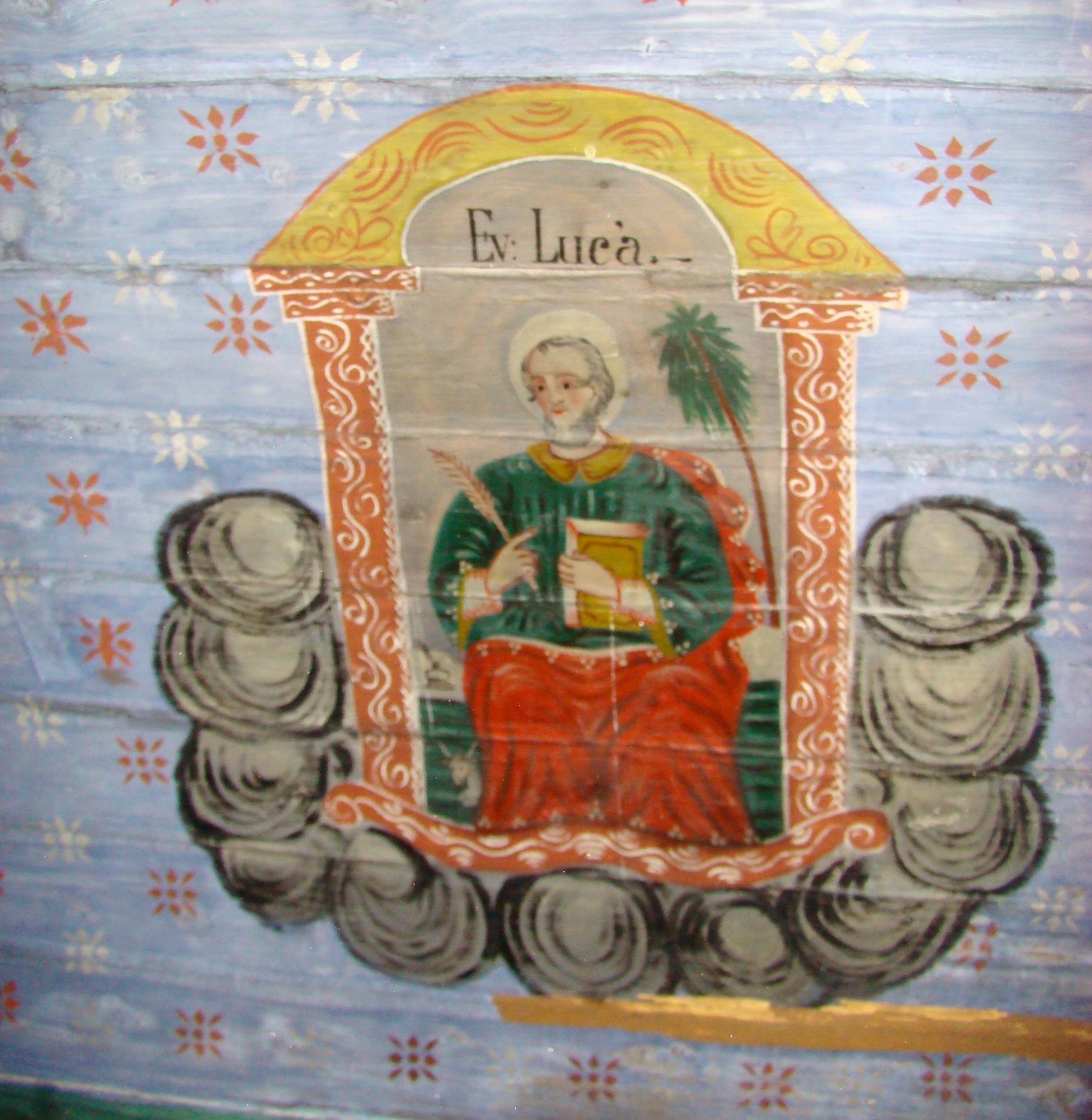
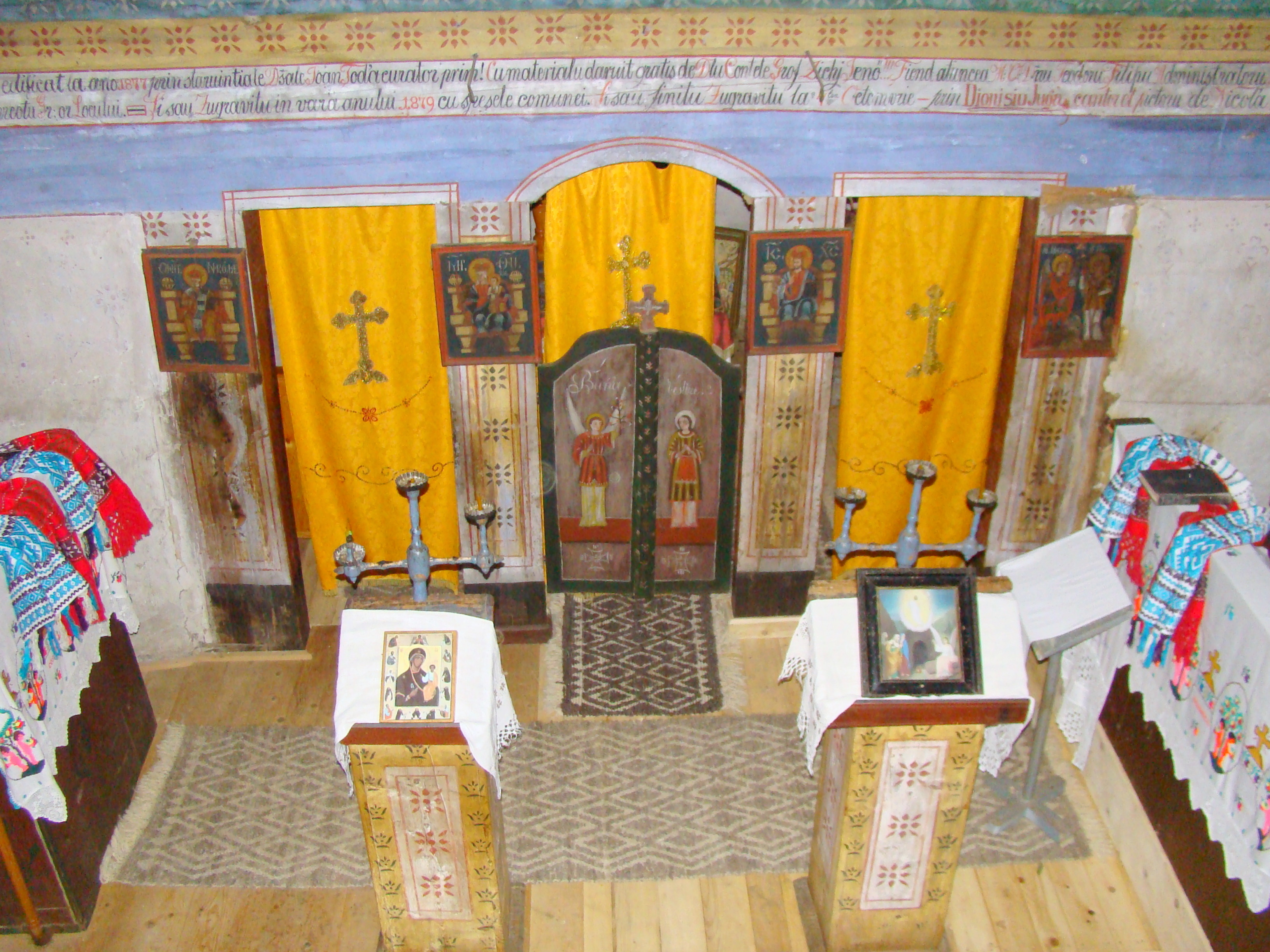
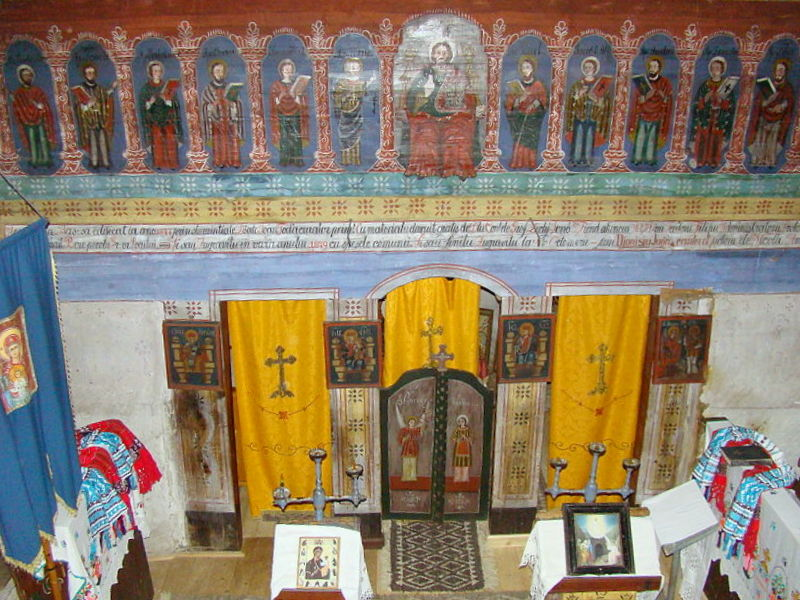
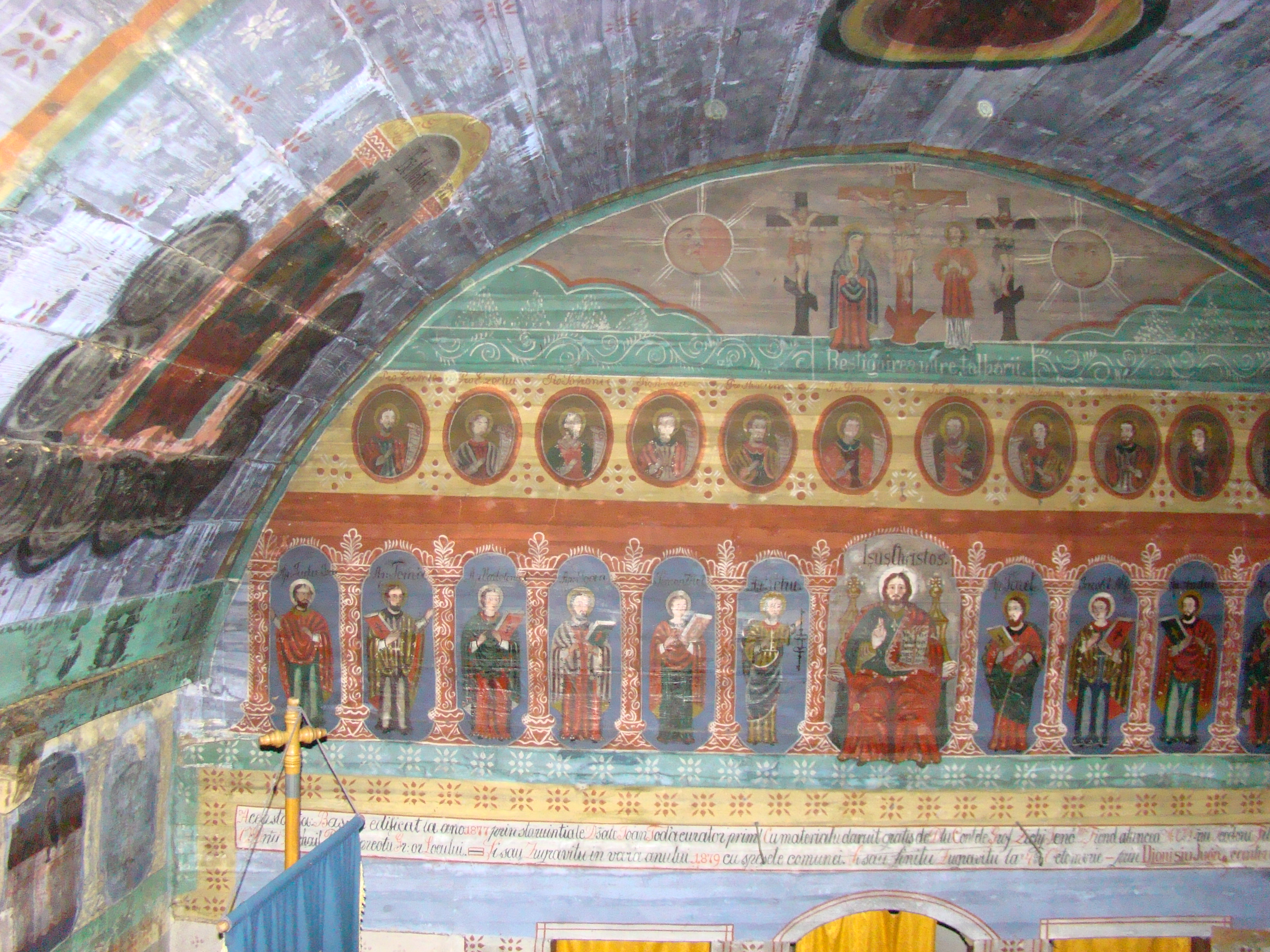
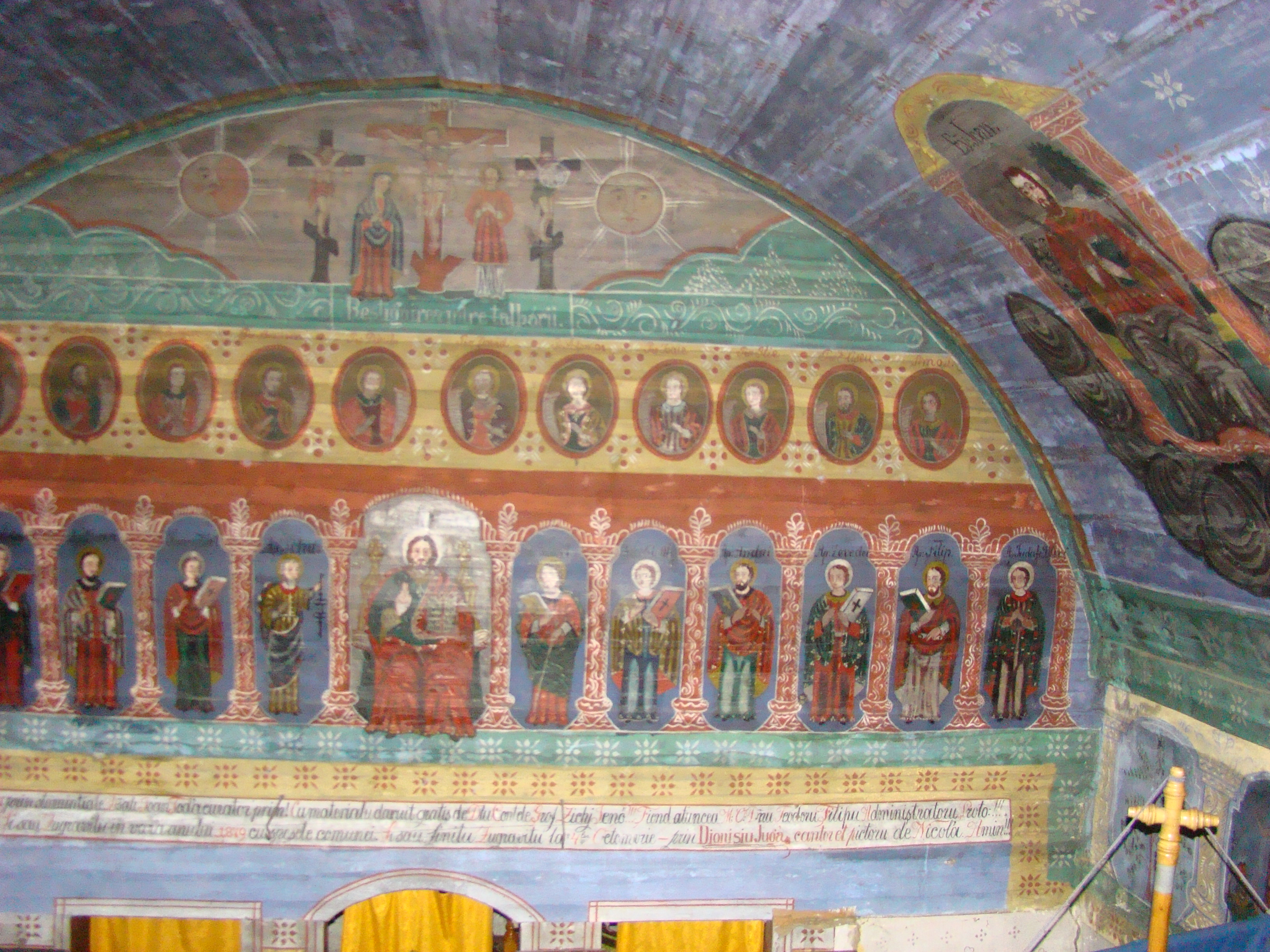
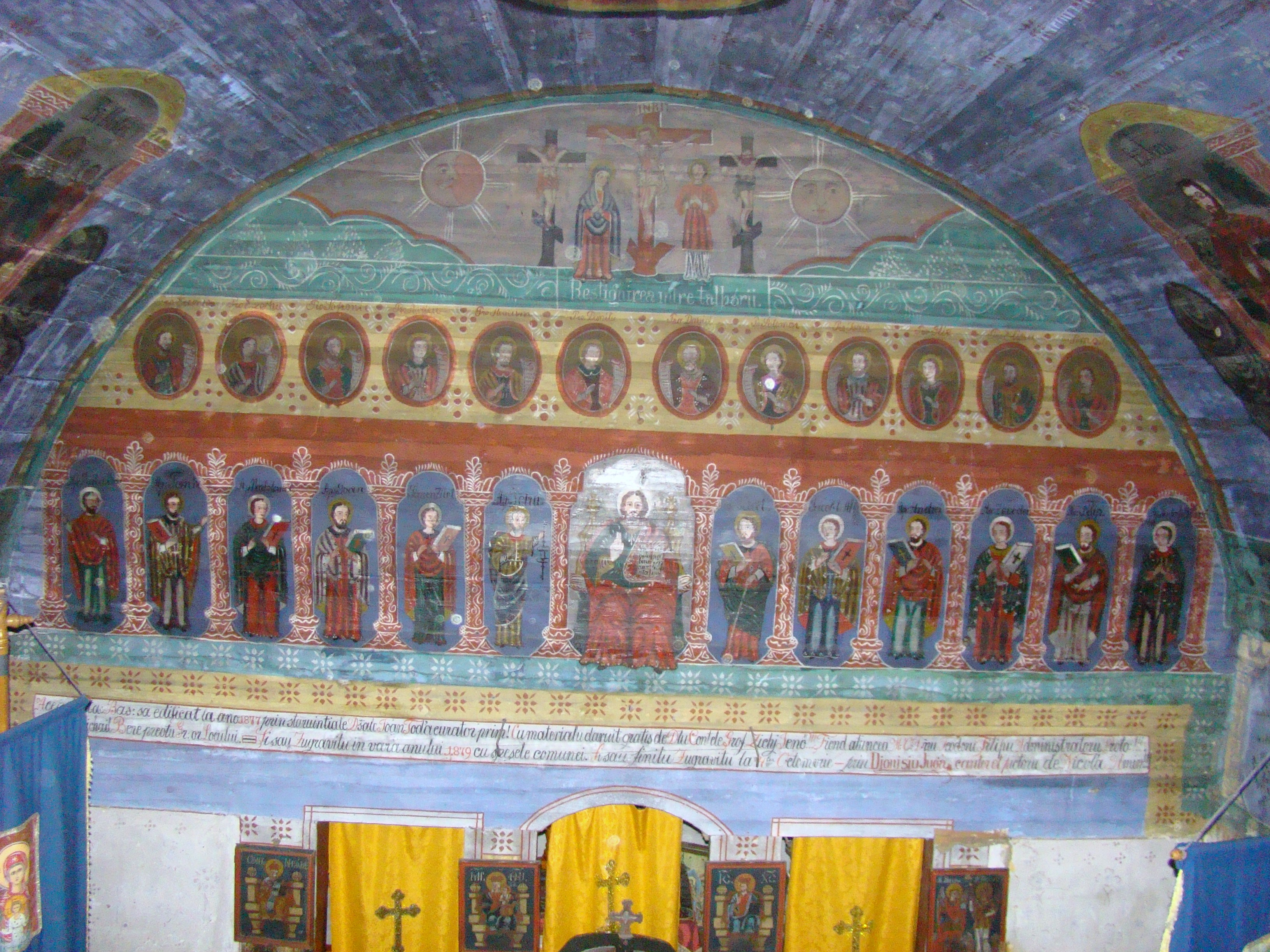
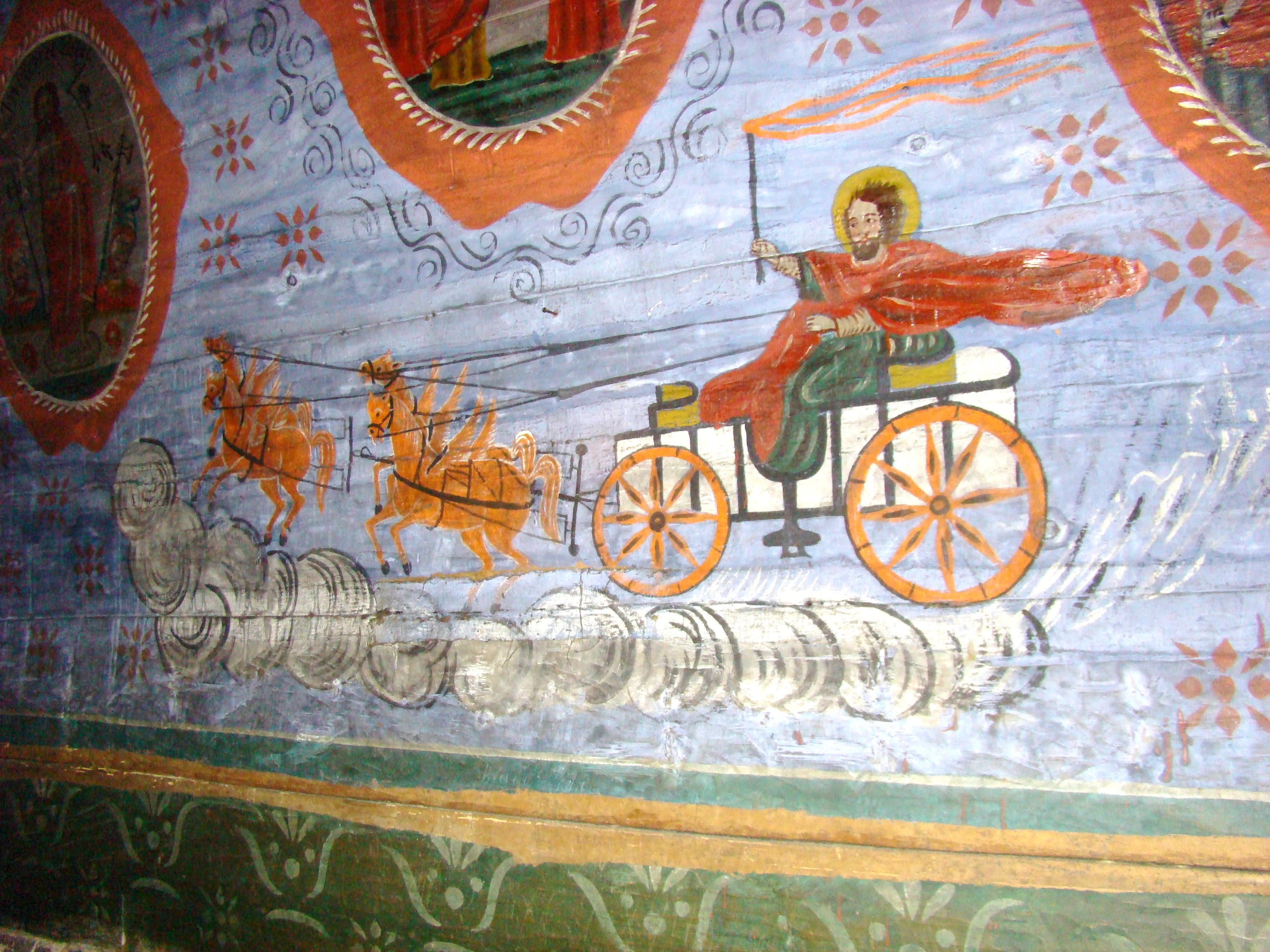
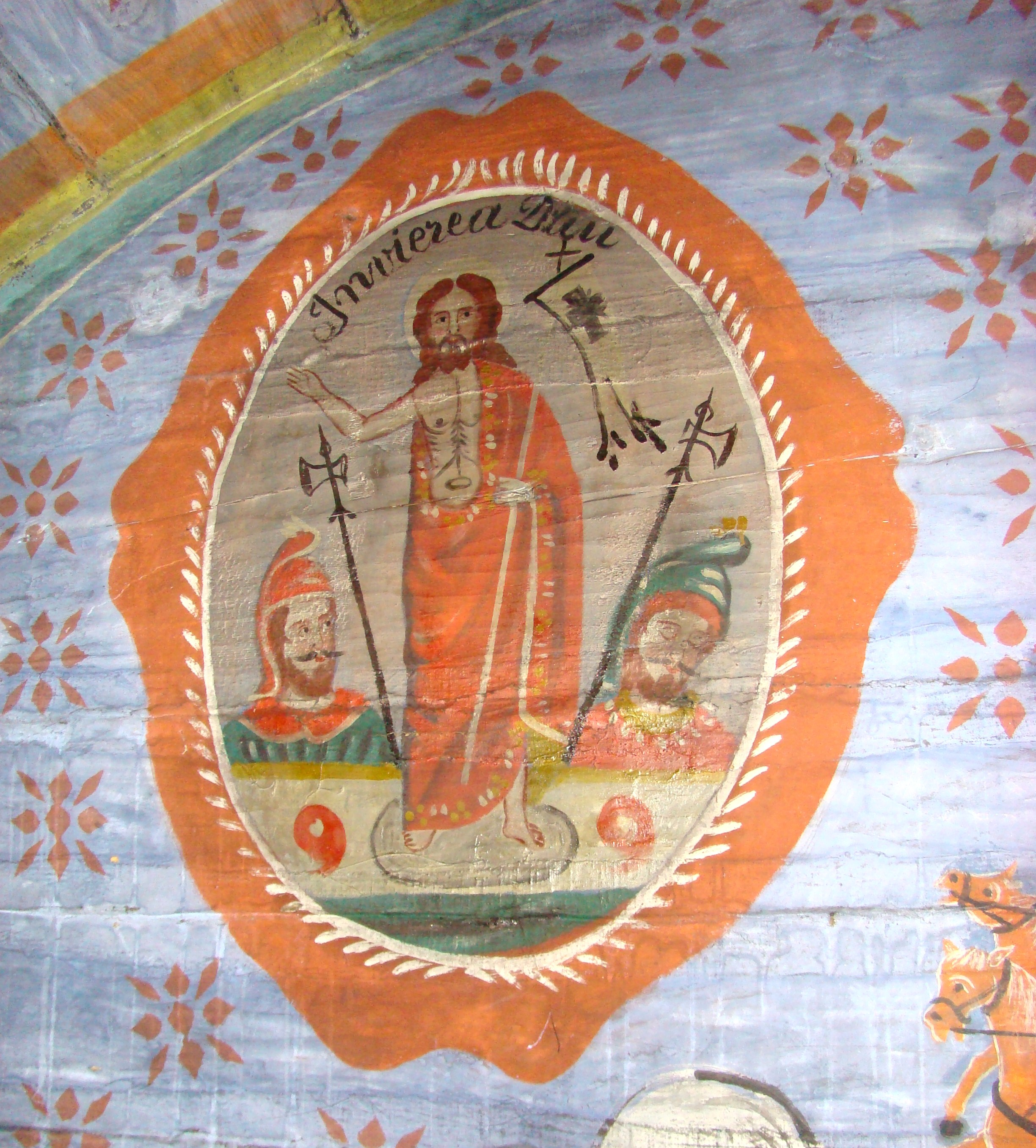
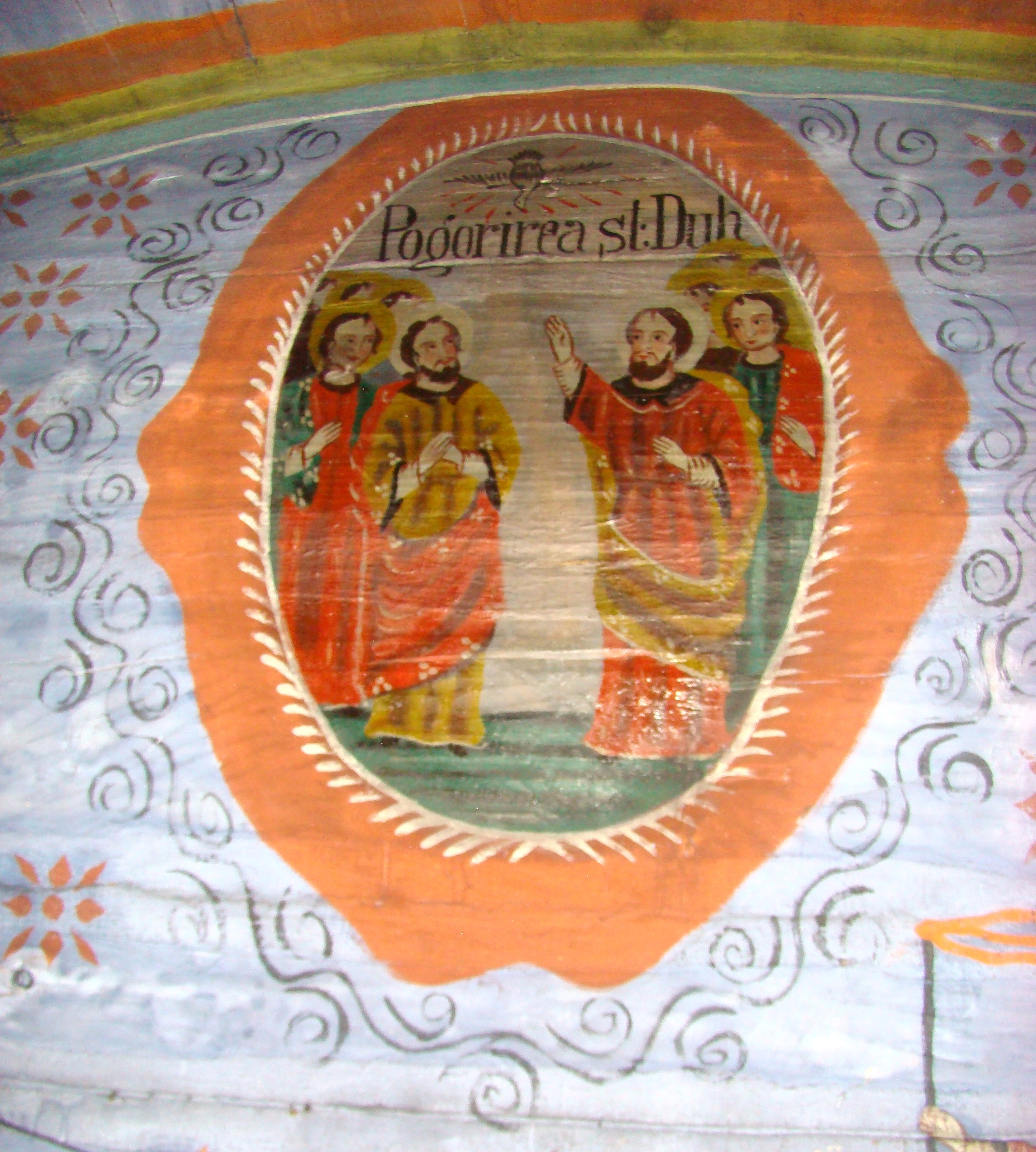
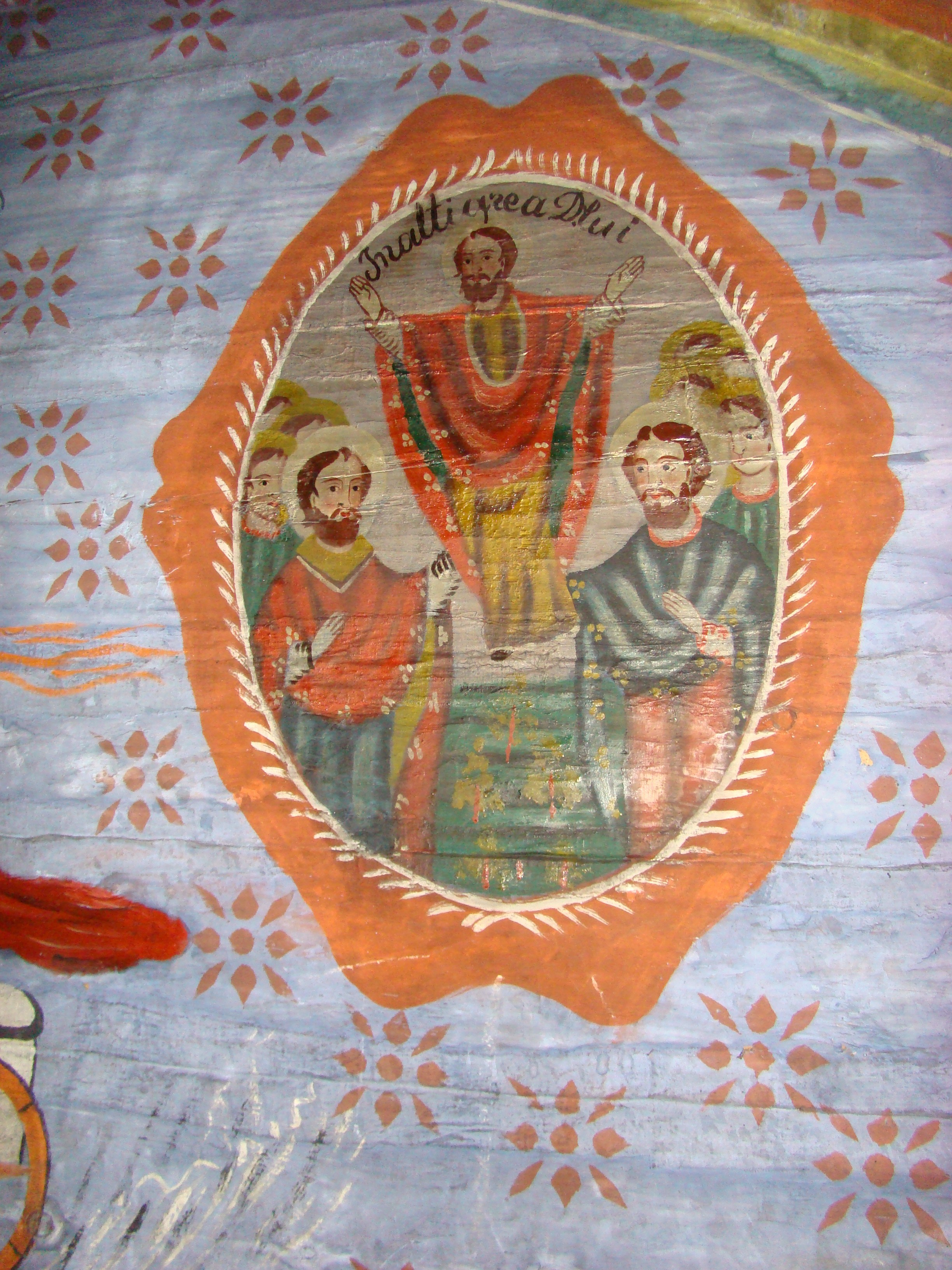
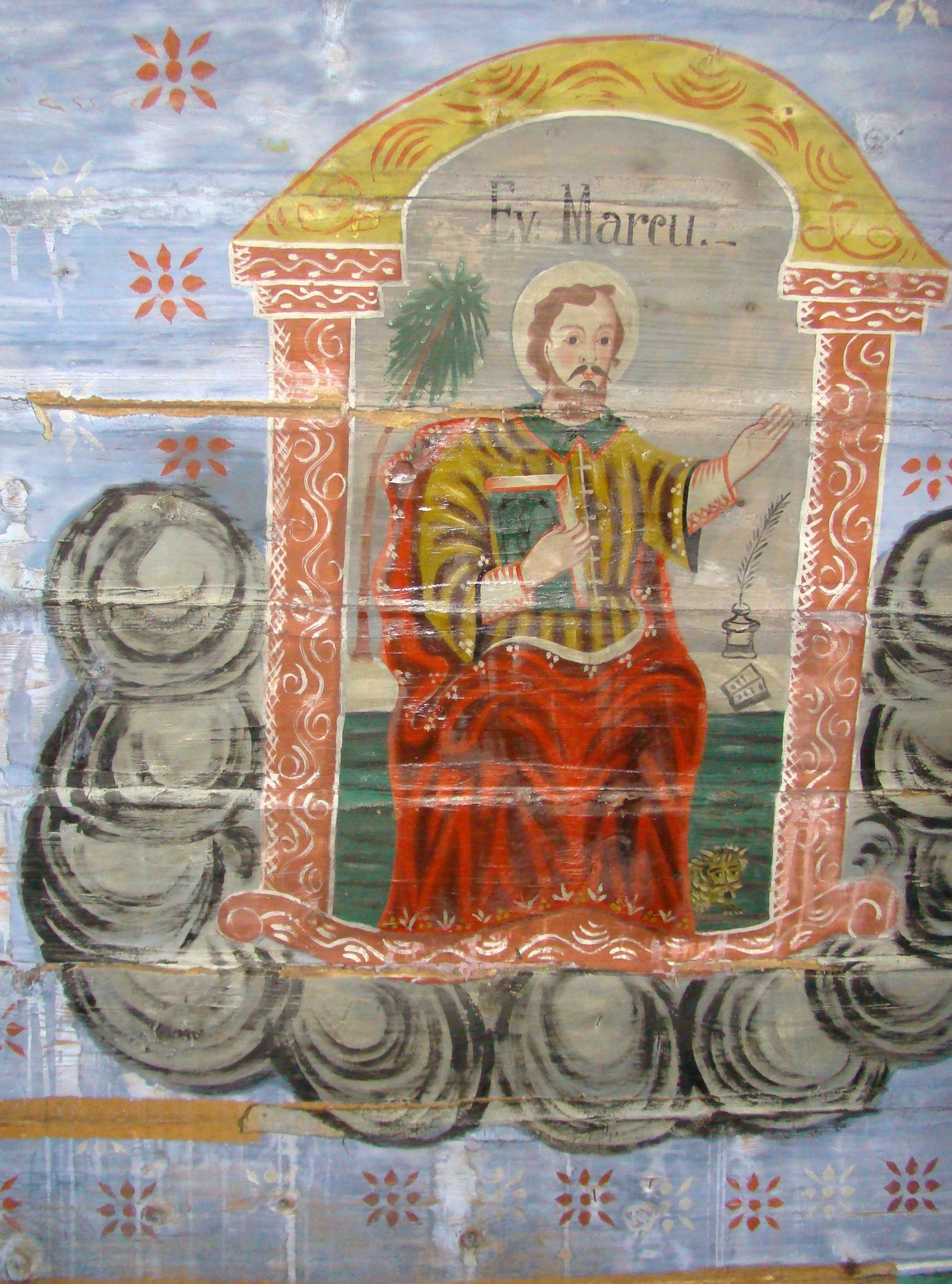
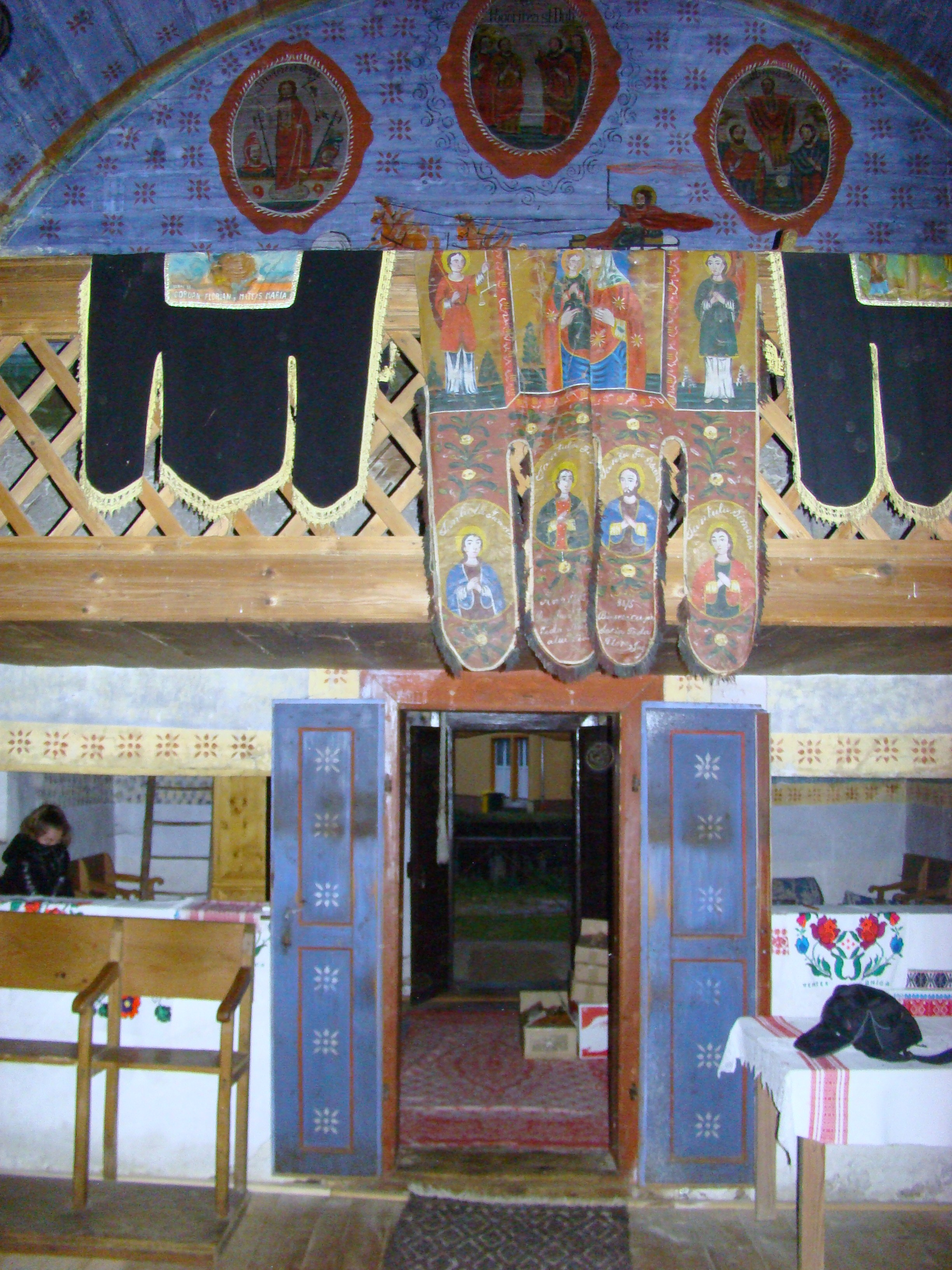
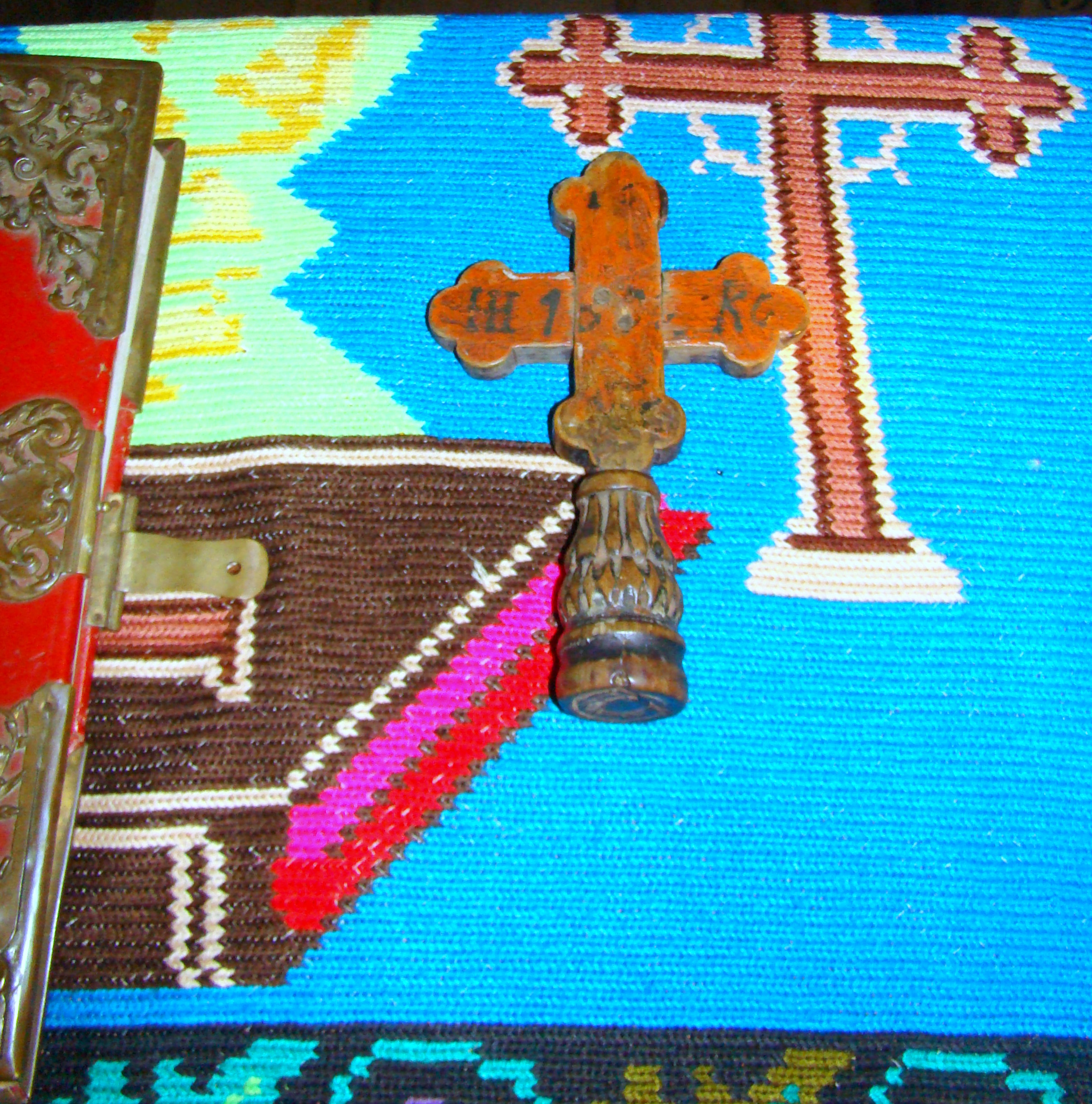
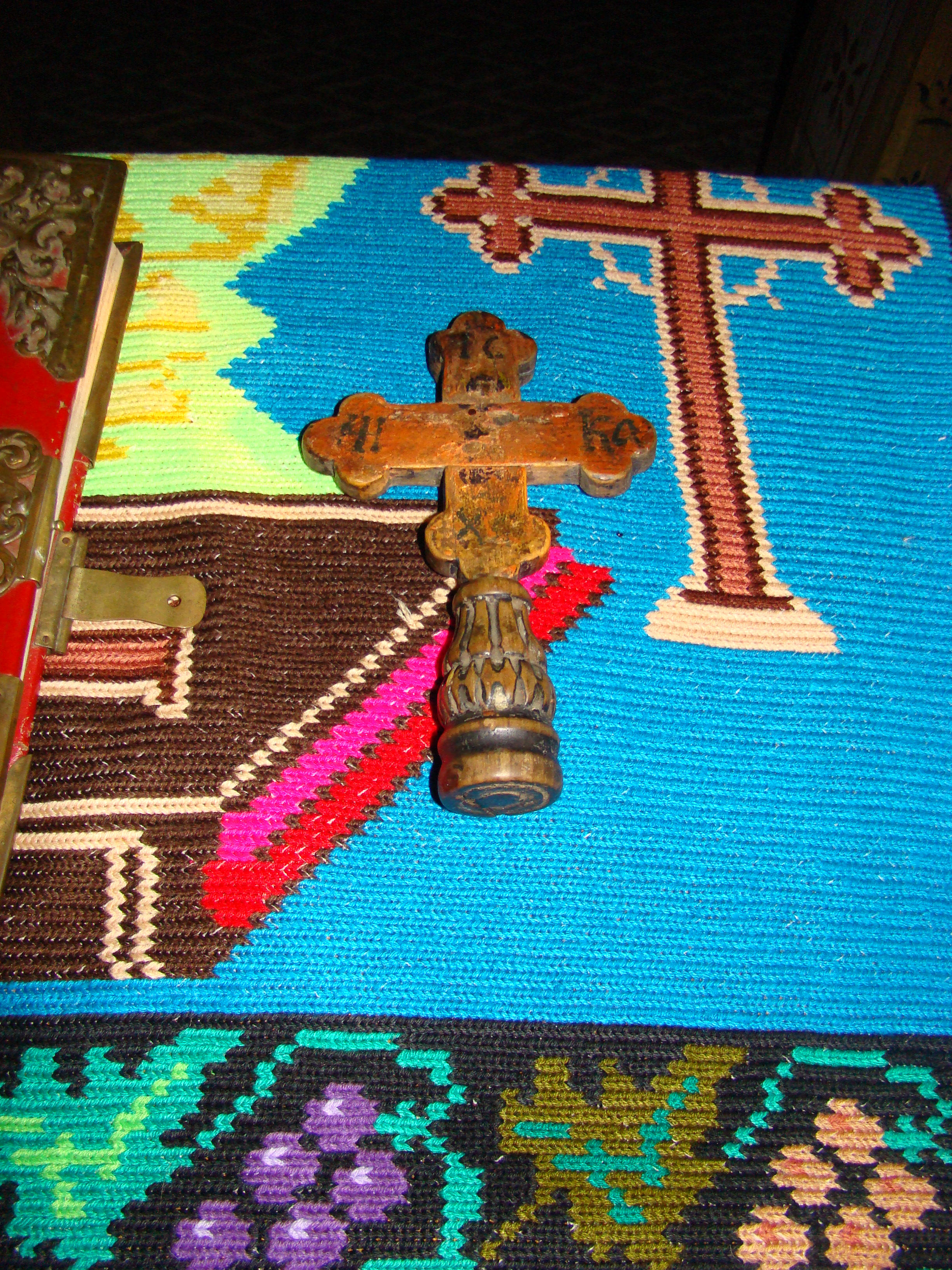
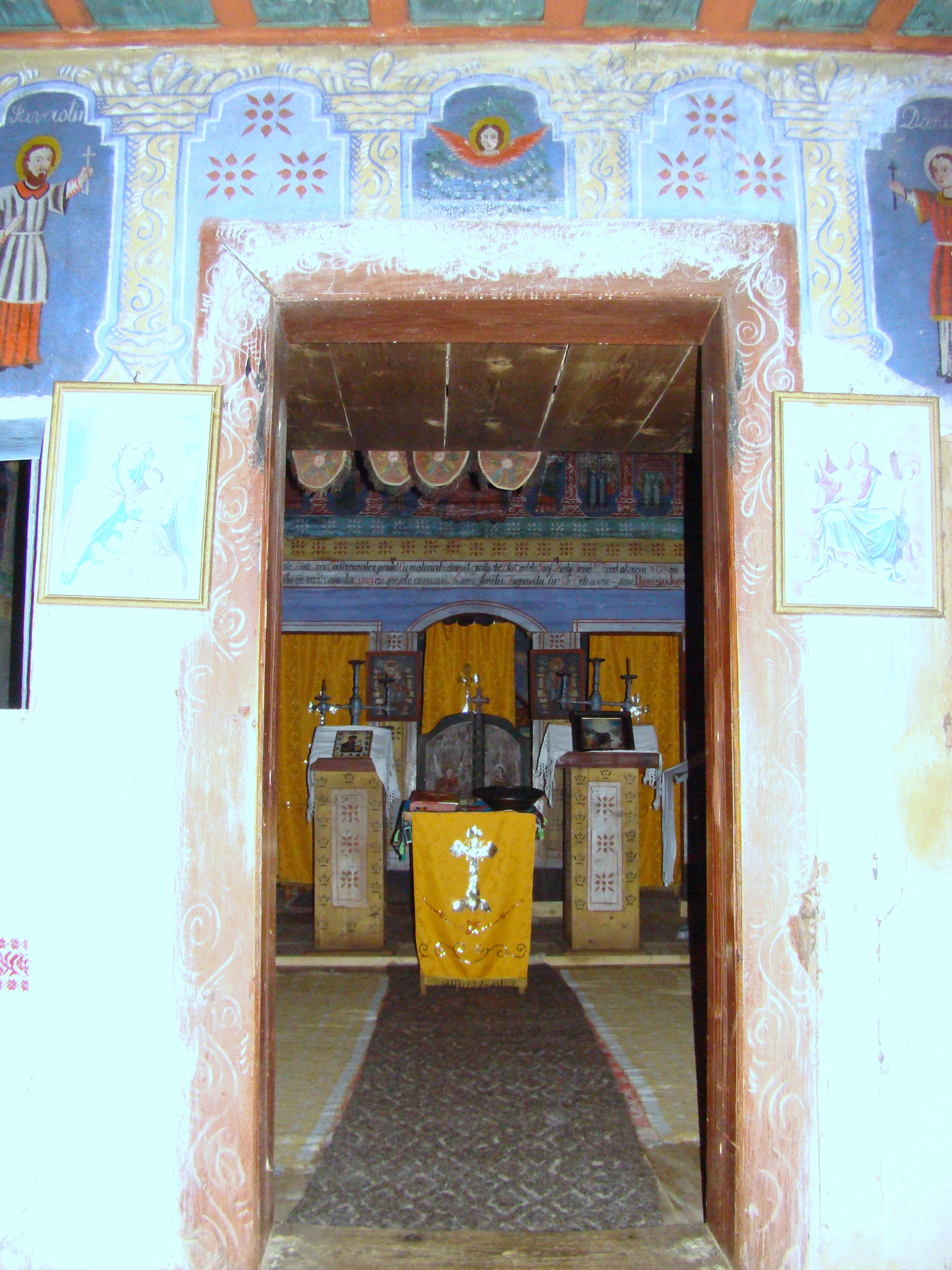
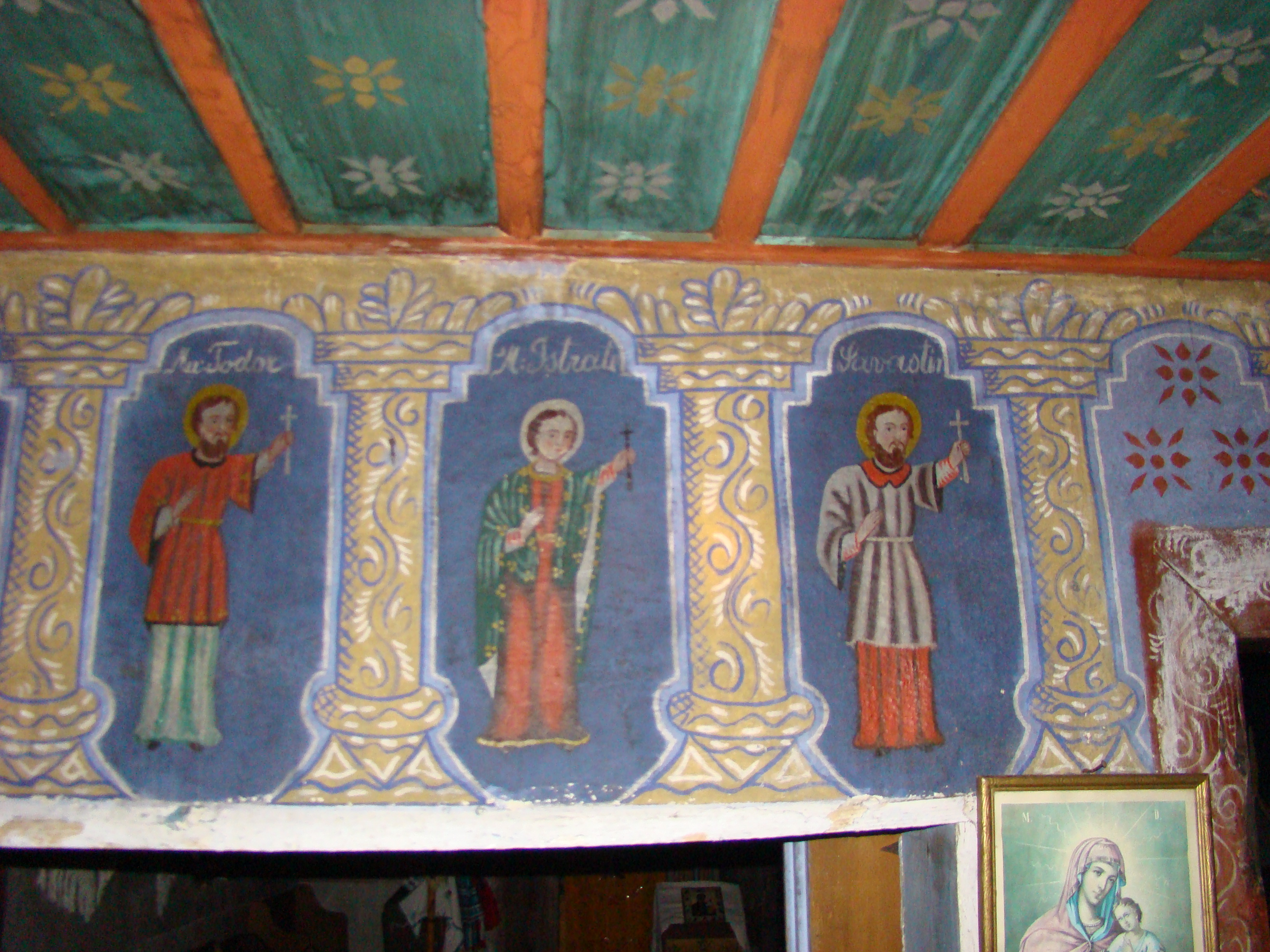
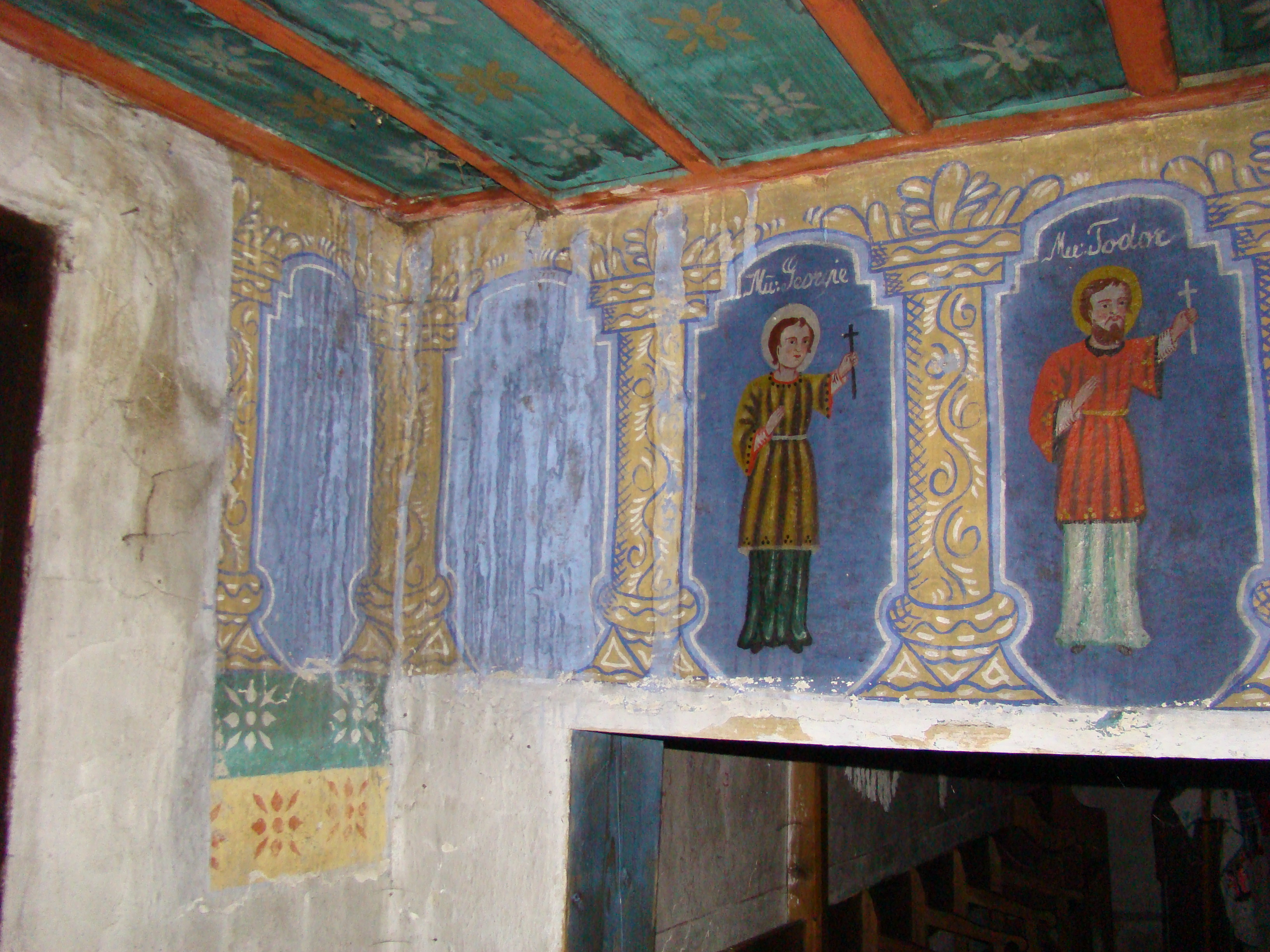
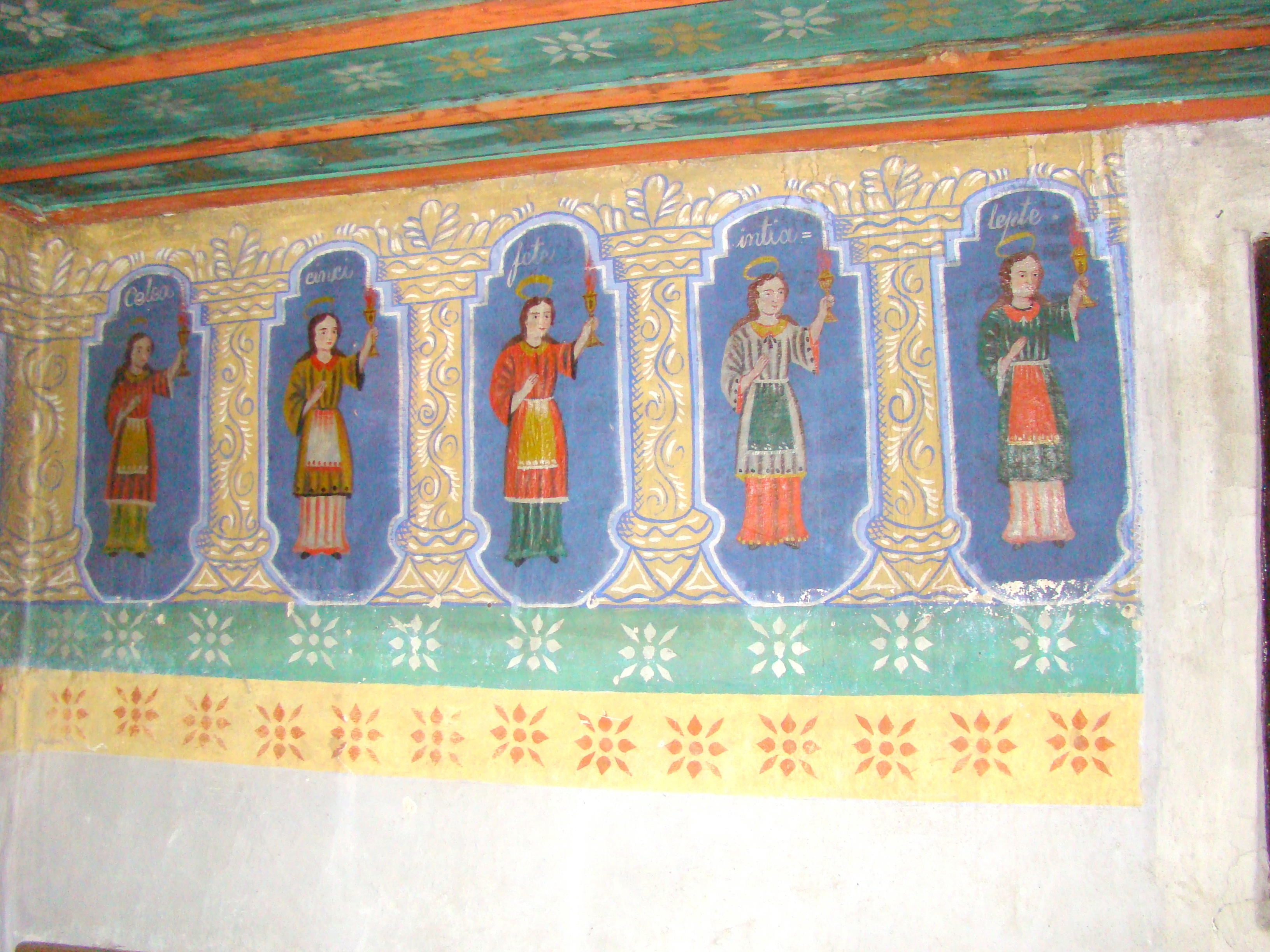
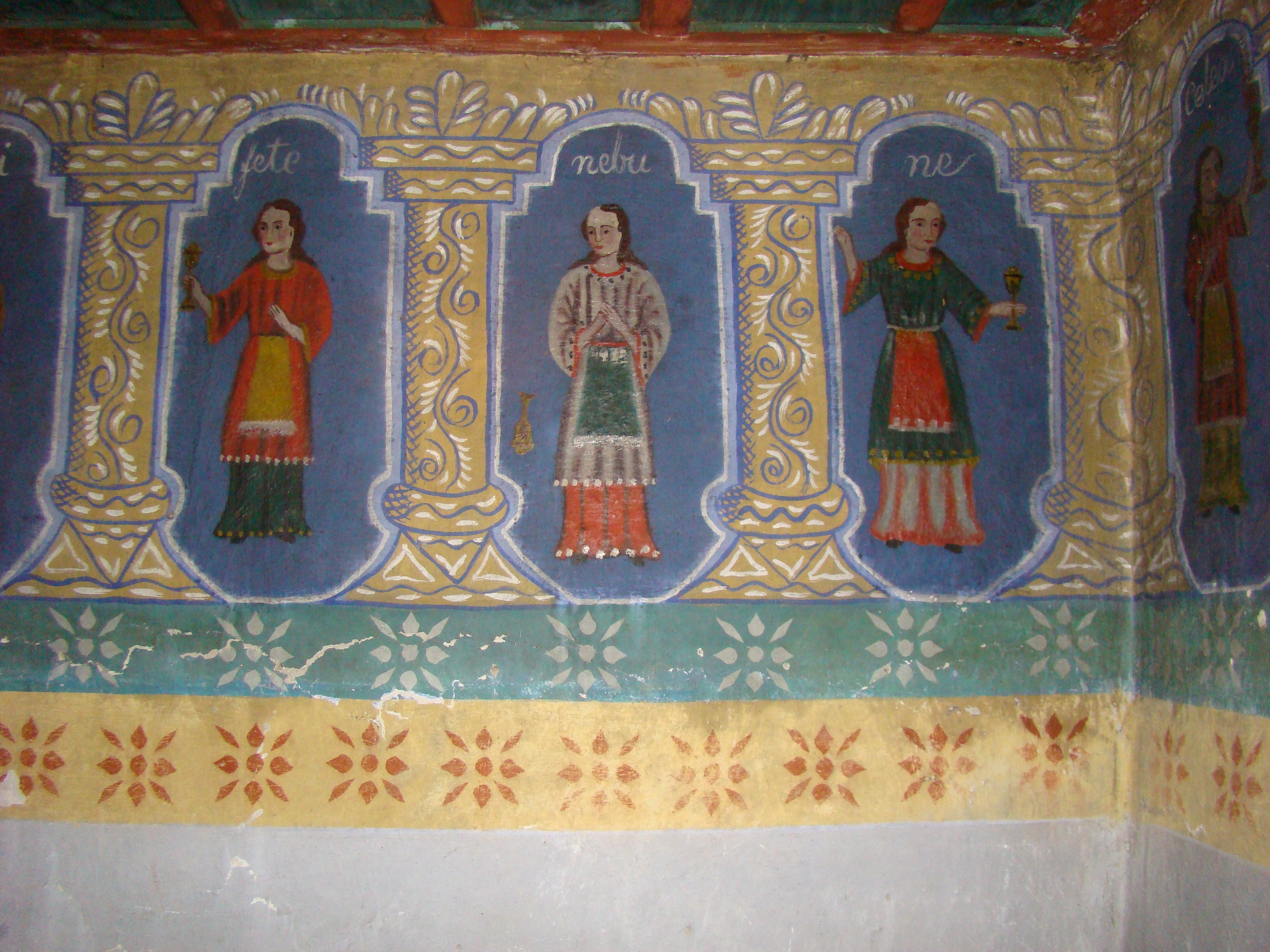
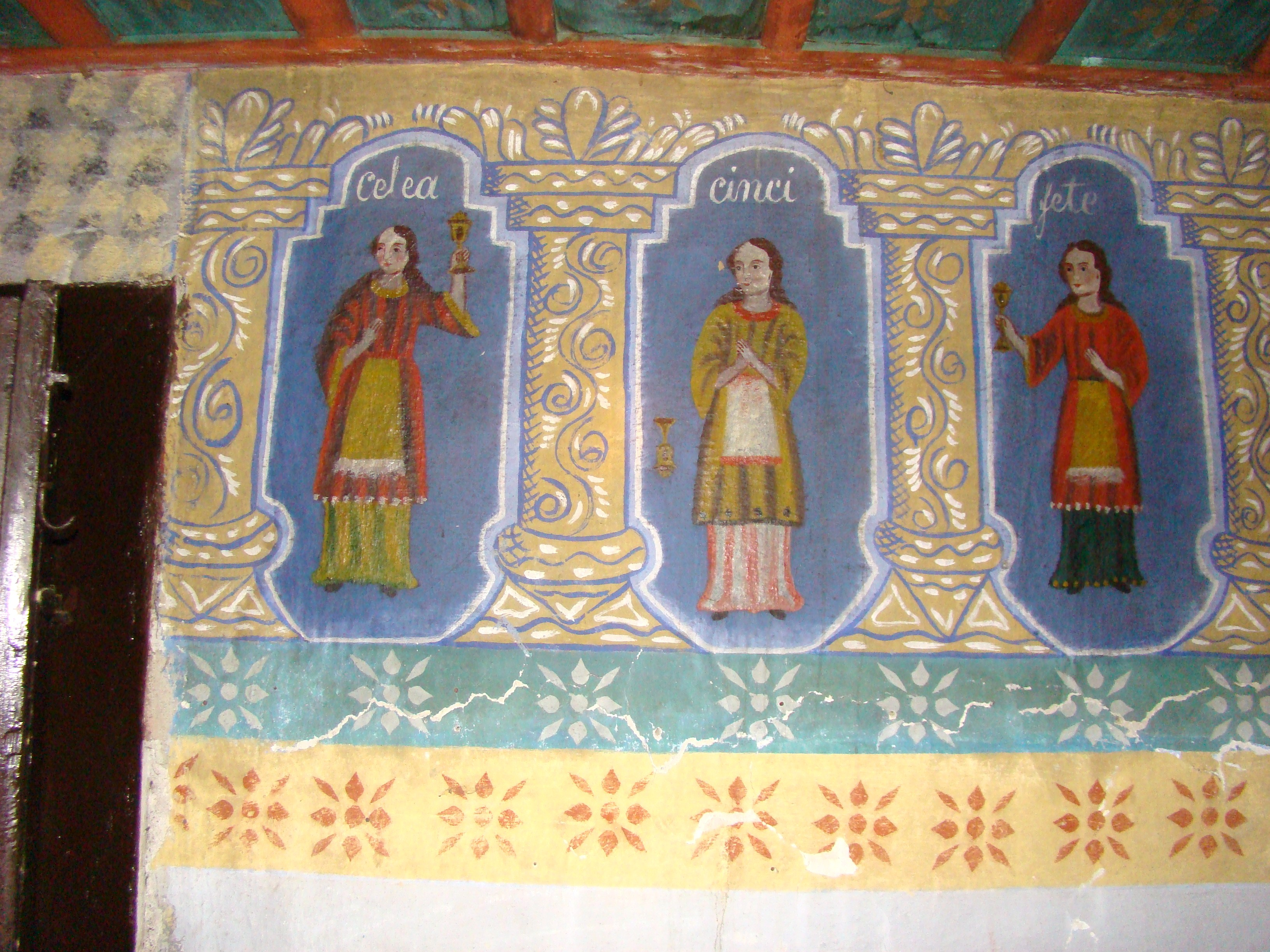
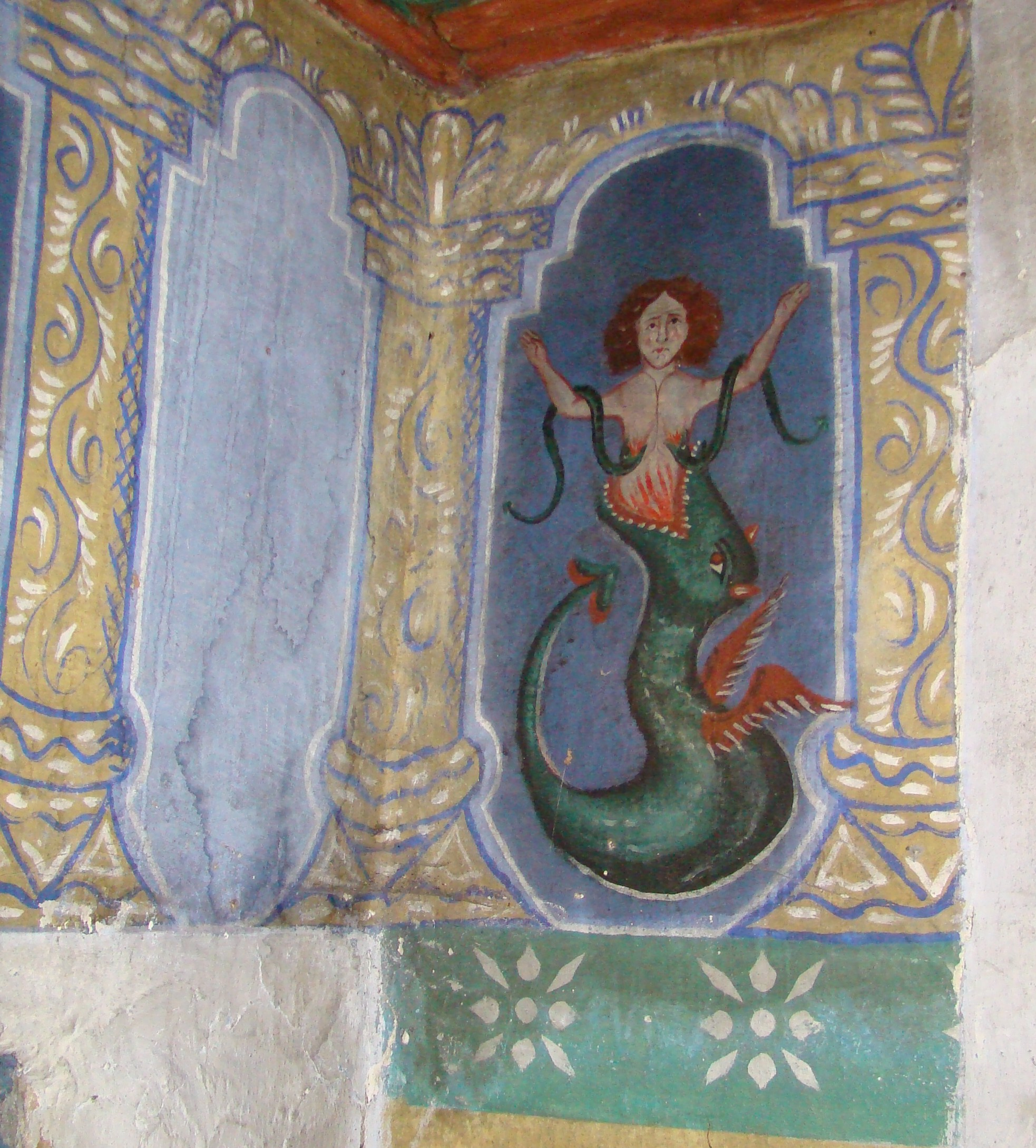
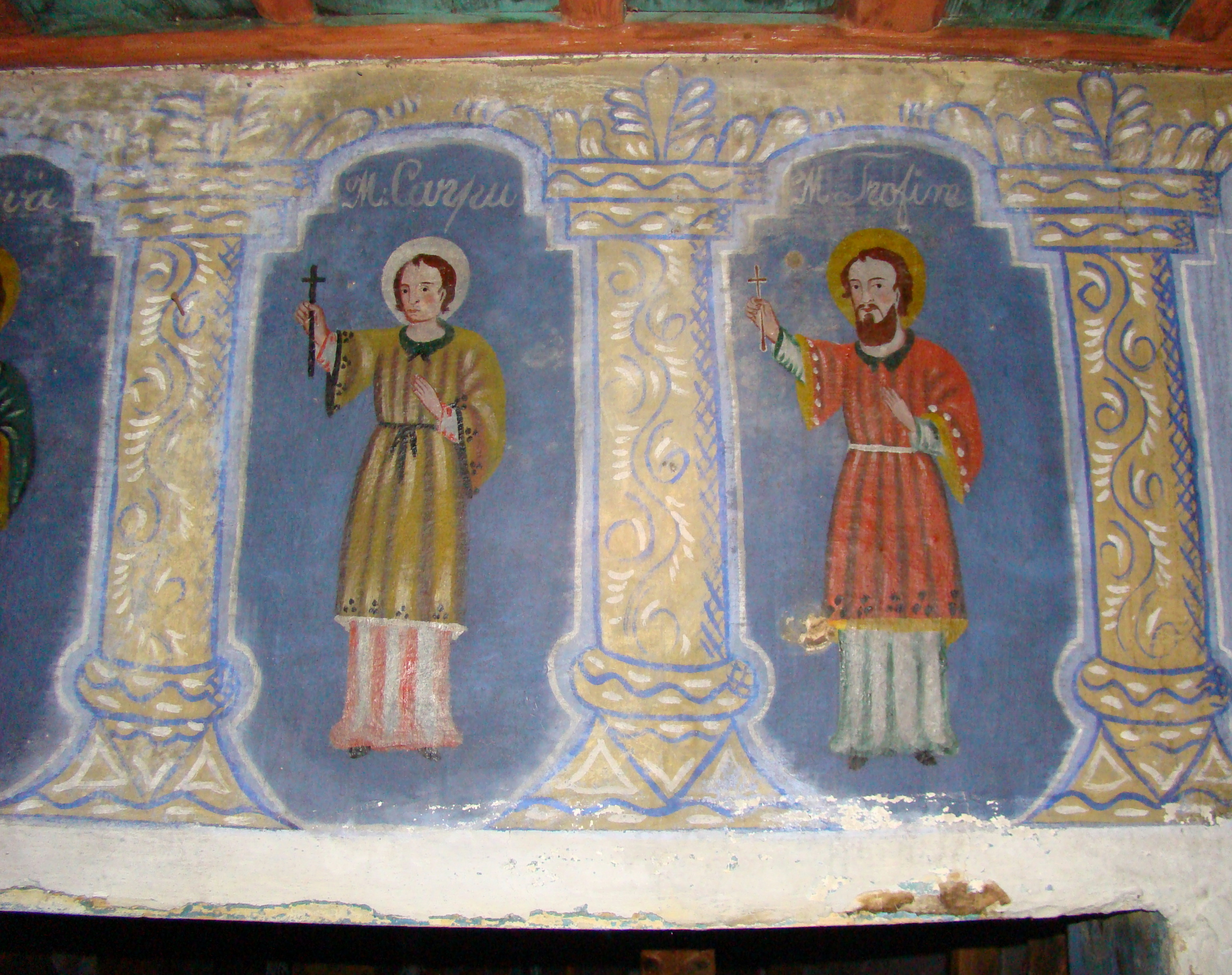
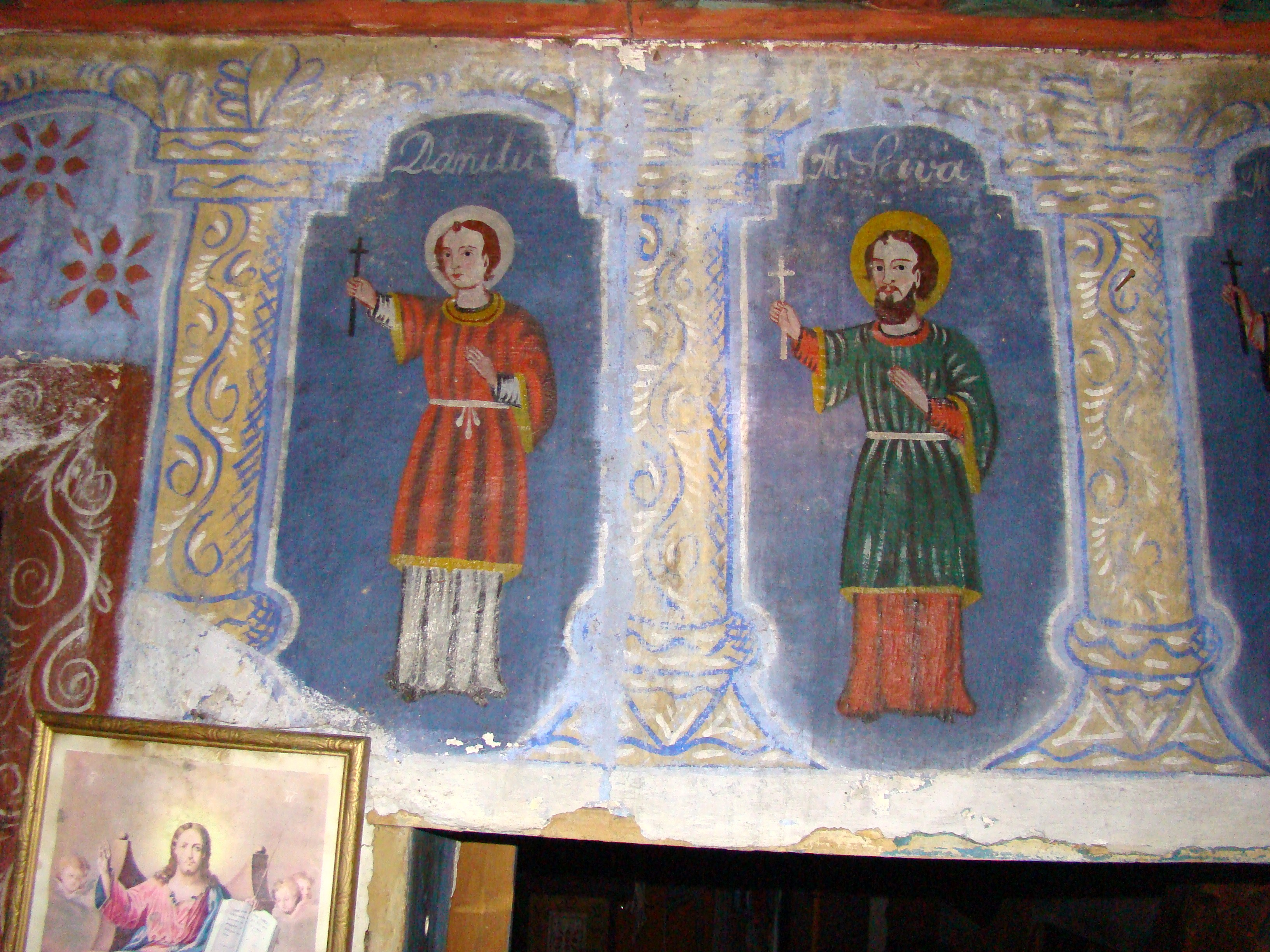
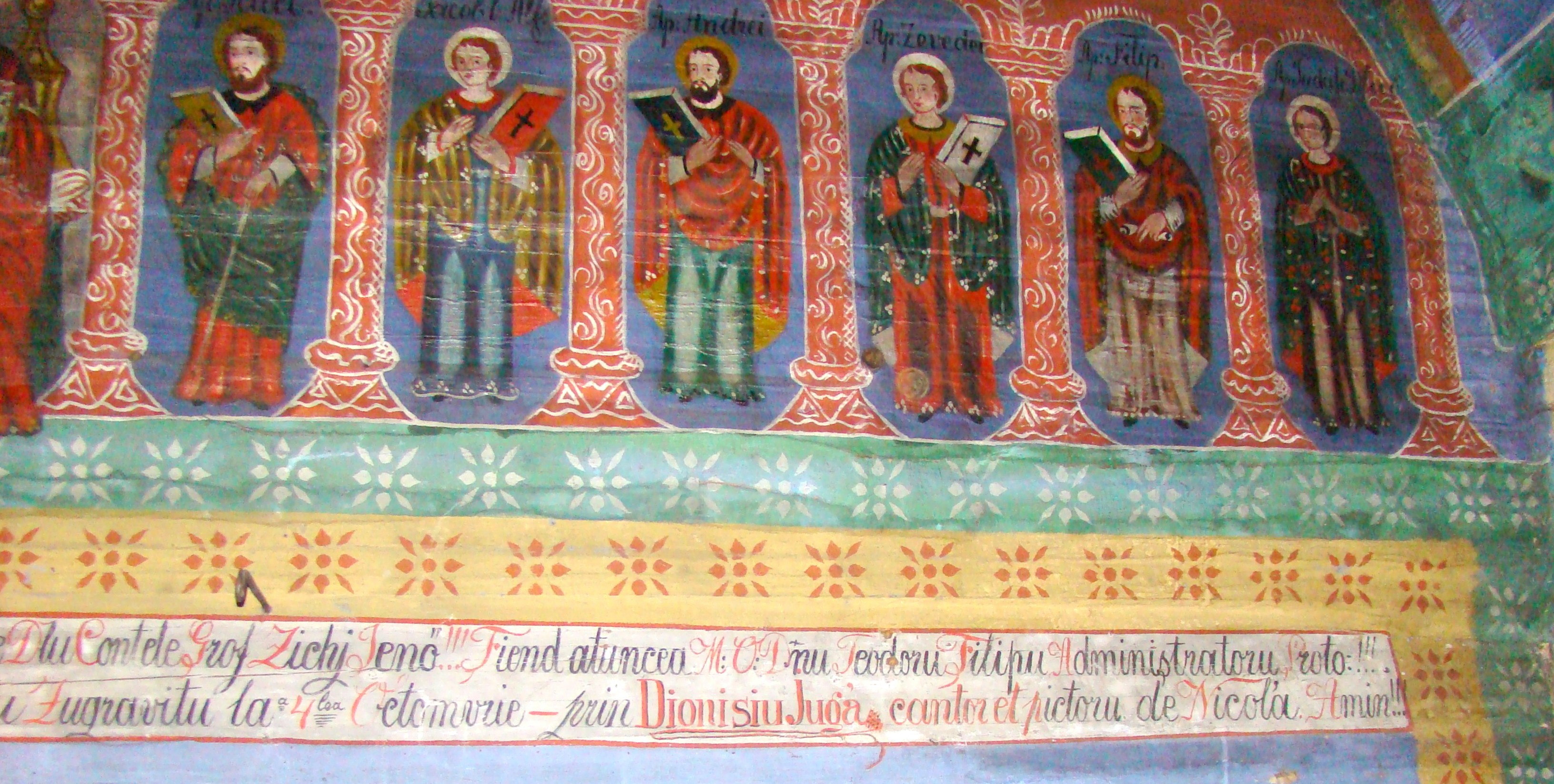
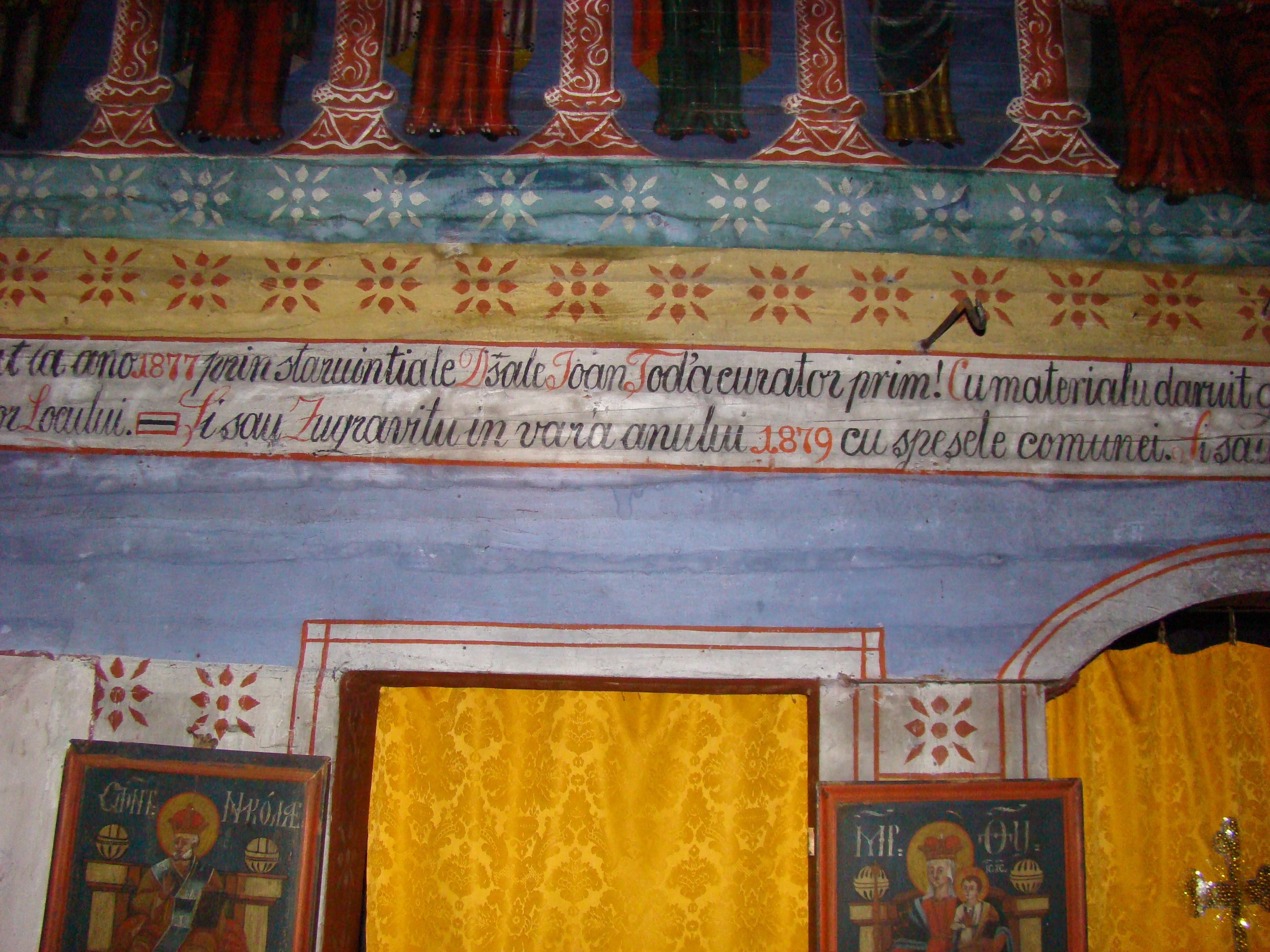
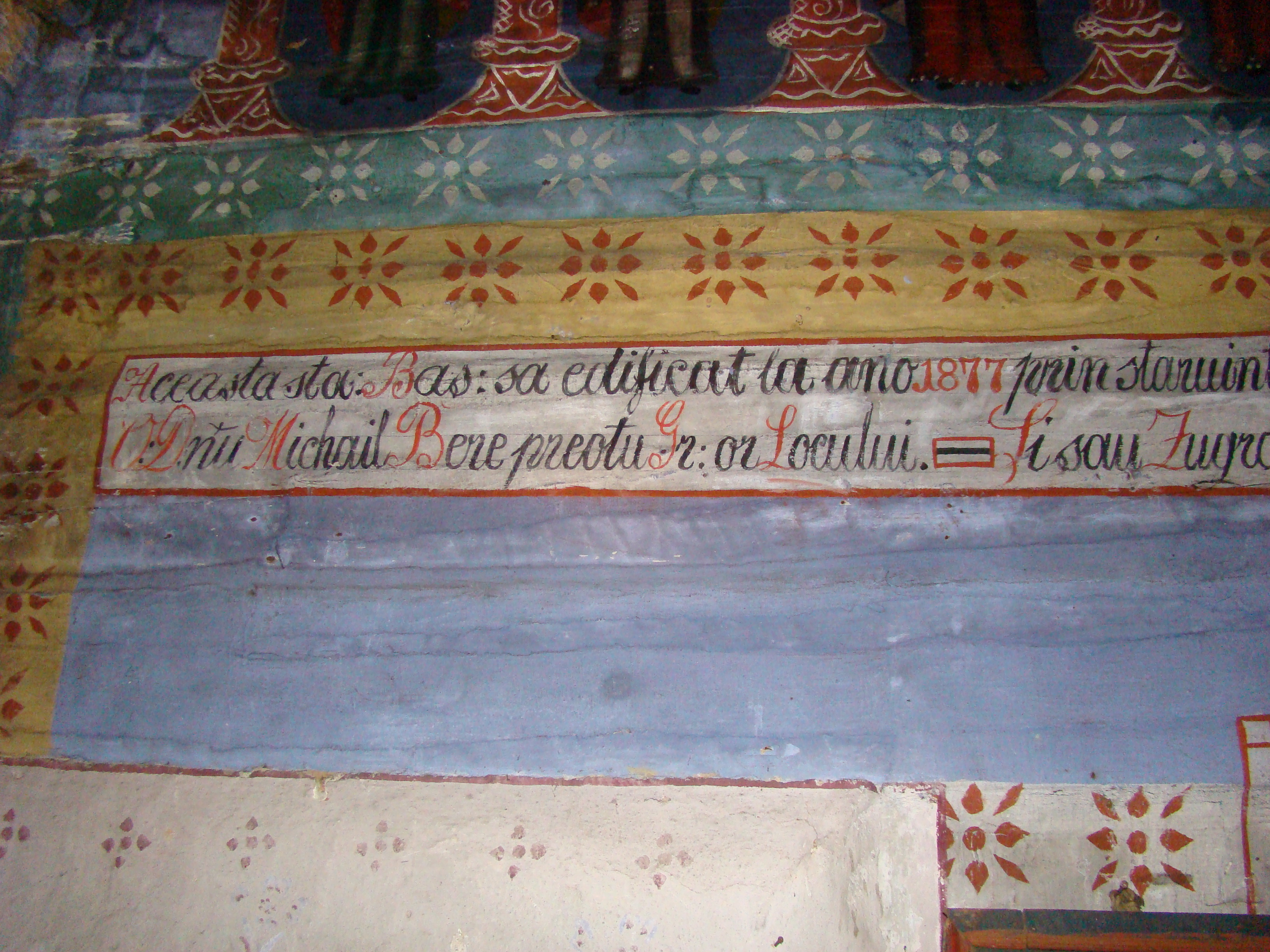
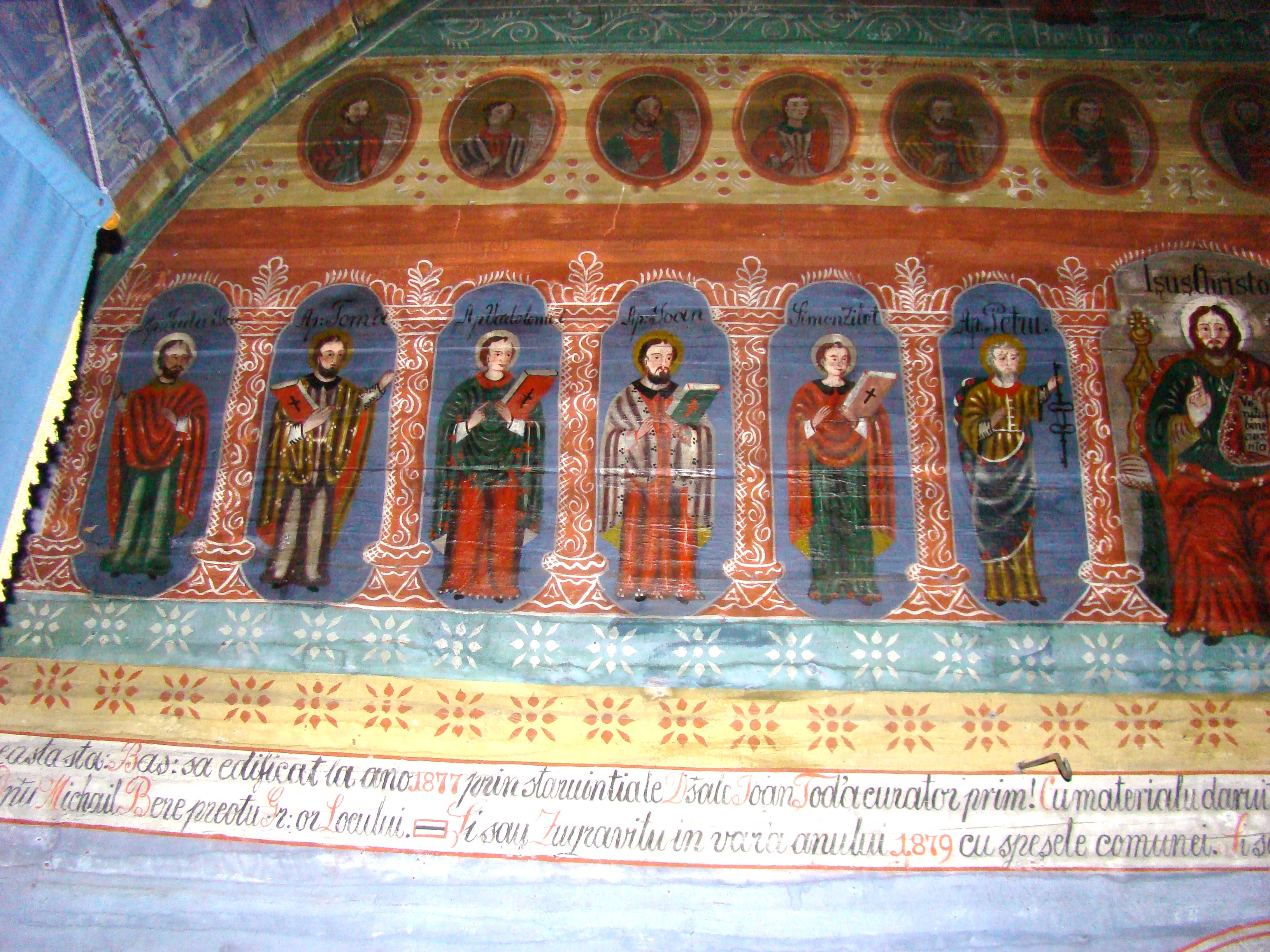
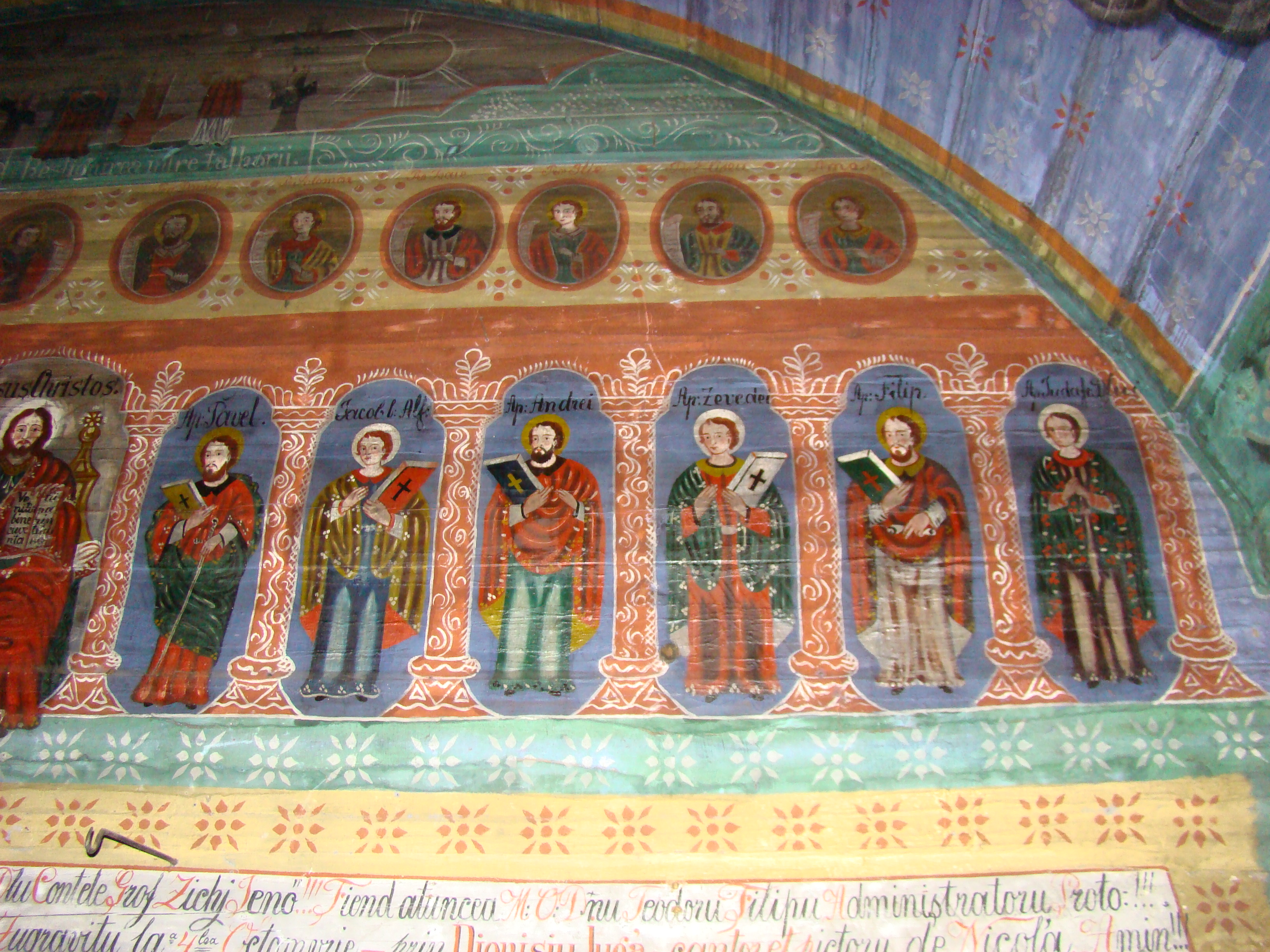
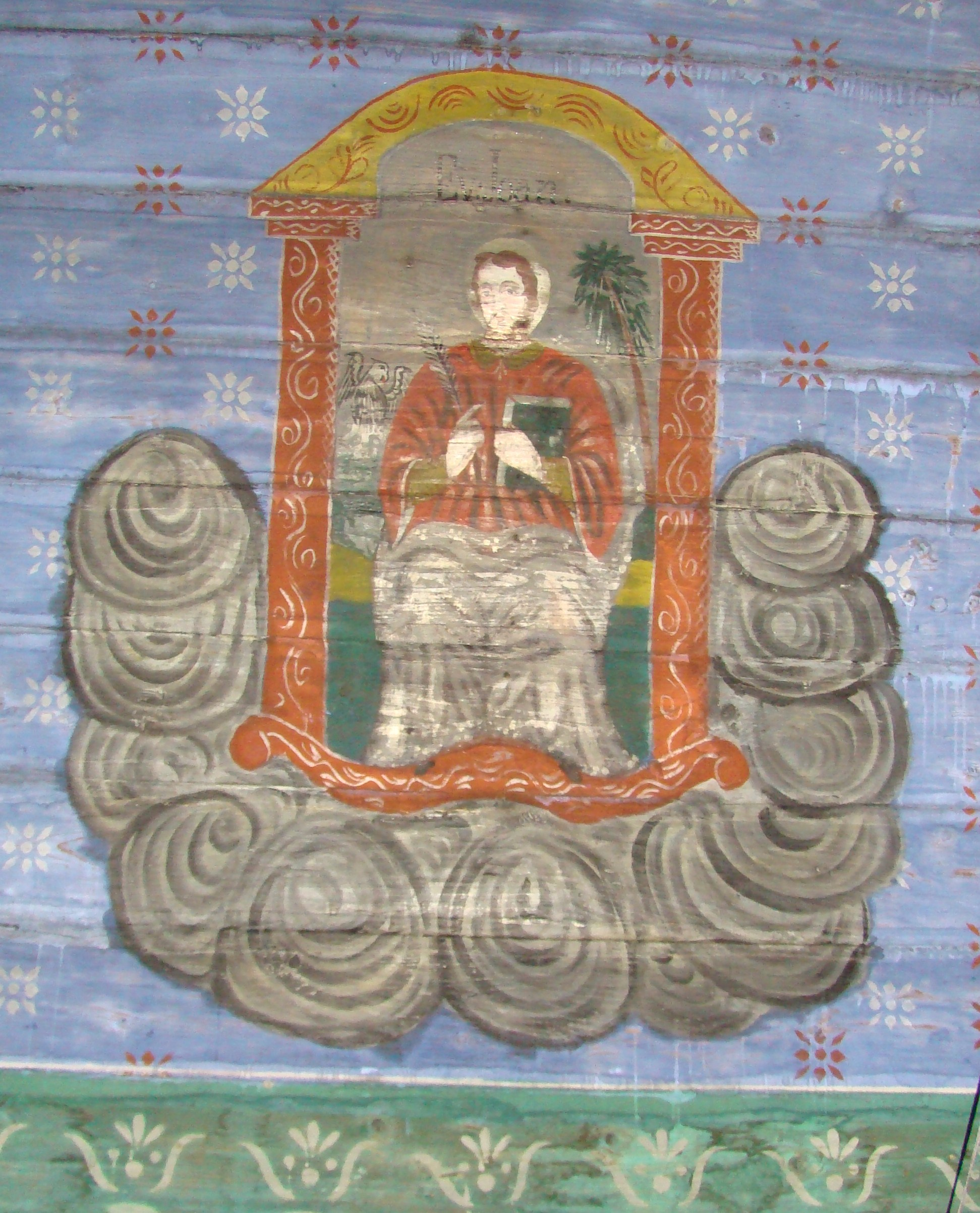
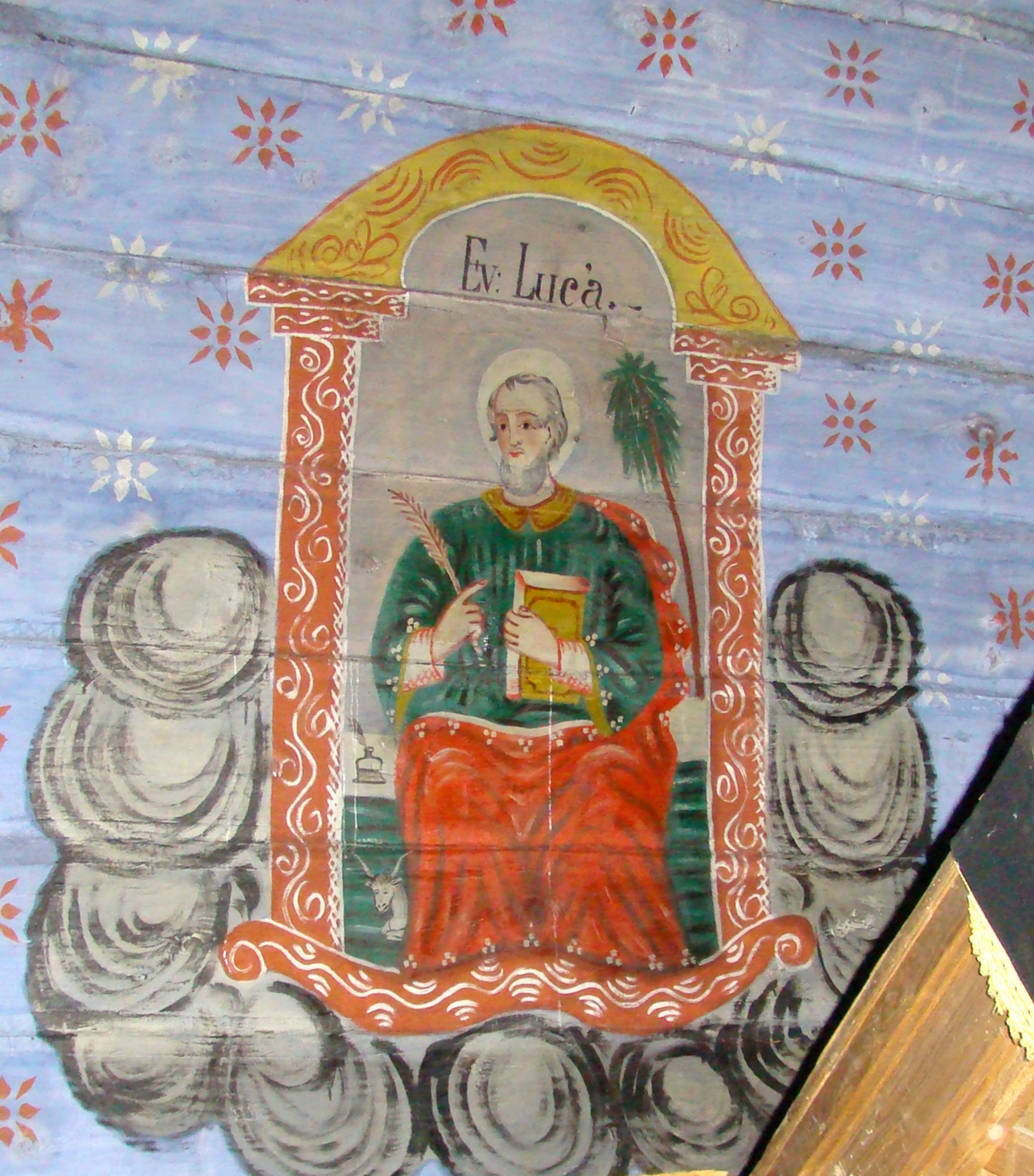
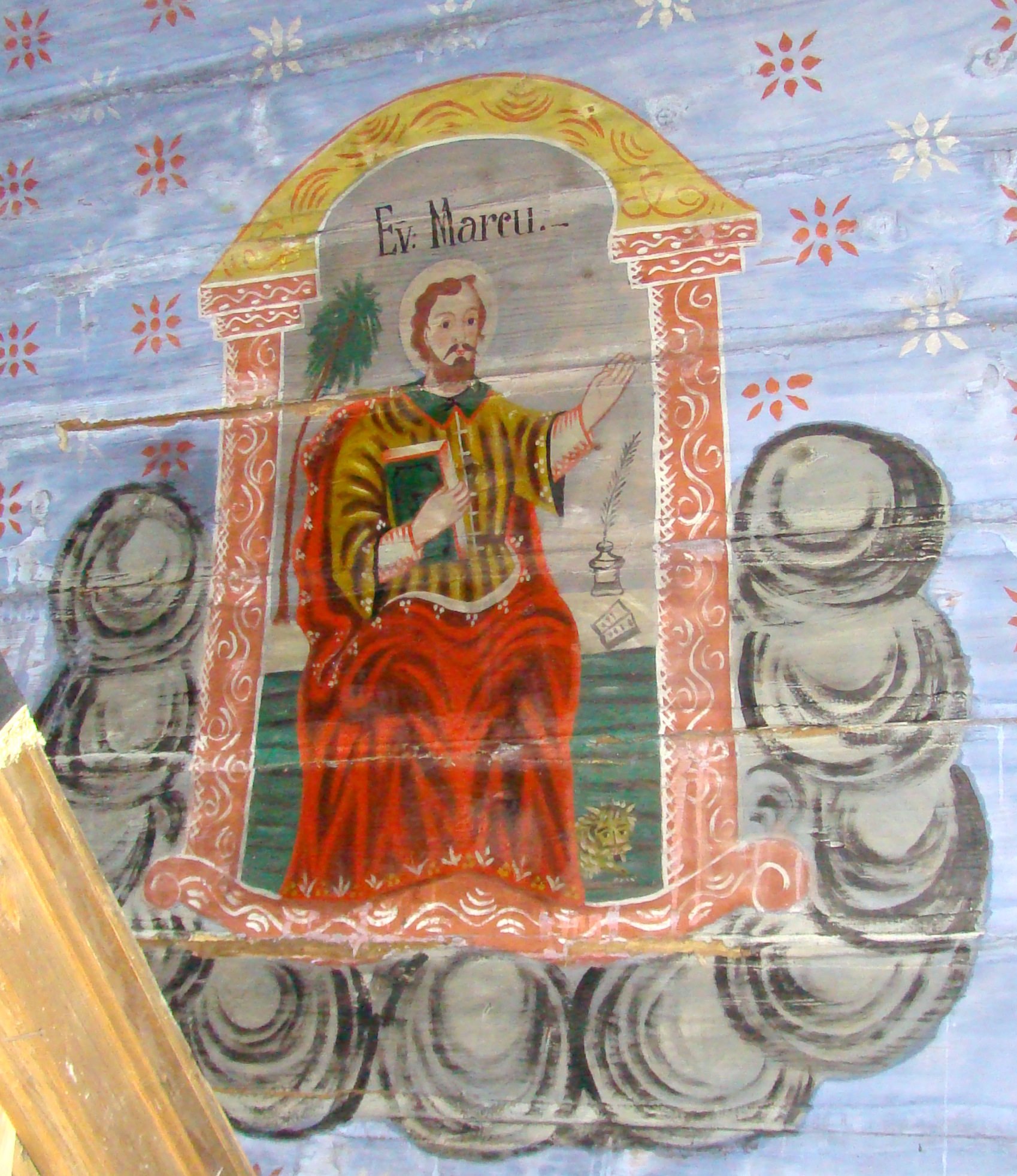
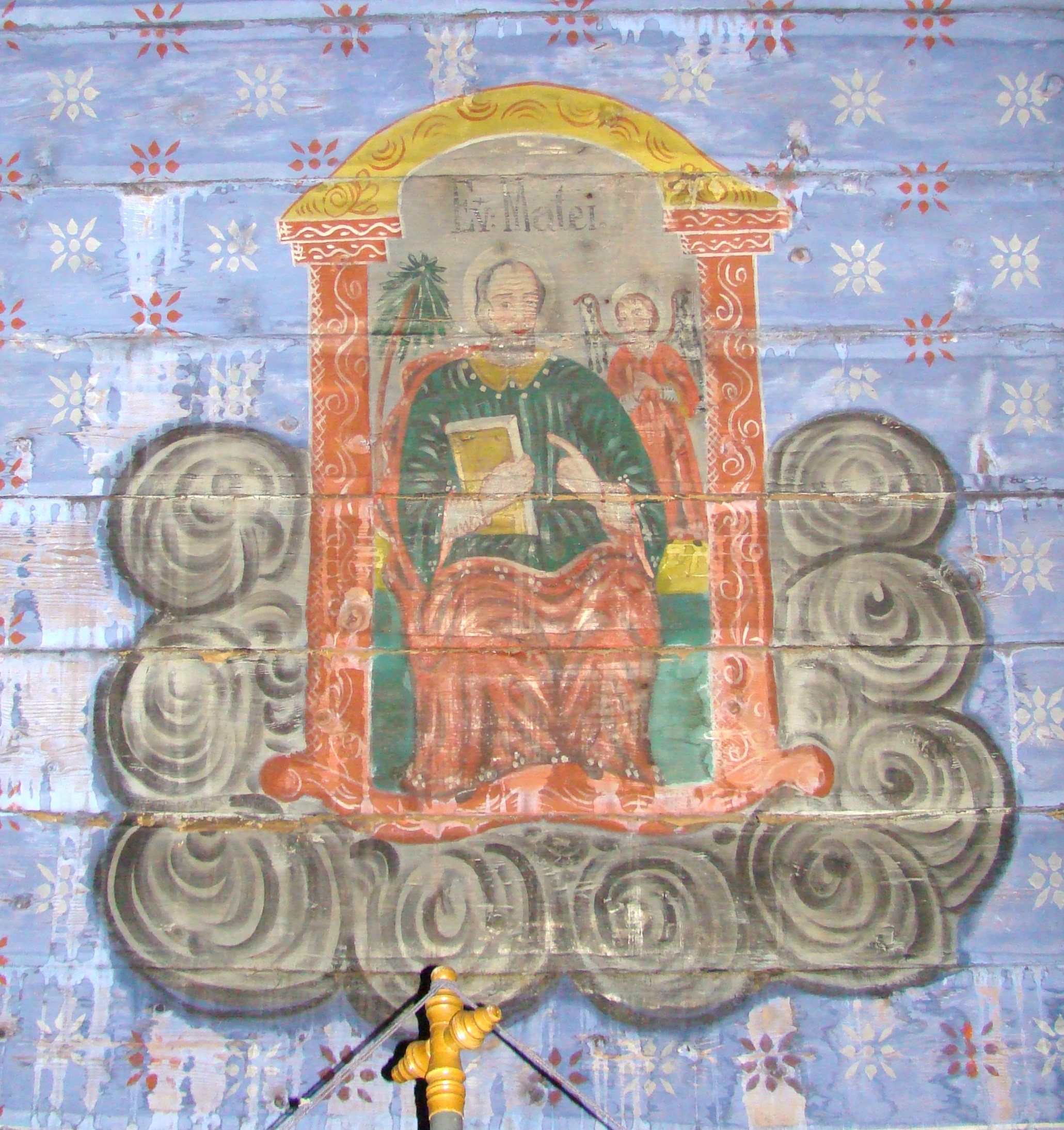
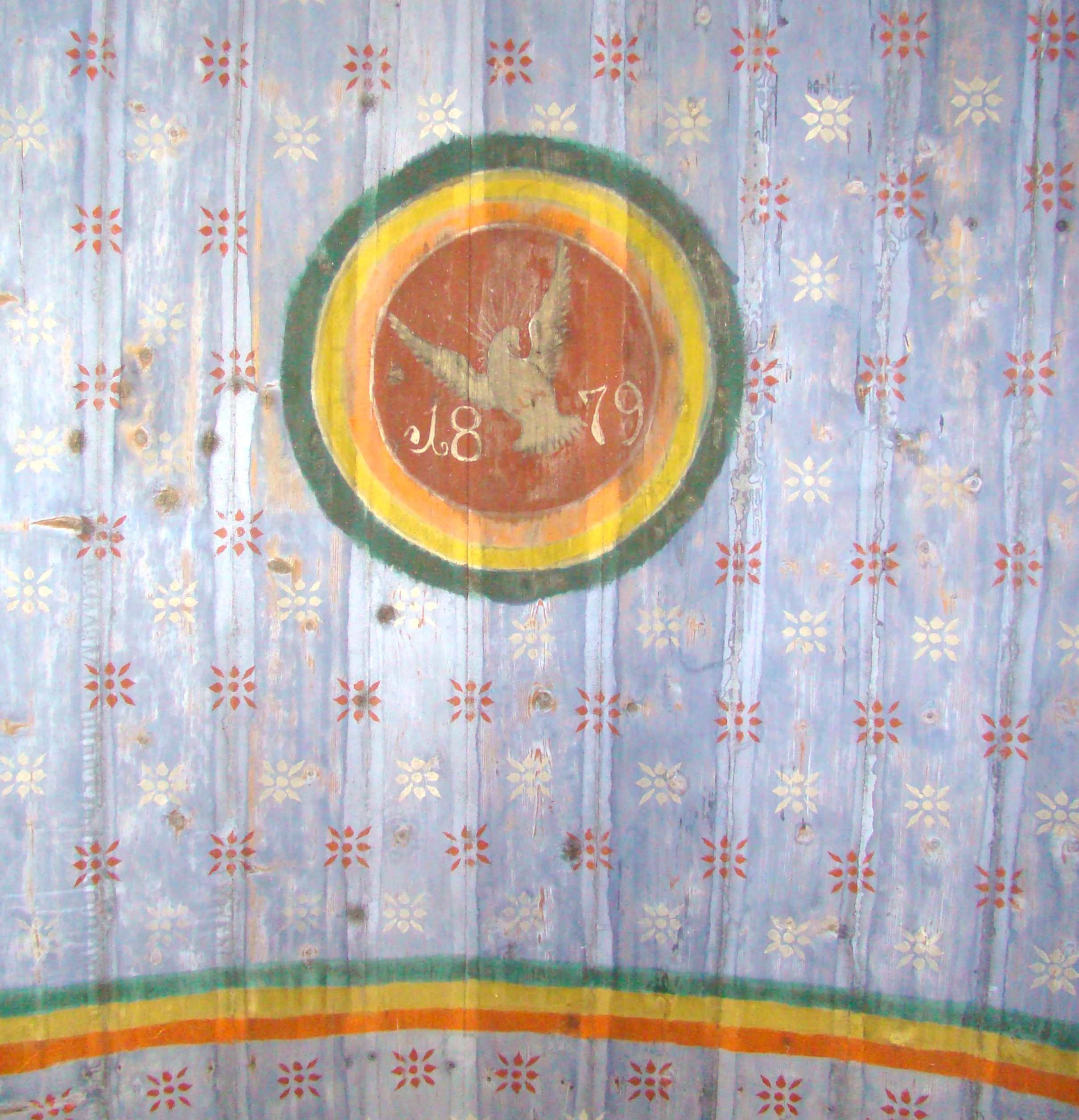
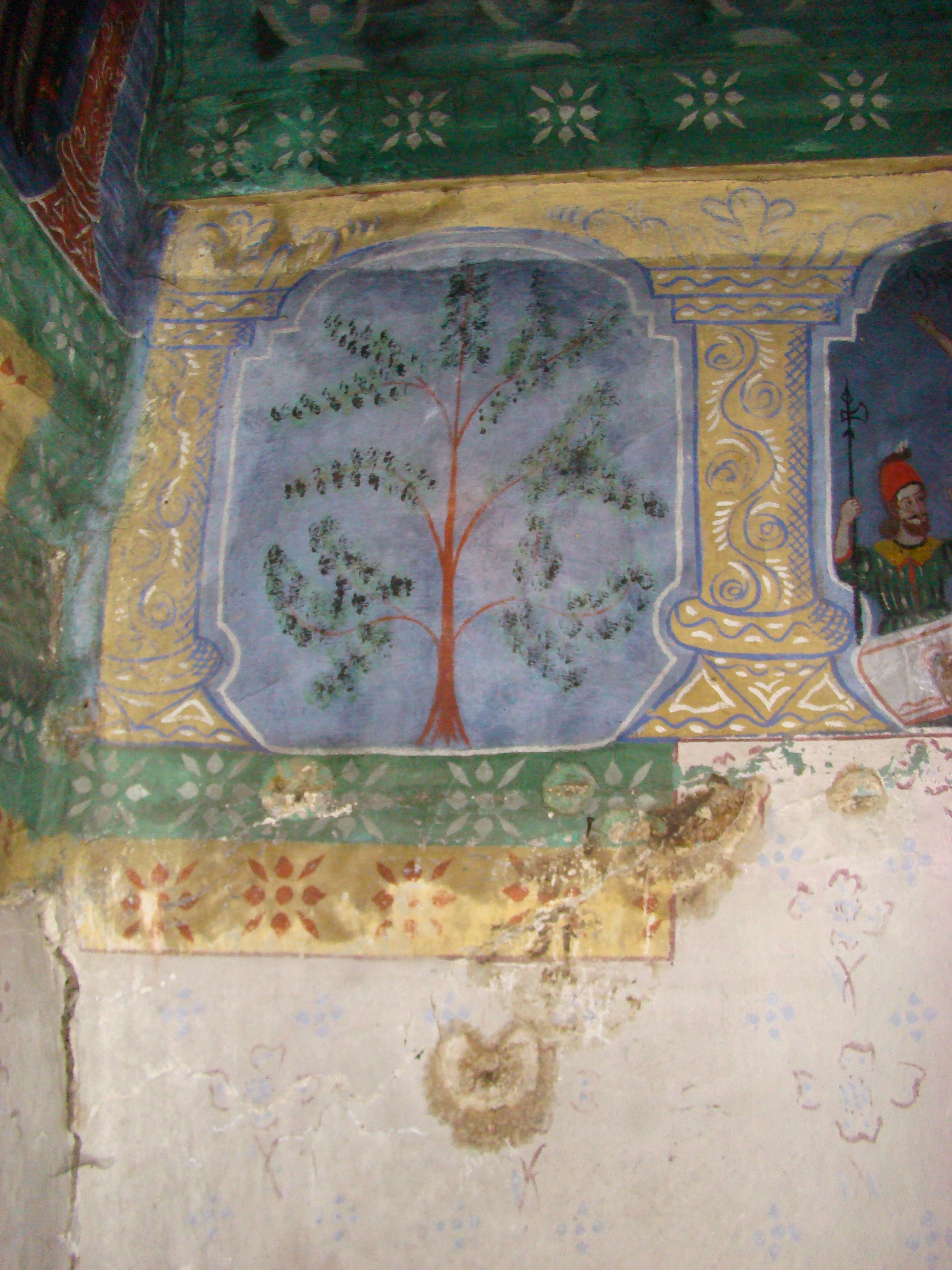
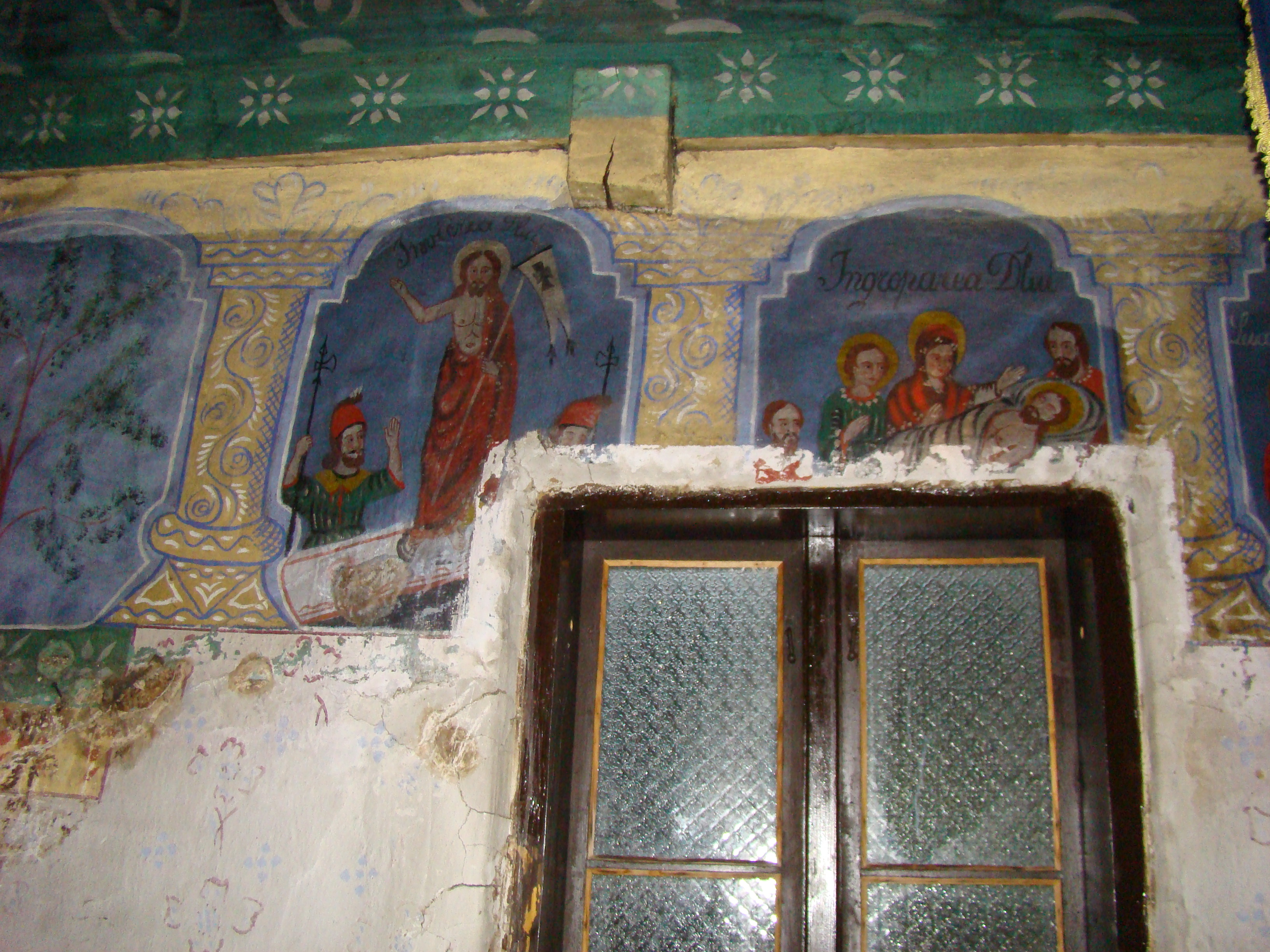
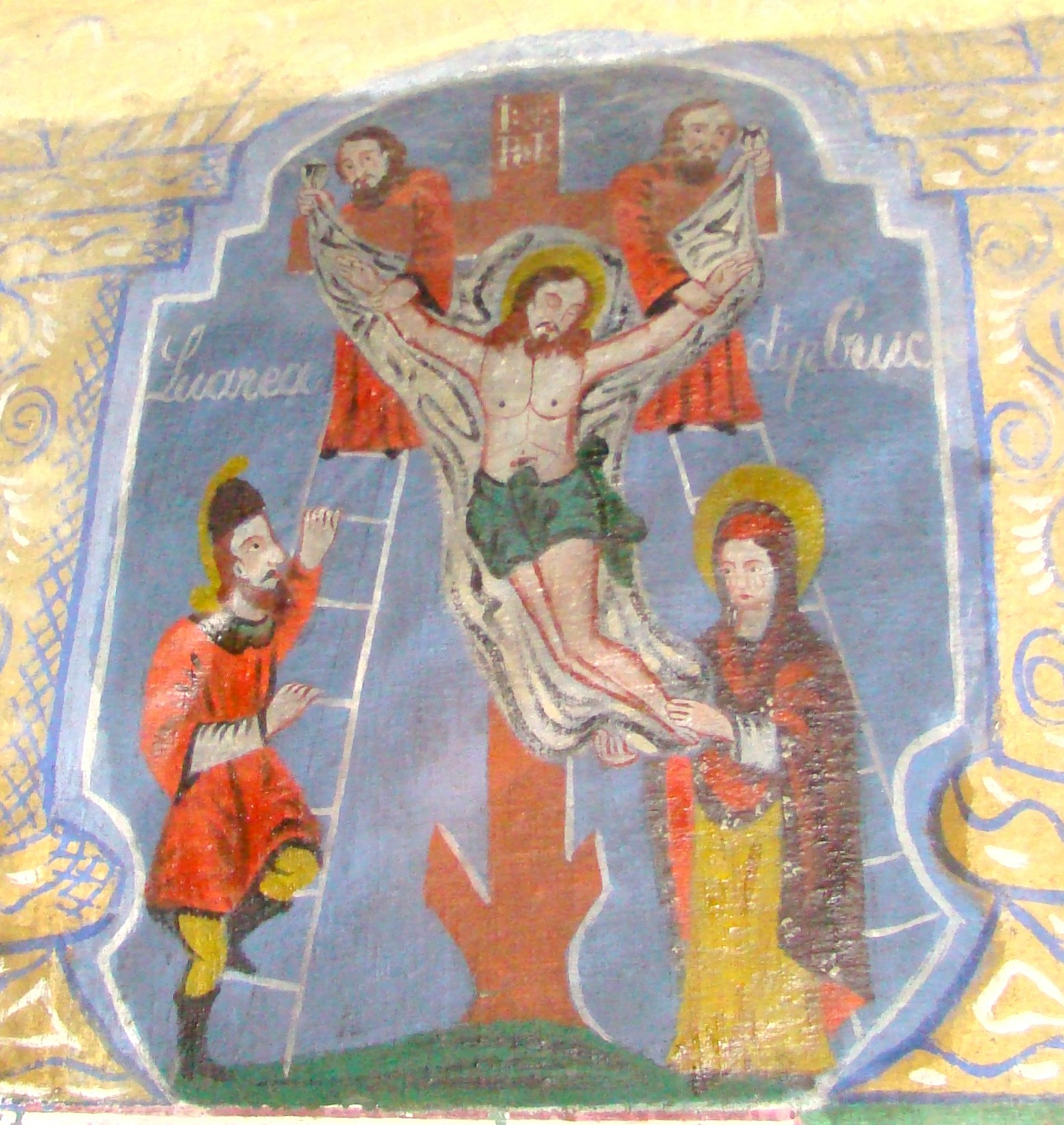
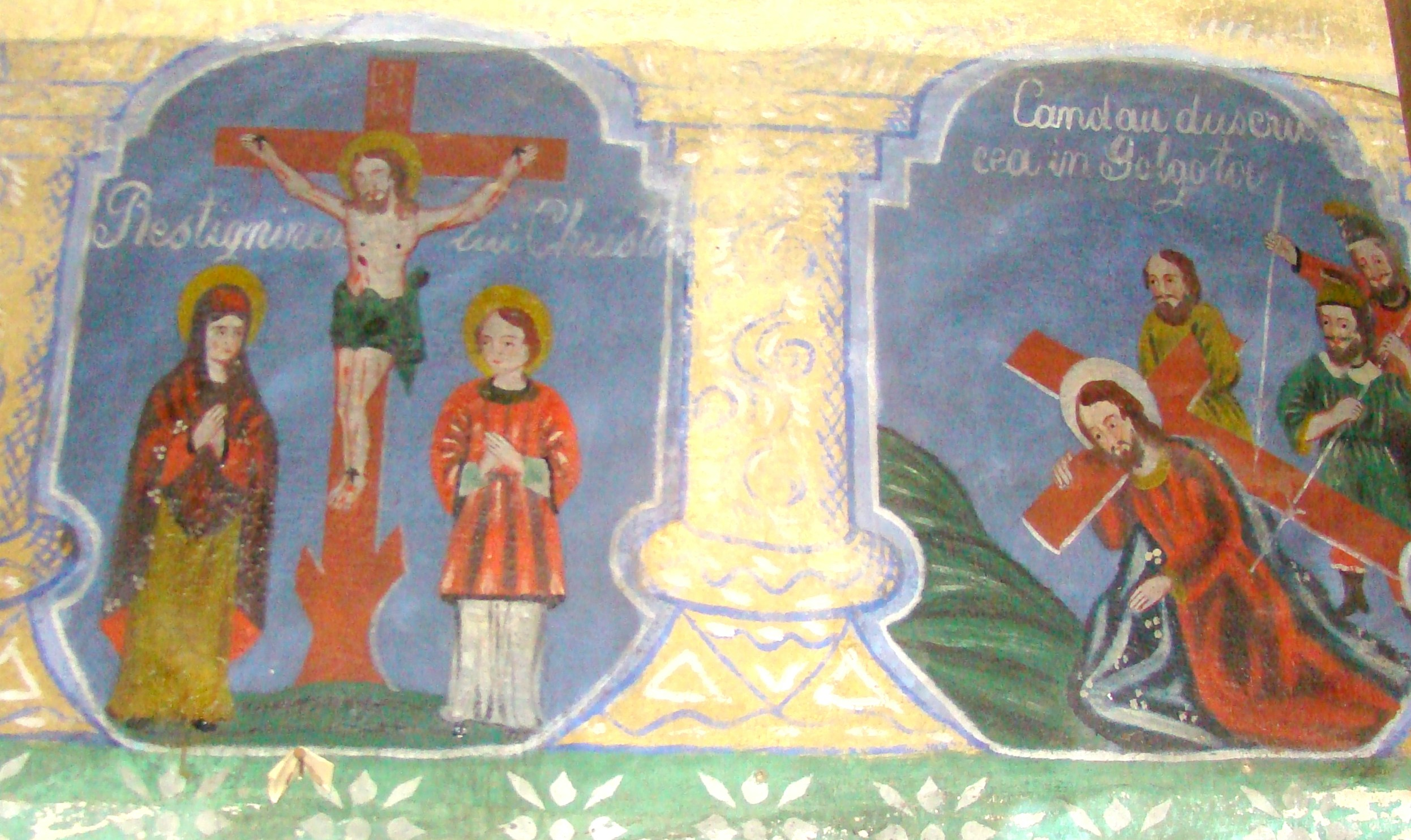
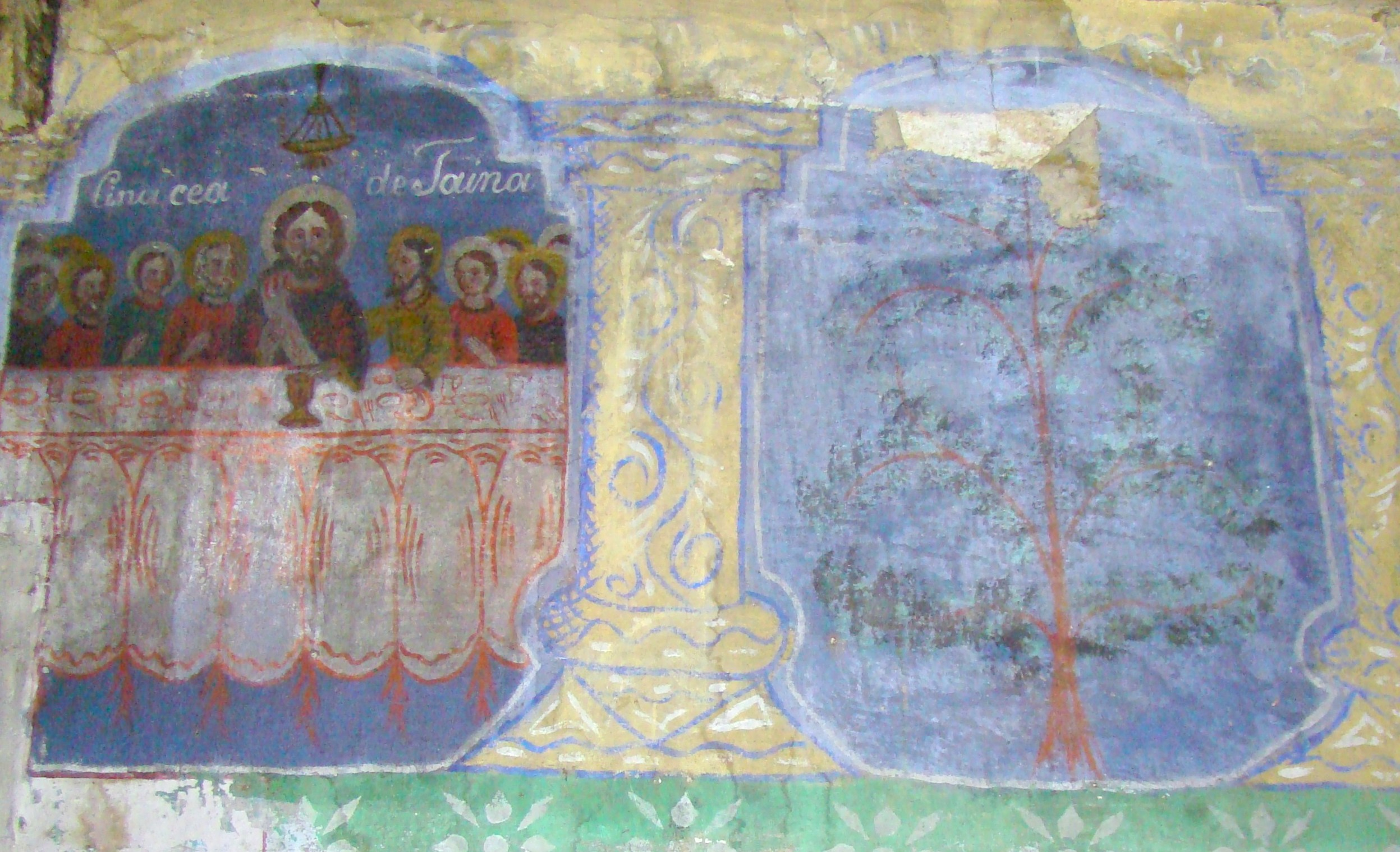
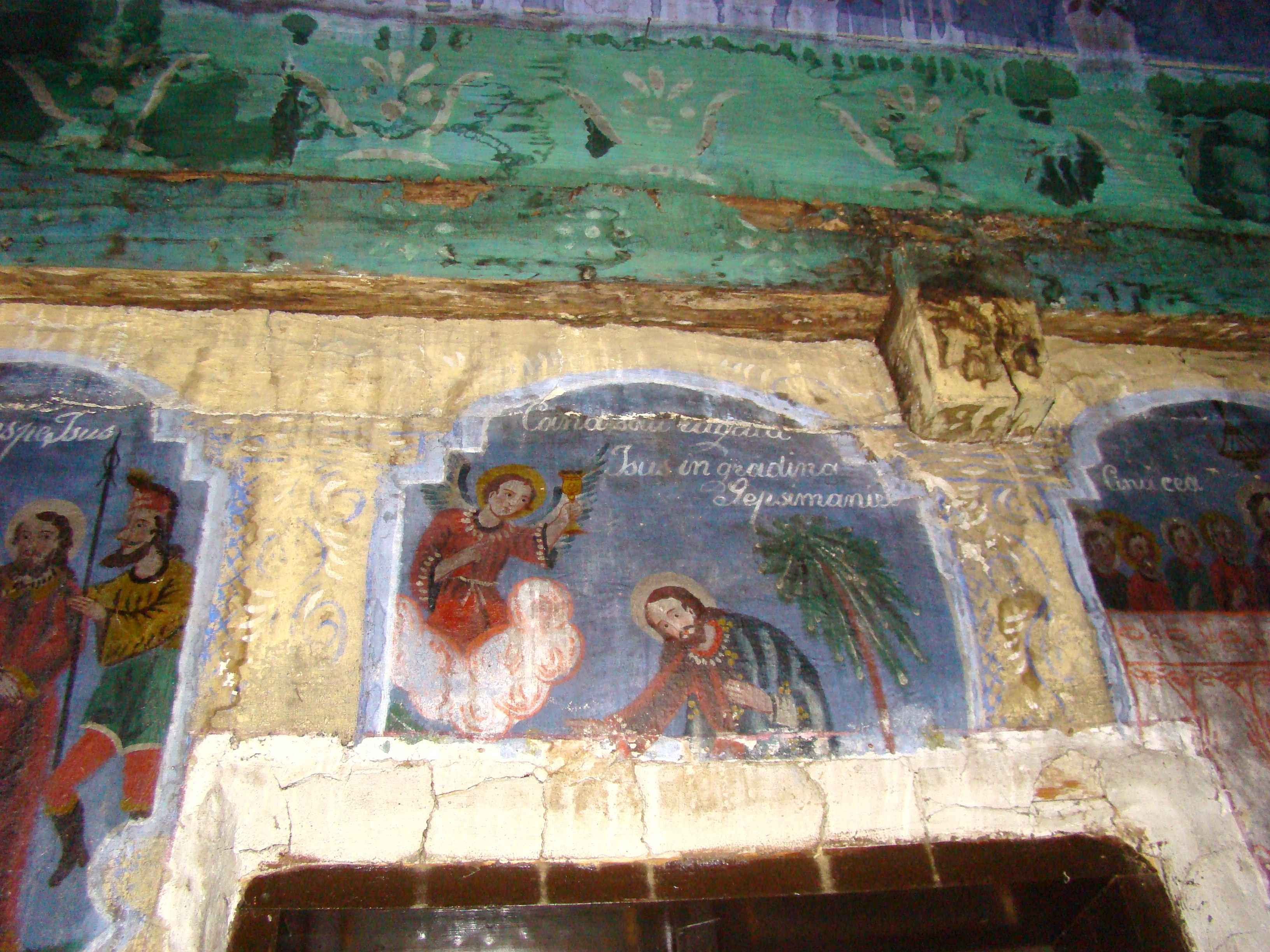
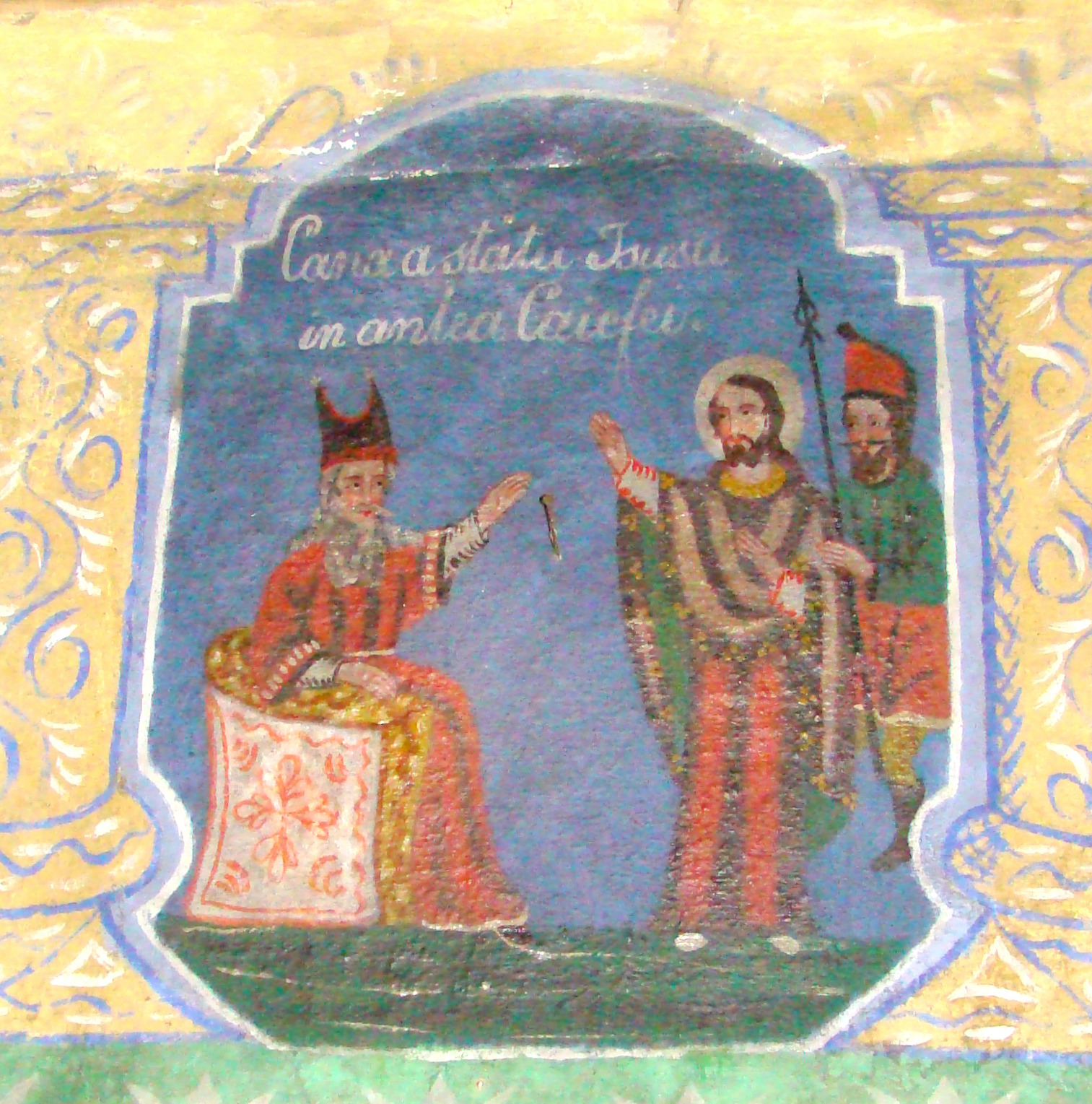
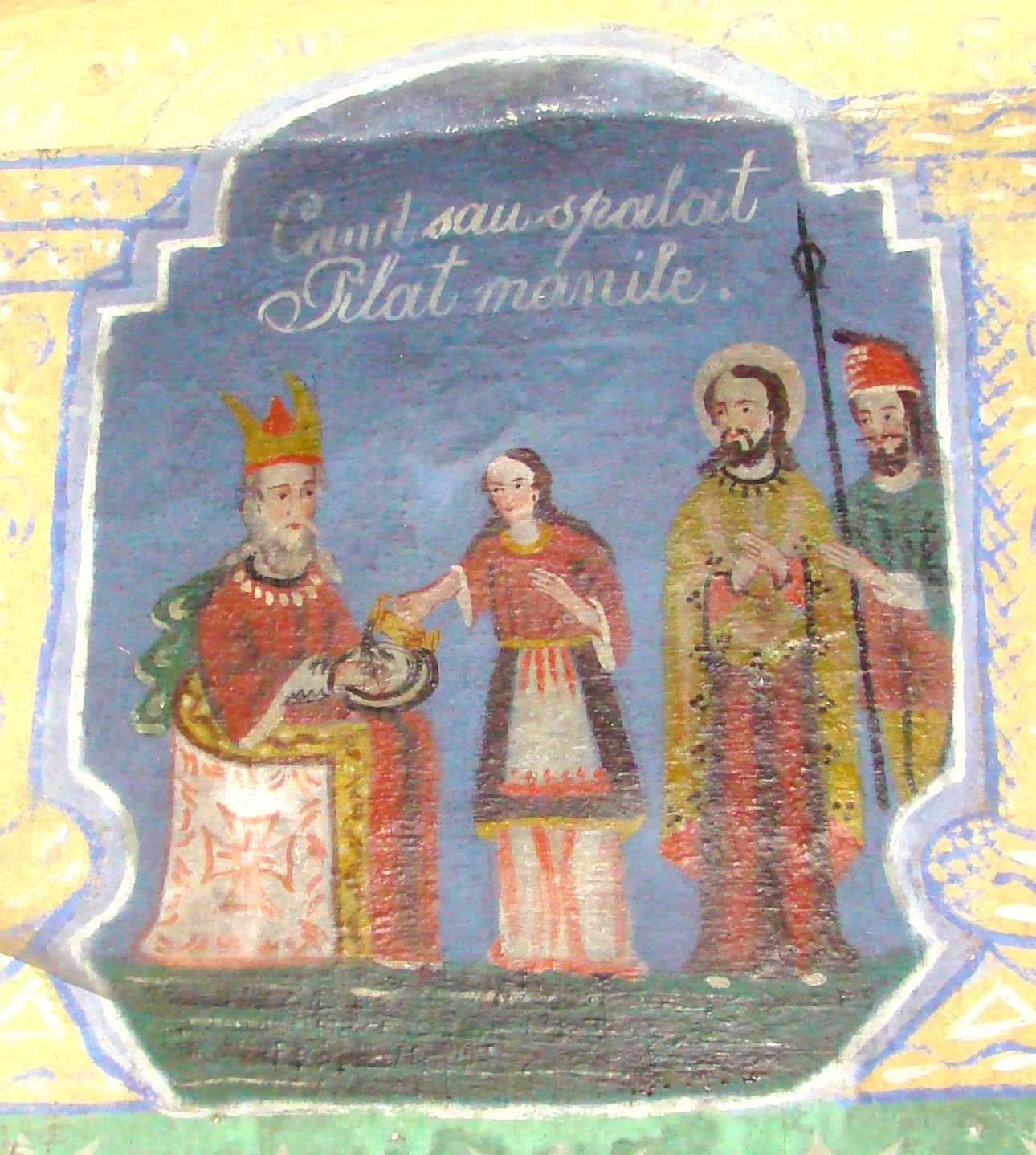
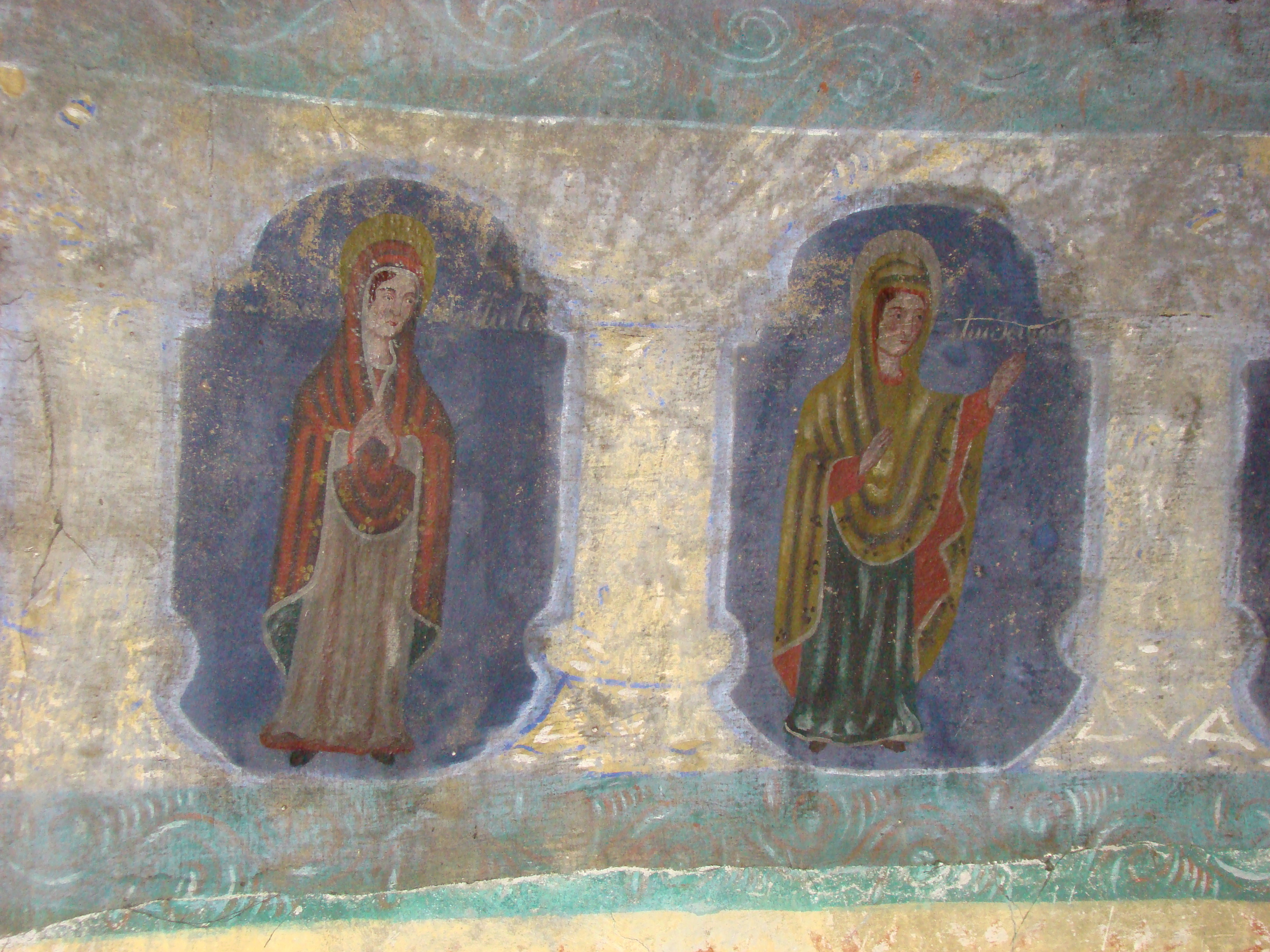
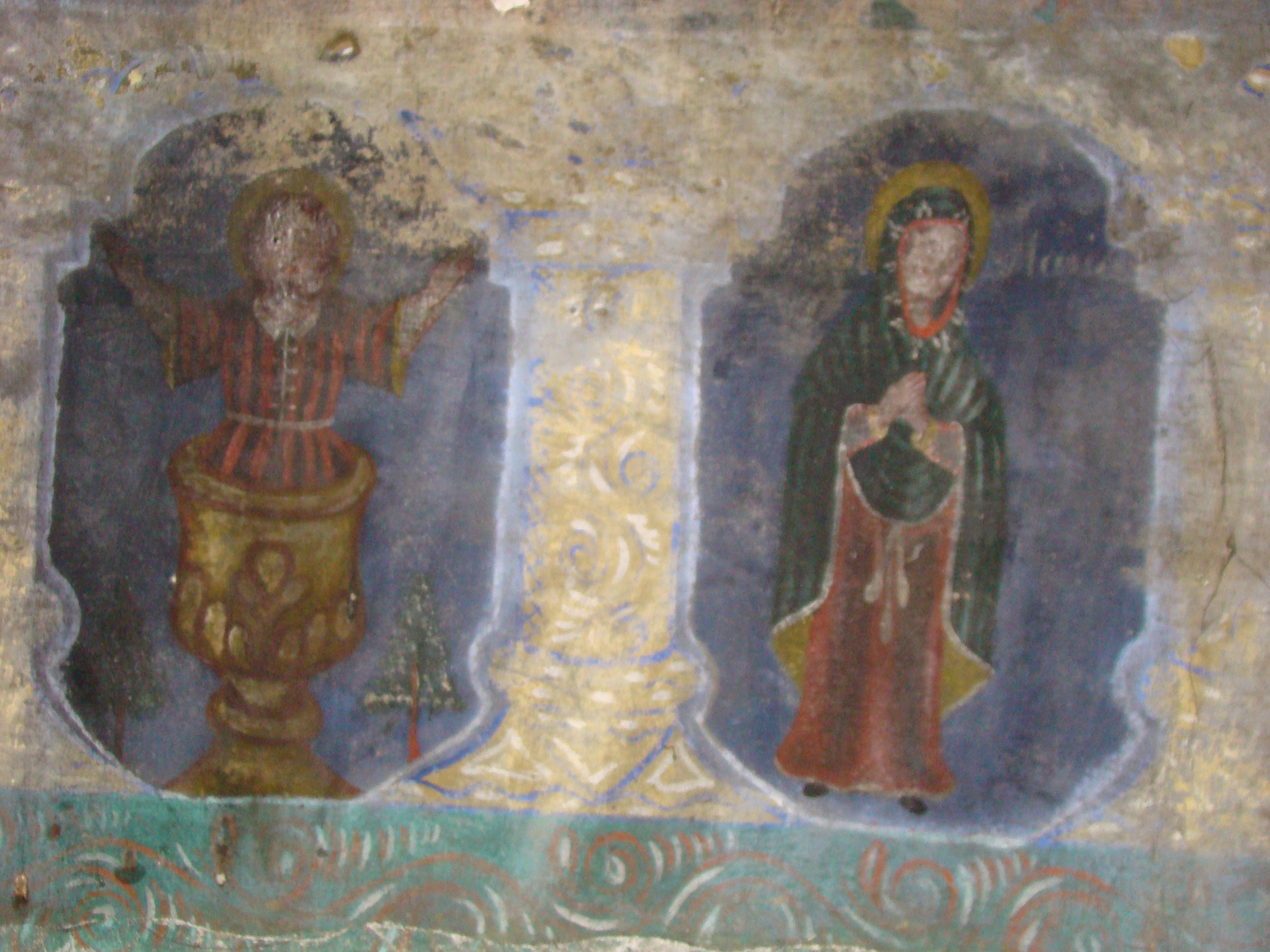
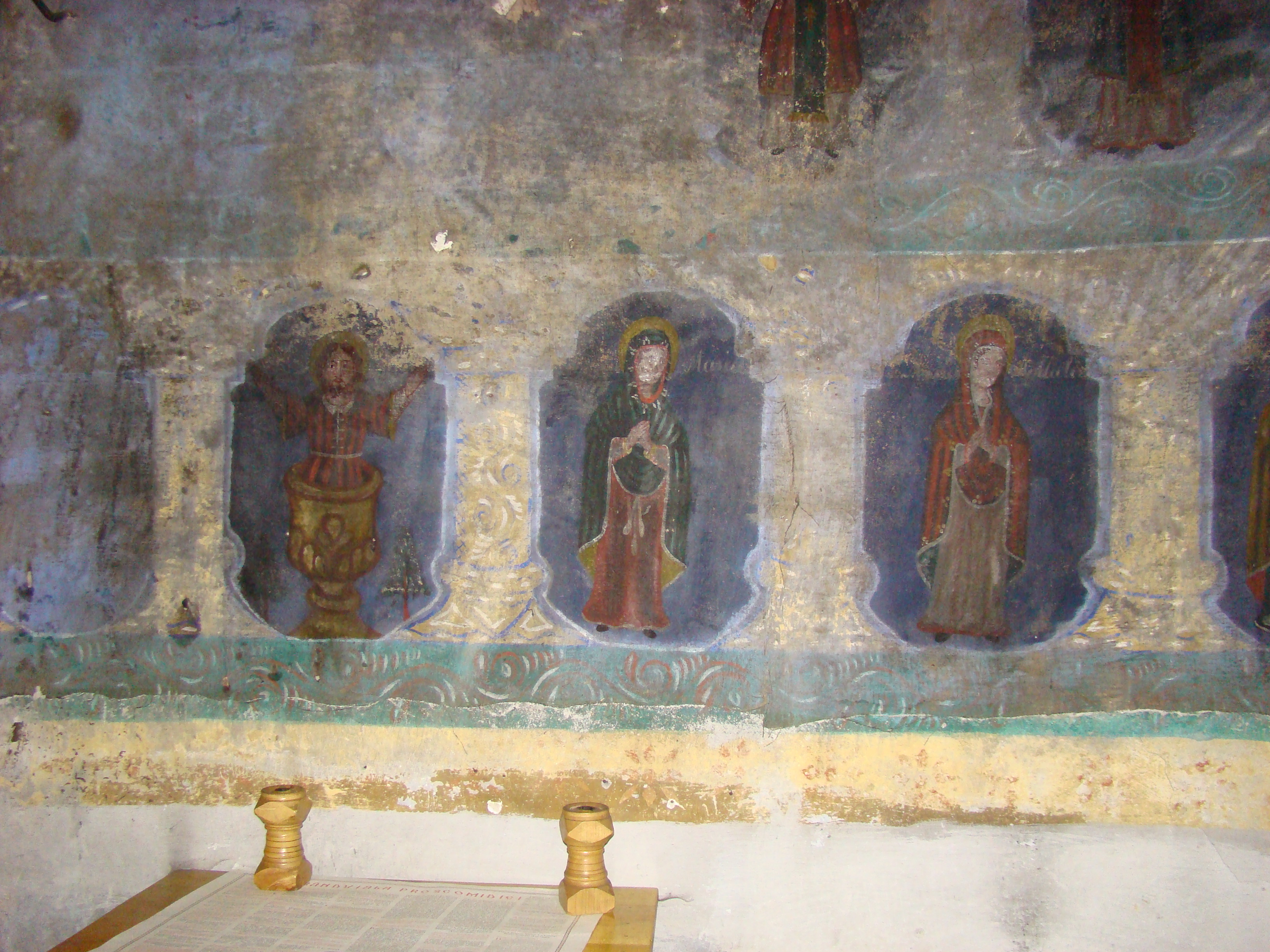
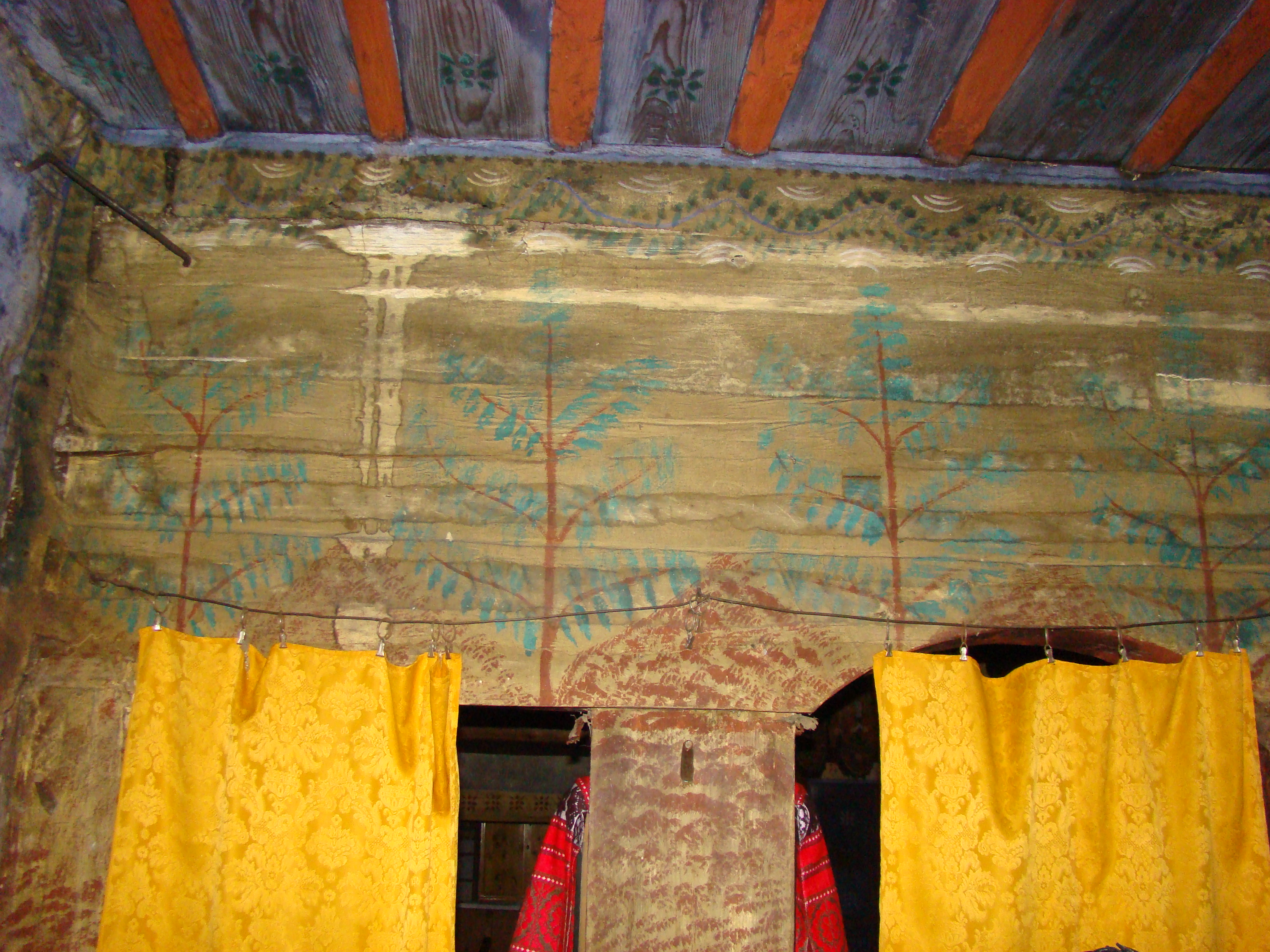
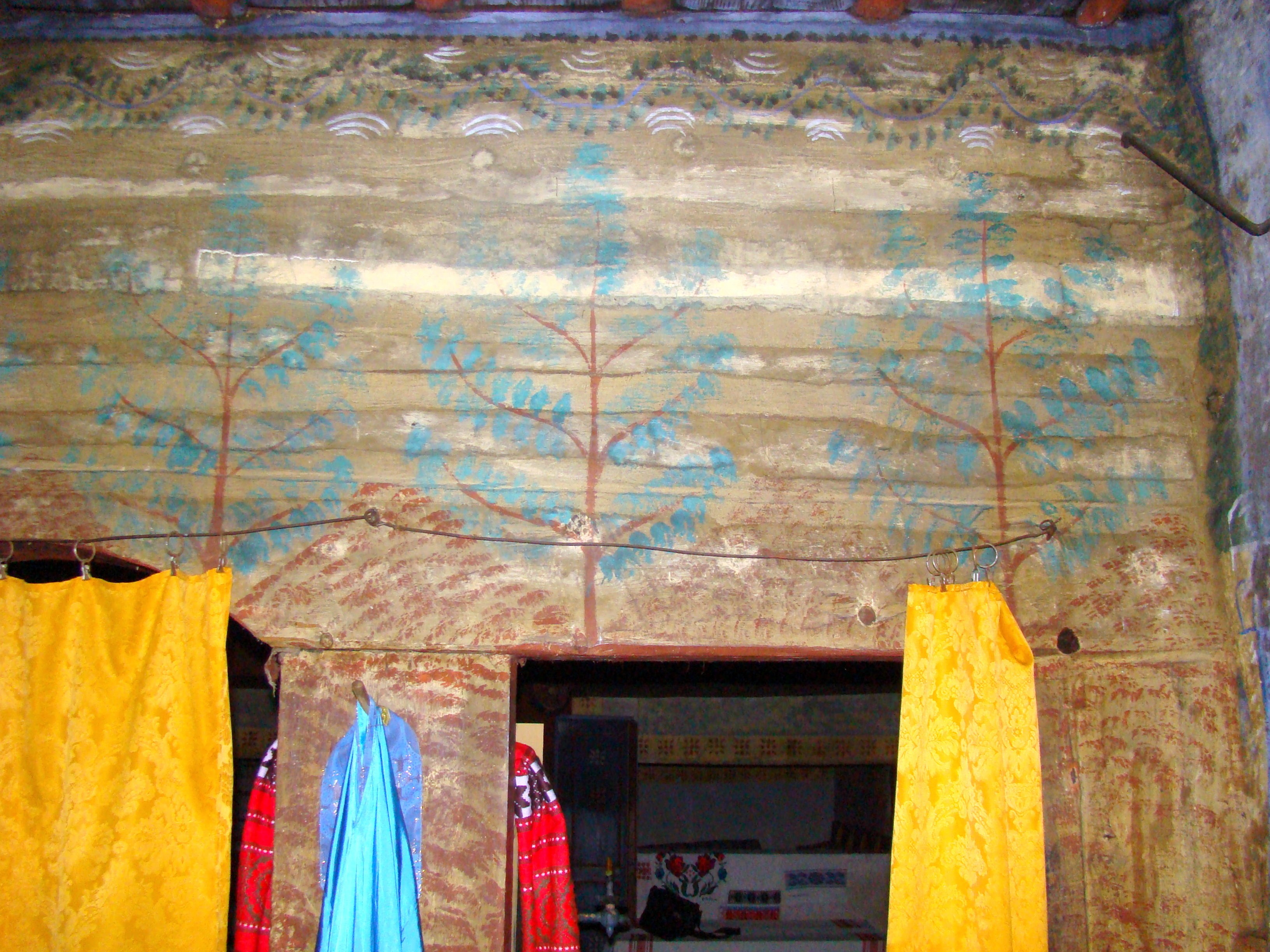
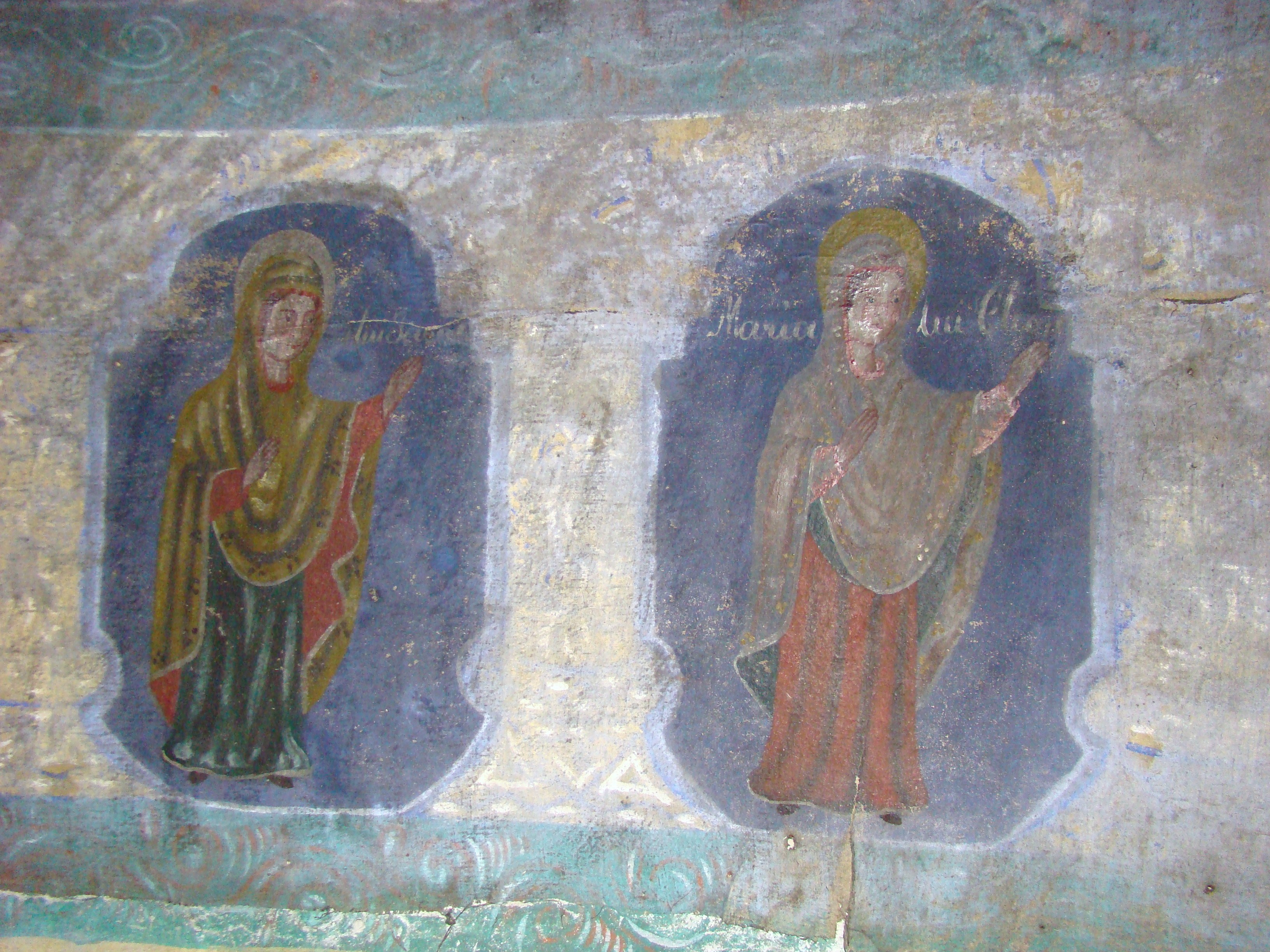
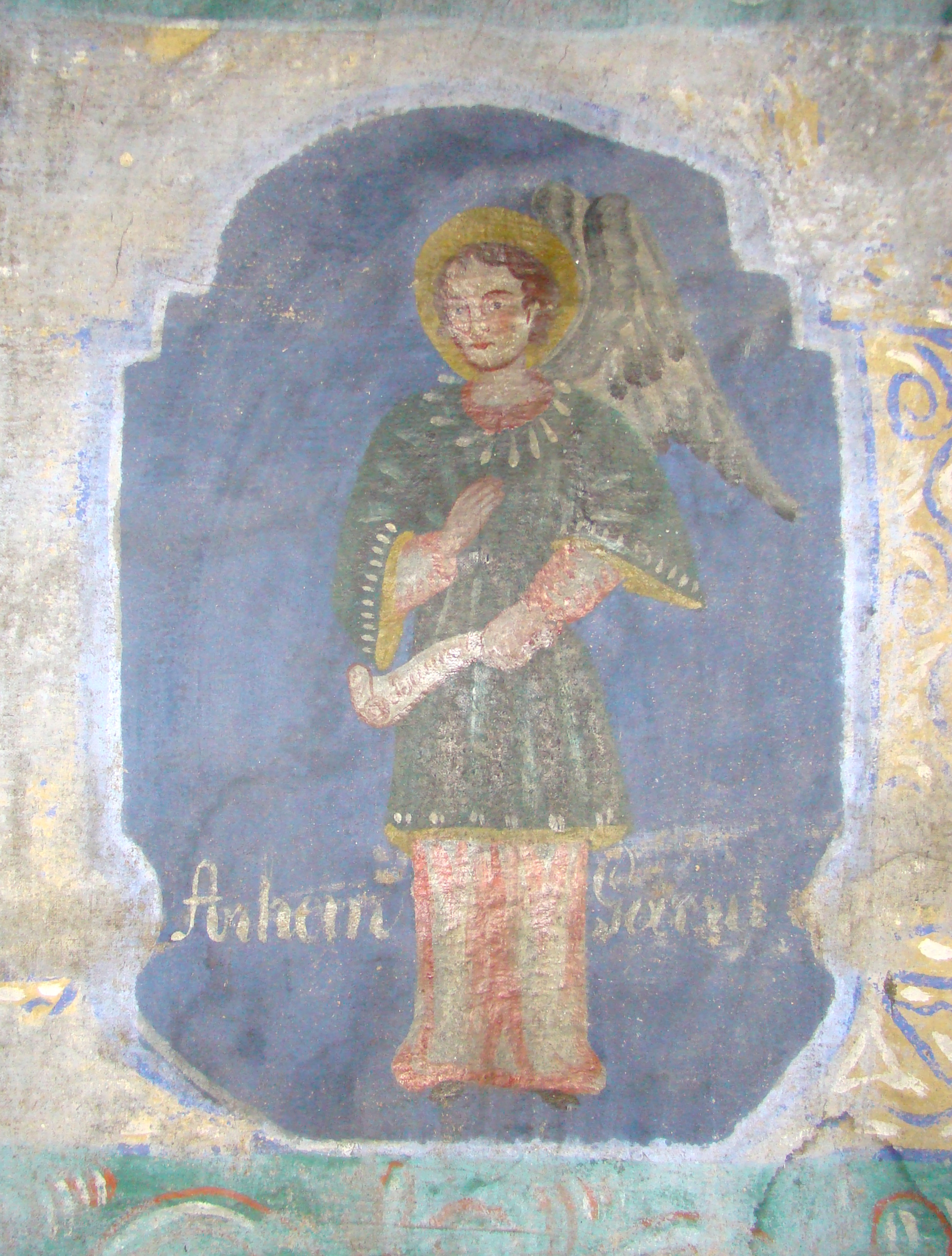
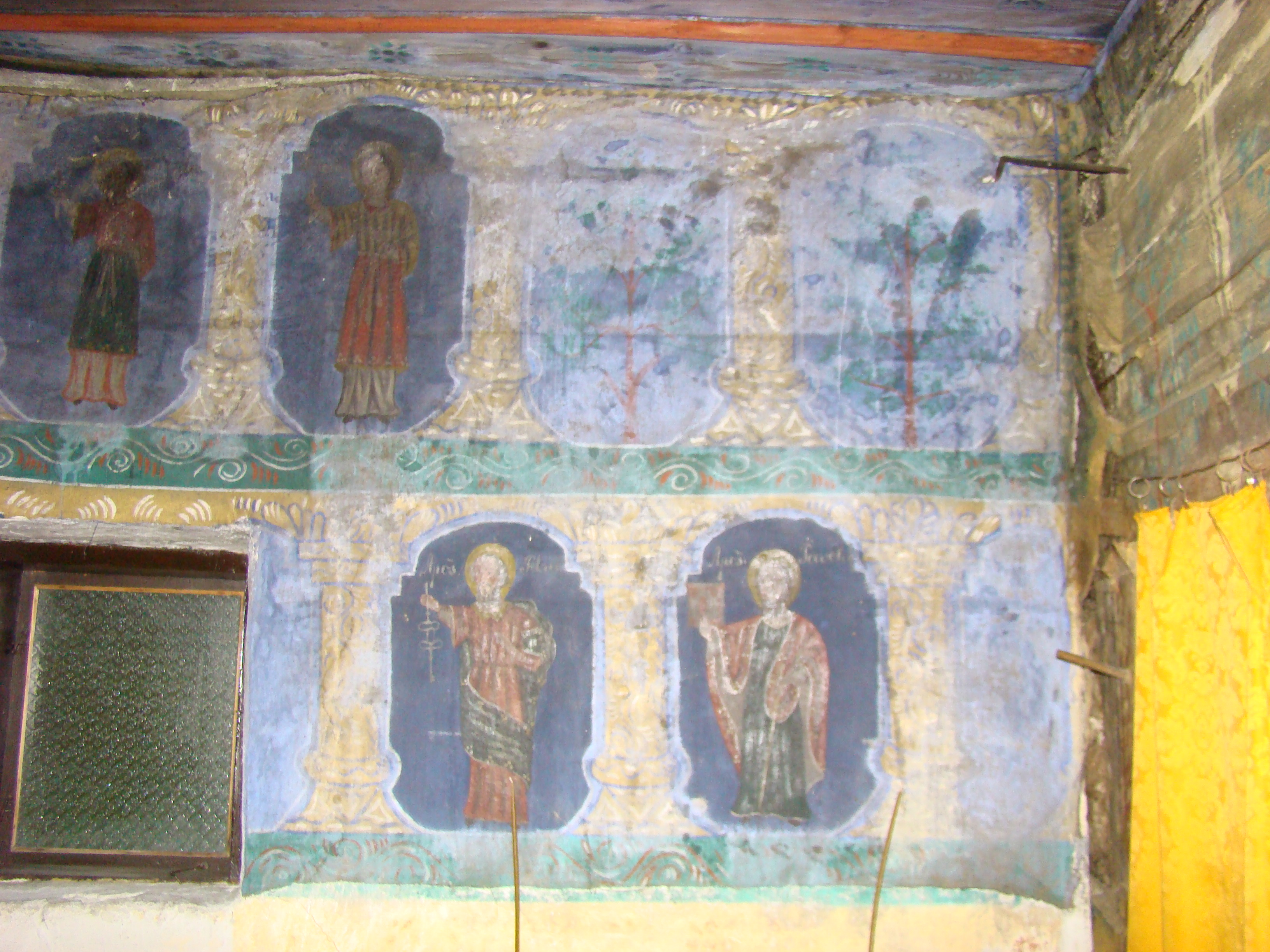
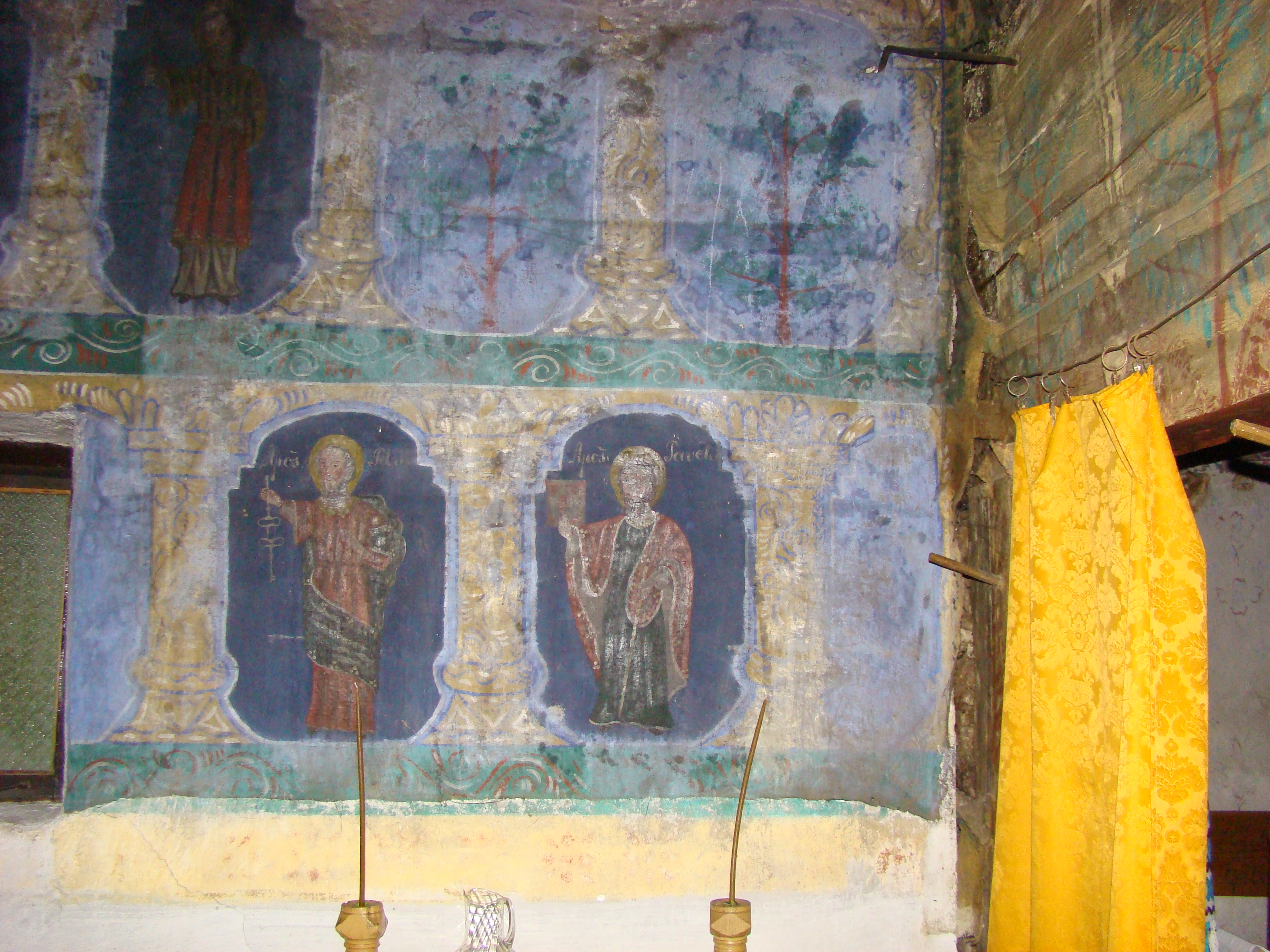
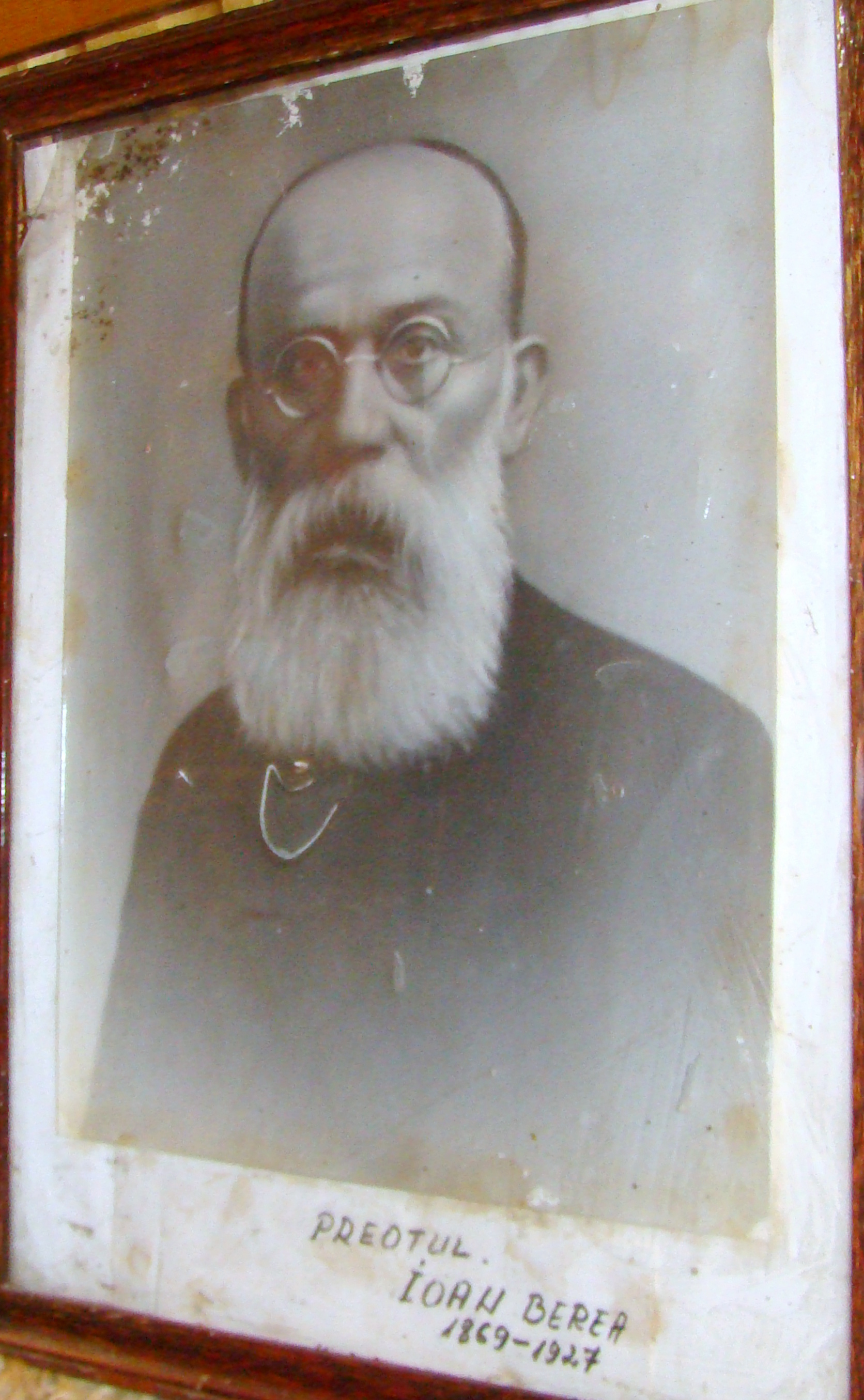